# Biserica reformată din Cușmed

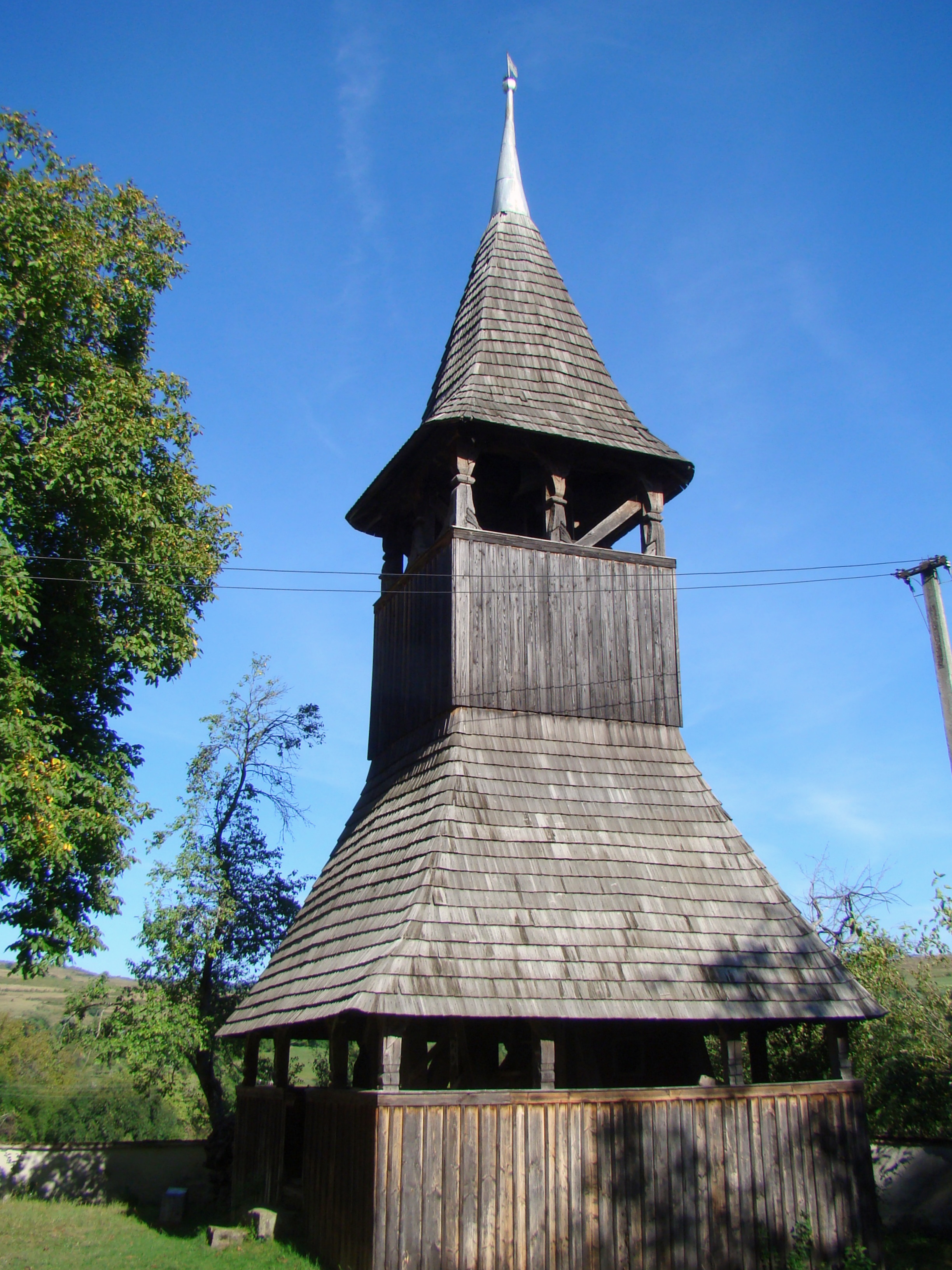
Clopotnița de lemn (1747)

Biserica reformată din Cușmed este un ansamblu de monumente istorice aflat pe teritoriul satului Cușmed; comuna Atid.
Ansamblul este format din următoarele monumente:
- Biserica reformată (cod LMI HR-II-m-A-12809.01)
- Clopotniță de lemn (cod LMI HR-II-m-A-12809.02)
- Zid de incintă (cod LMI HR-II-m-A-12809.03)

## Localitatea
Cușmed (în maghiară Küsmöd) este un sat în comuna Atid din județul Harghita, Transilvania, România. Numele său provine de la pârâul din apropiere, al cărui nume în maghiară înseamnă albie secată. A fost menționat pentru prima dată în 1333, în registrul dijmelor papale, cu denumirea Kusmend.

## Biserica
În 1333 exista o biserică parohială, preotul său fiind menționat în registrul dijmelor papale. Acea biserică catolică, de mari dimensiuni, pentru că asigura serviciul religios și pentru localități din apropiere, era închinată Fecioarei Maria. La mijlocul secolului al XV-lea, biserica a fost renovată cu sprijinul lui Ioan de Hunedoara, după bătălia de la Sântimbru. Elementele de stil corespund acestei epoci: navă și sanctuar în stil gotic, sanctuar închis cu cinci laturi ale unui octogon.
Locuitorii catolici medievali au devenit reformați în timpul Reformei Protestante, împreună cu biserica. Biserica este înconjurată de un zid de piatră, ce datează din secolul al XVIII-lea, și are o clopotniță de lemn separată din 1747. Tavanul casetat al sanctuarului datează din 1714. Sub straturile de var, pe peretele de sud al naosului, lângă arcul de triumf, sunt picturi murale care erau vizibile în momentul renovării din 1884: imaginea Fecioarei Maria încoronată, ținându-l pe pruncul Isus pe brațul drept.

## Imagini din exterior

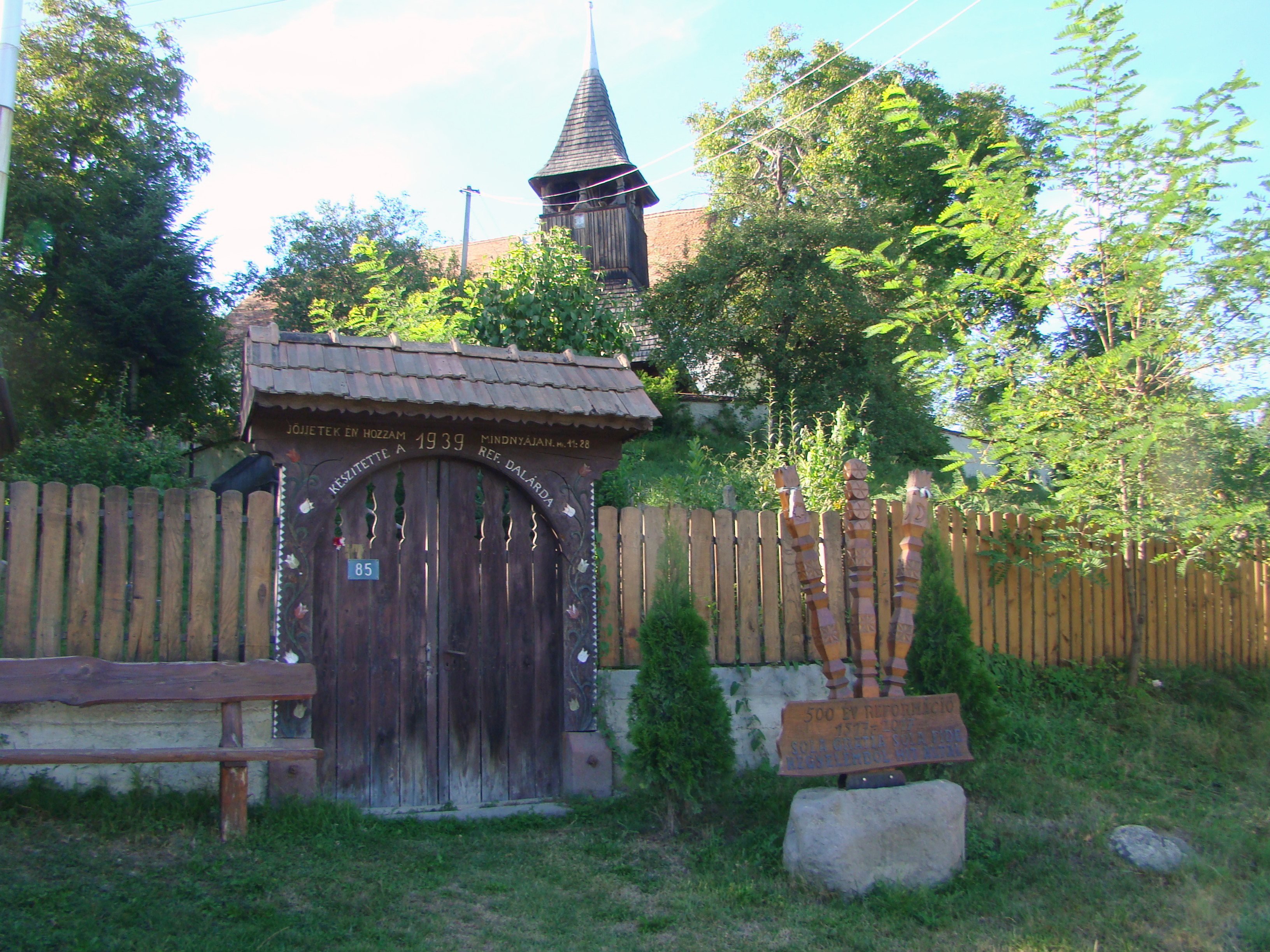
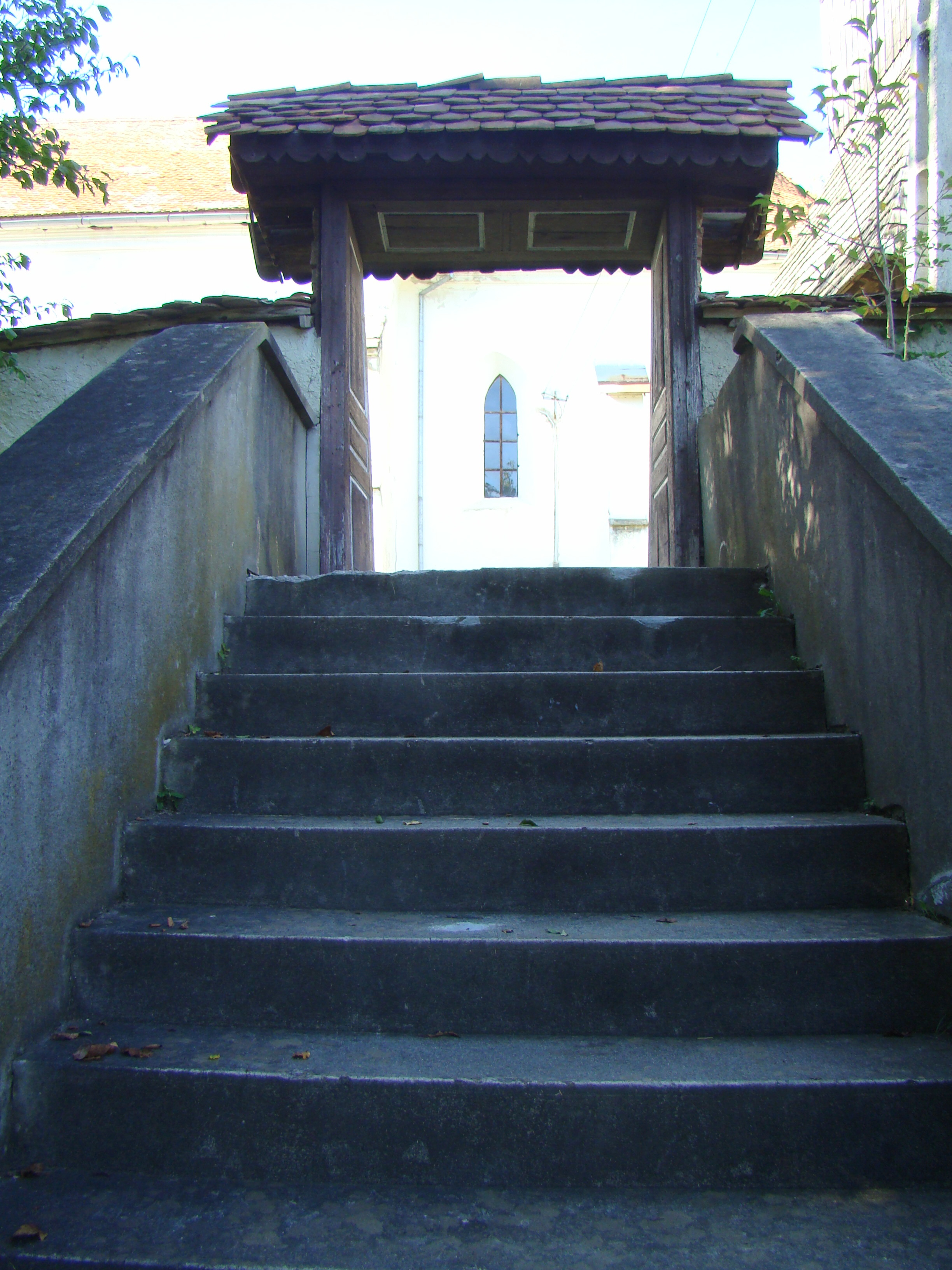
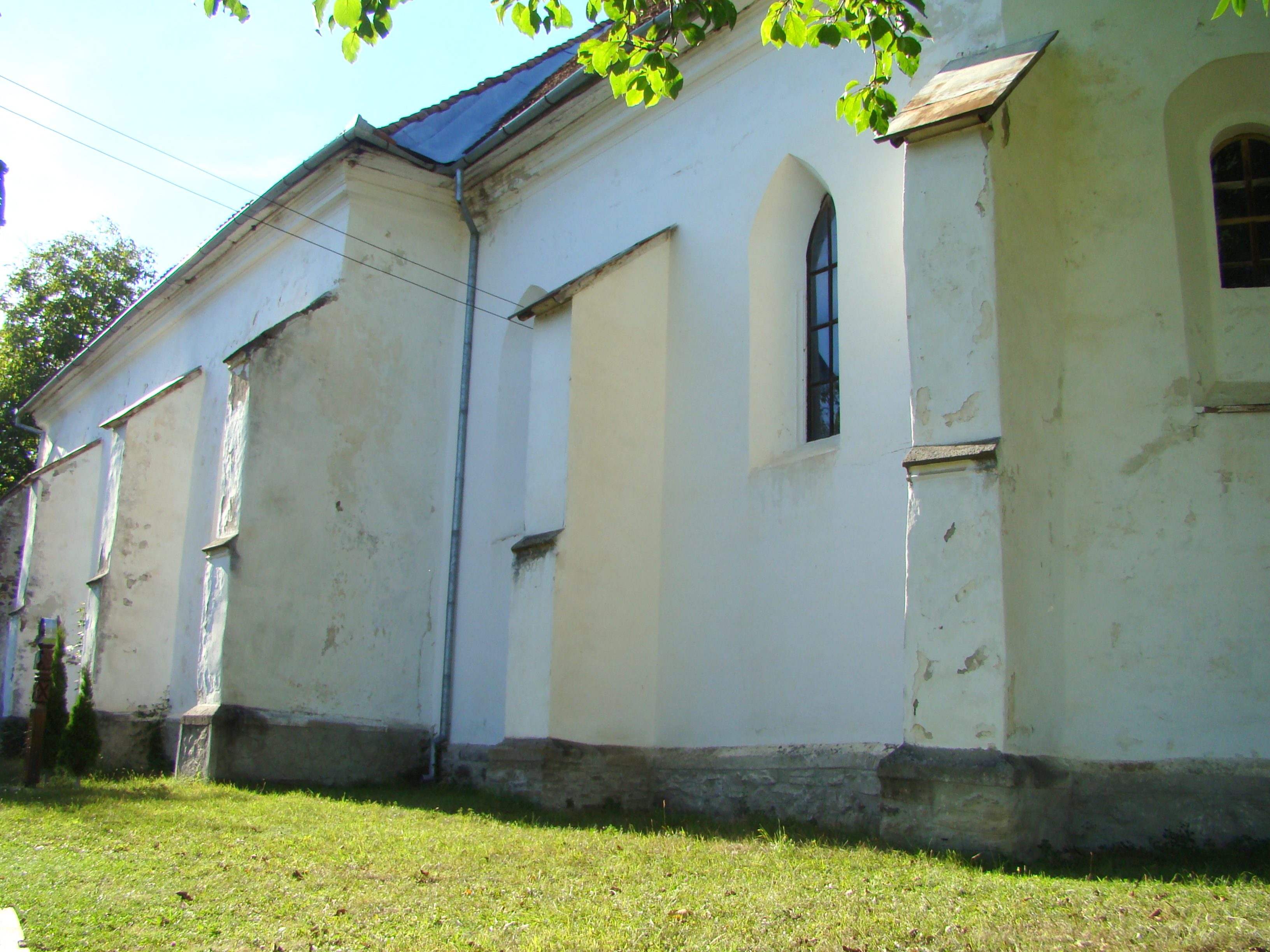
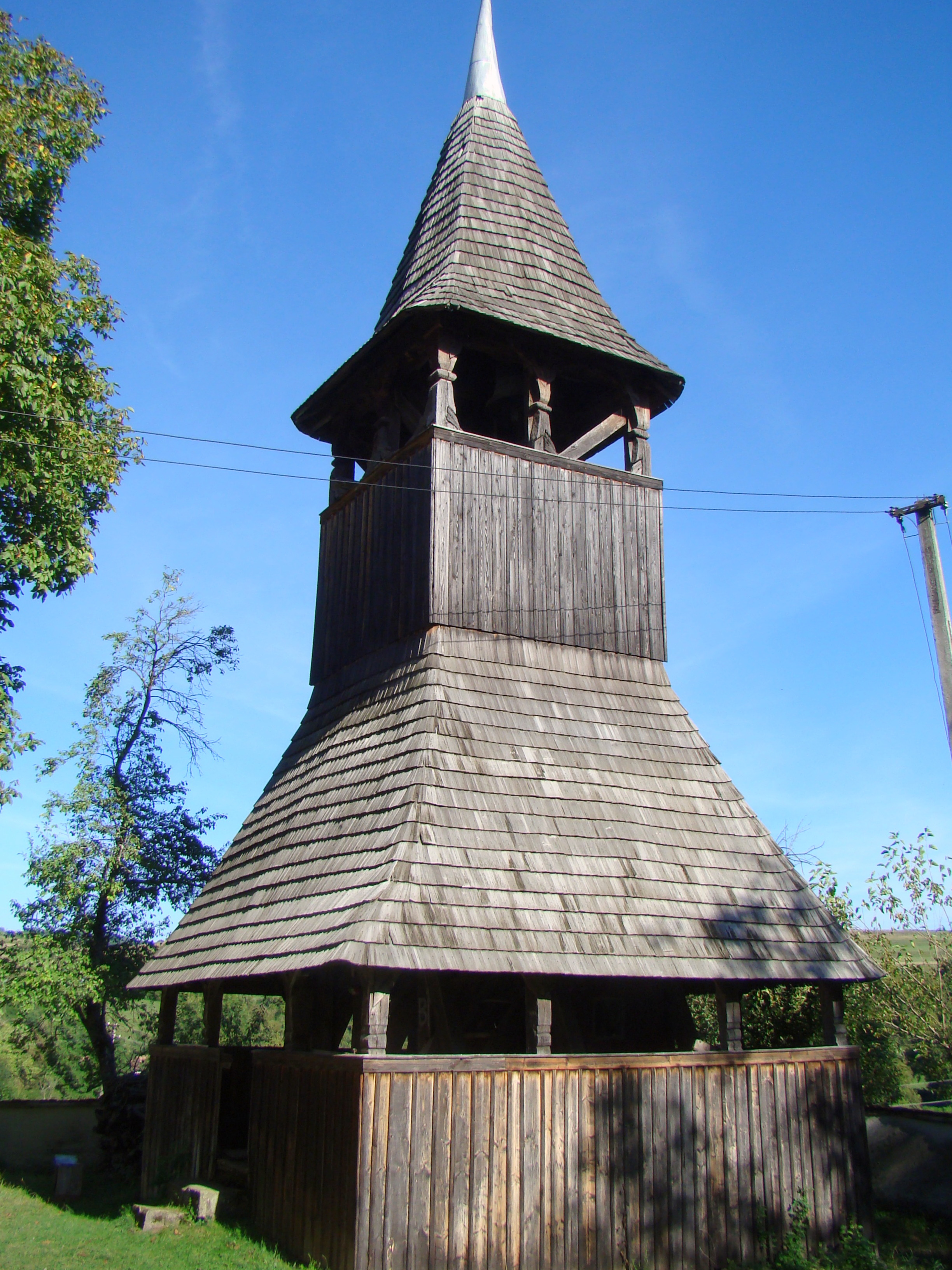
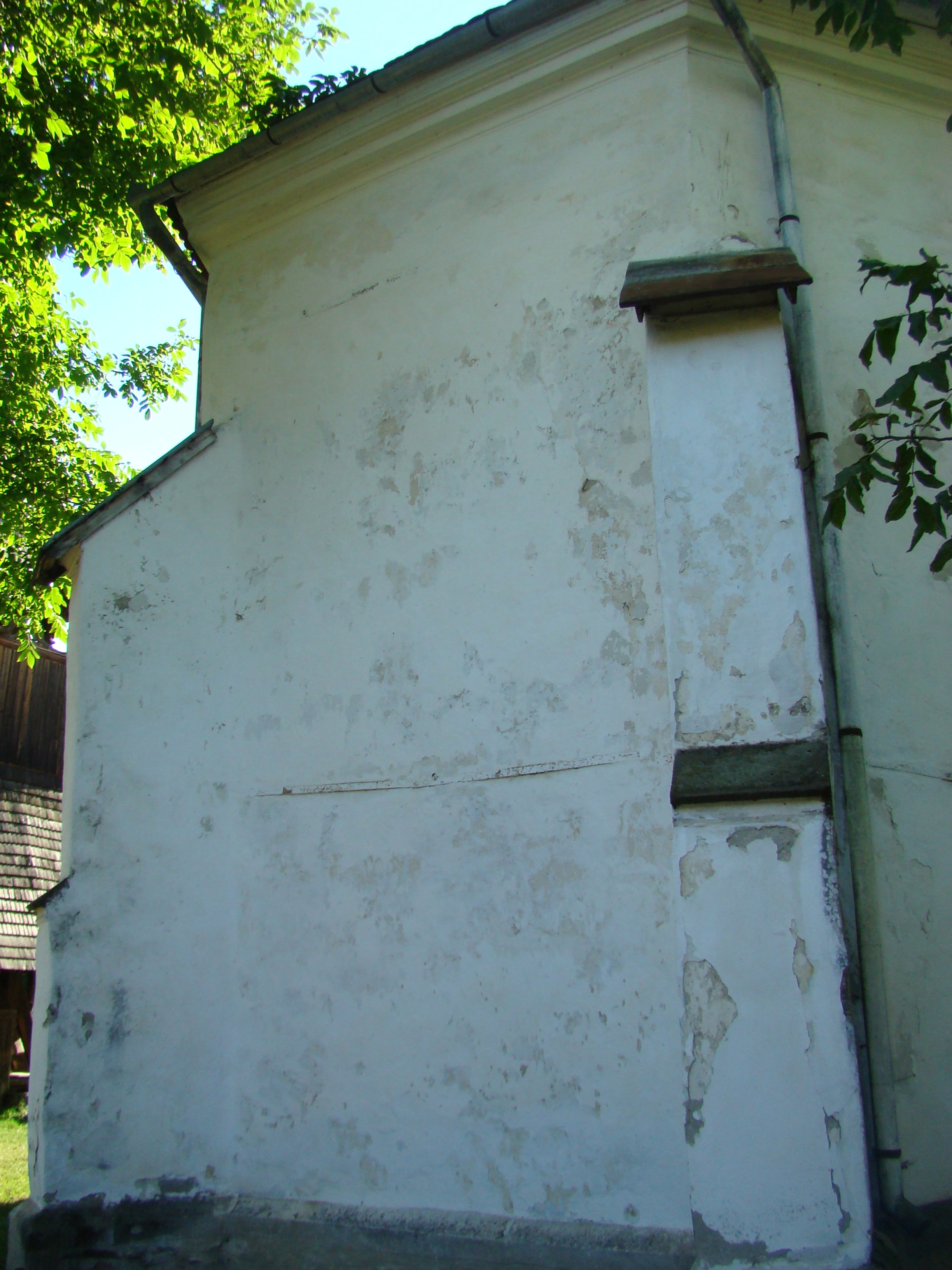
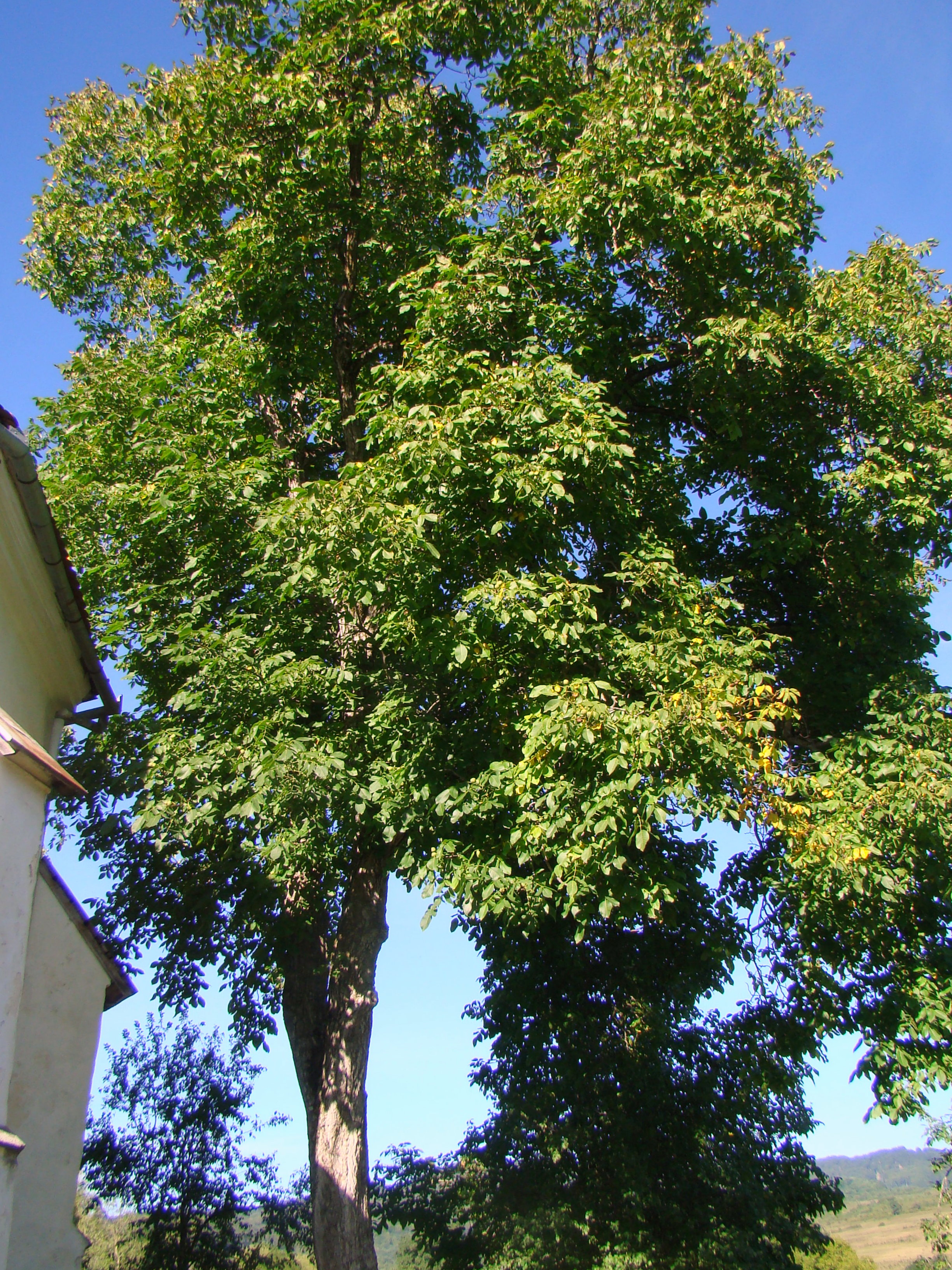
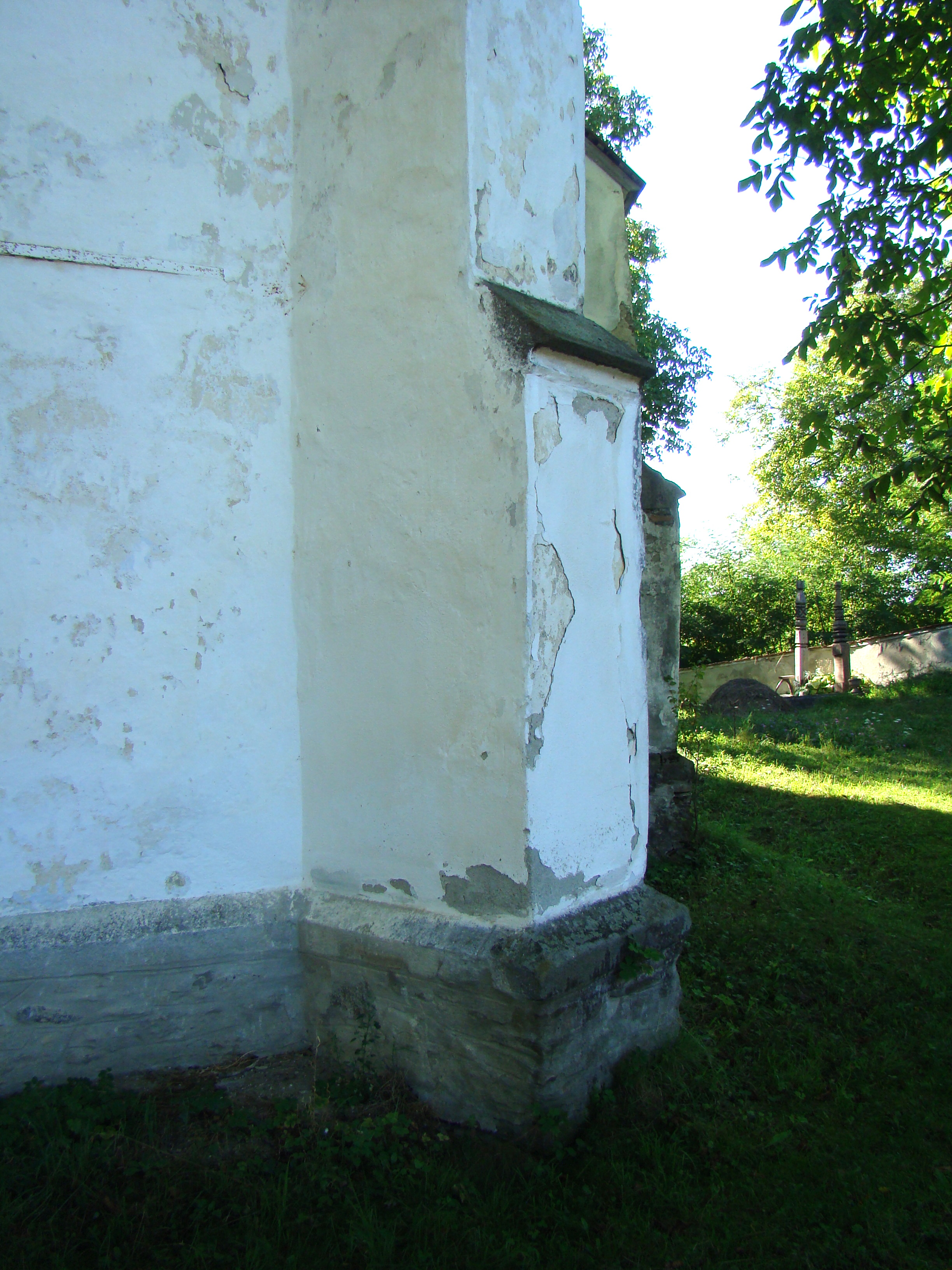
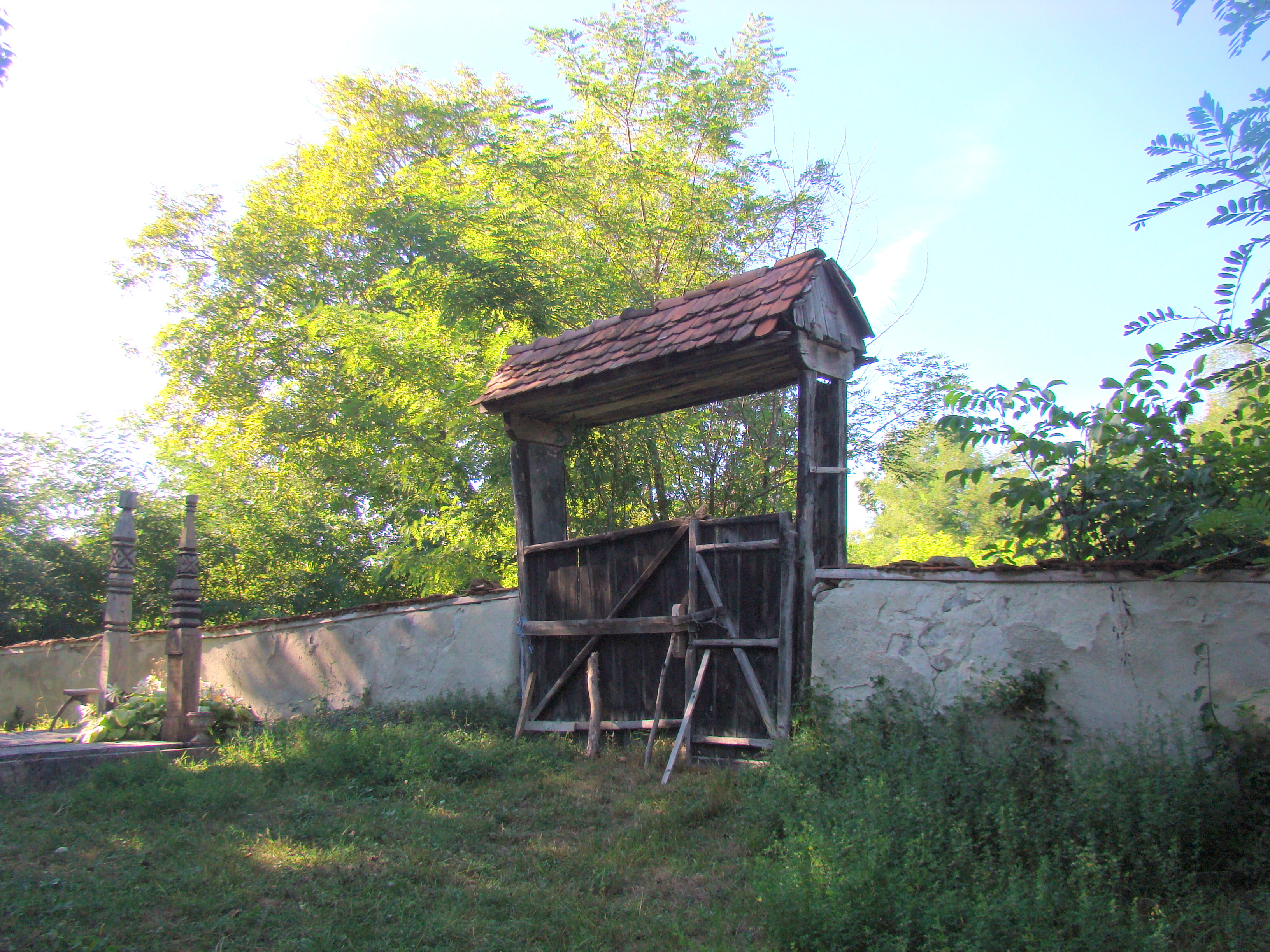
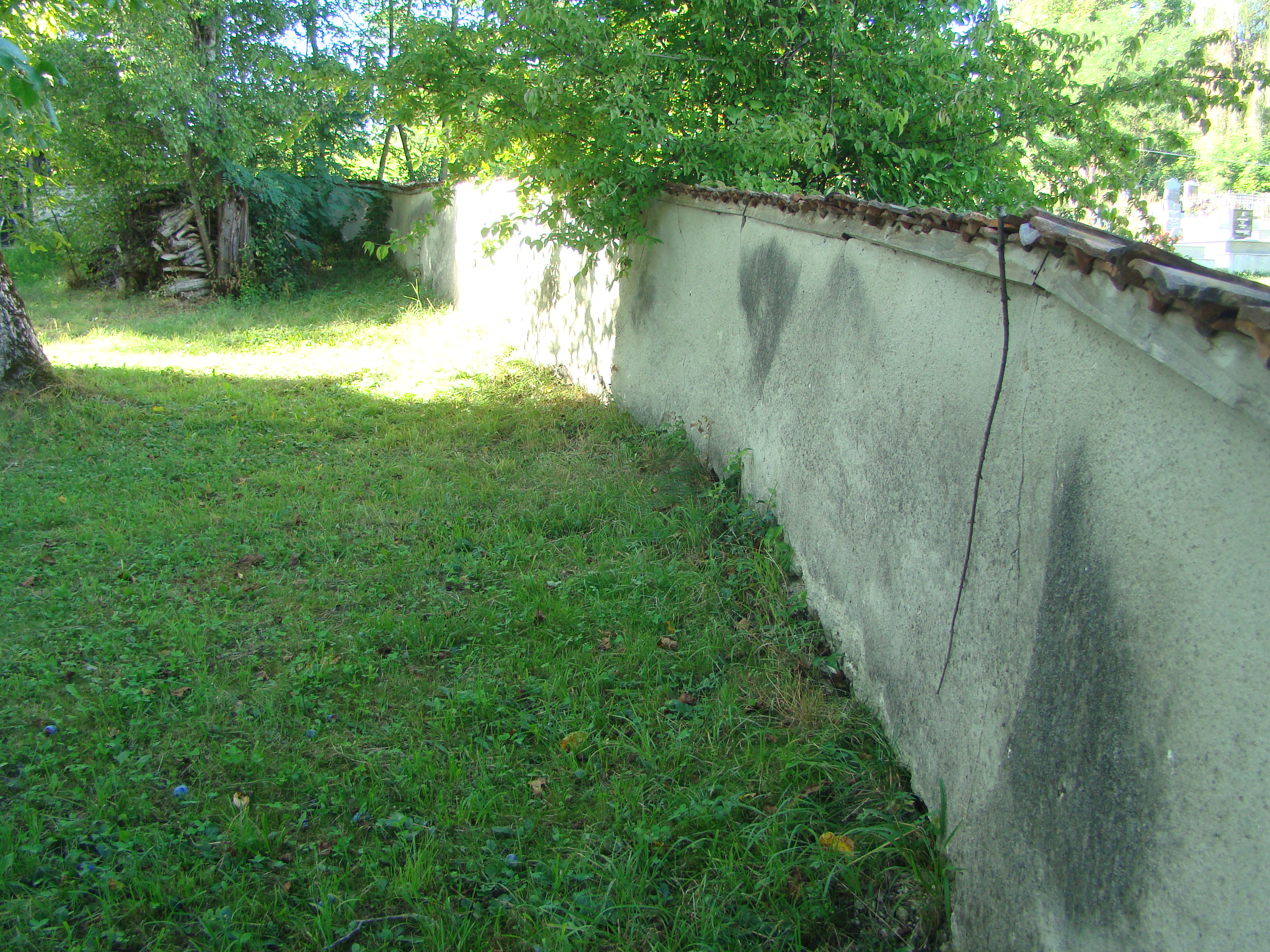
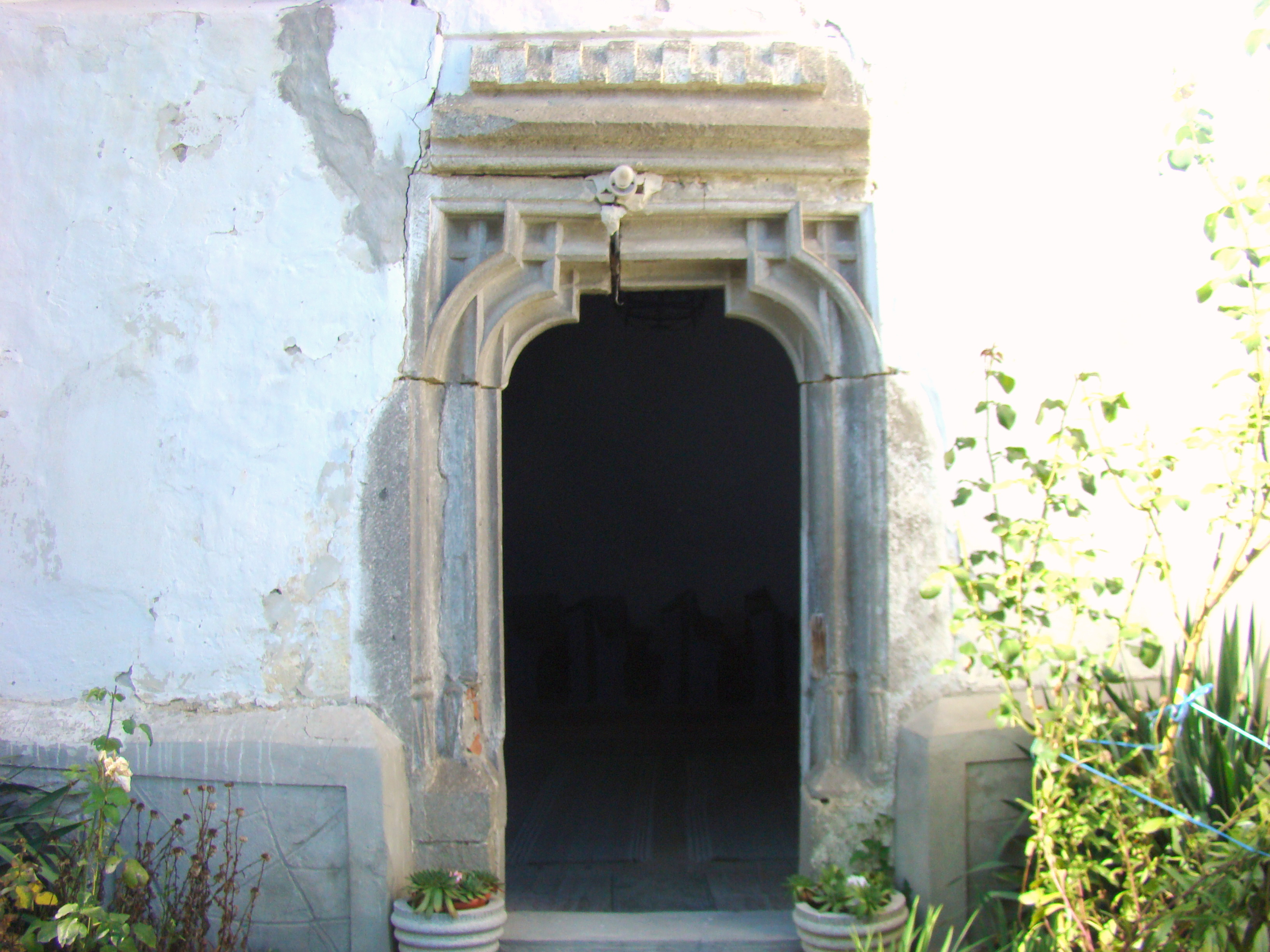
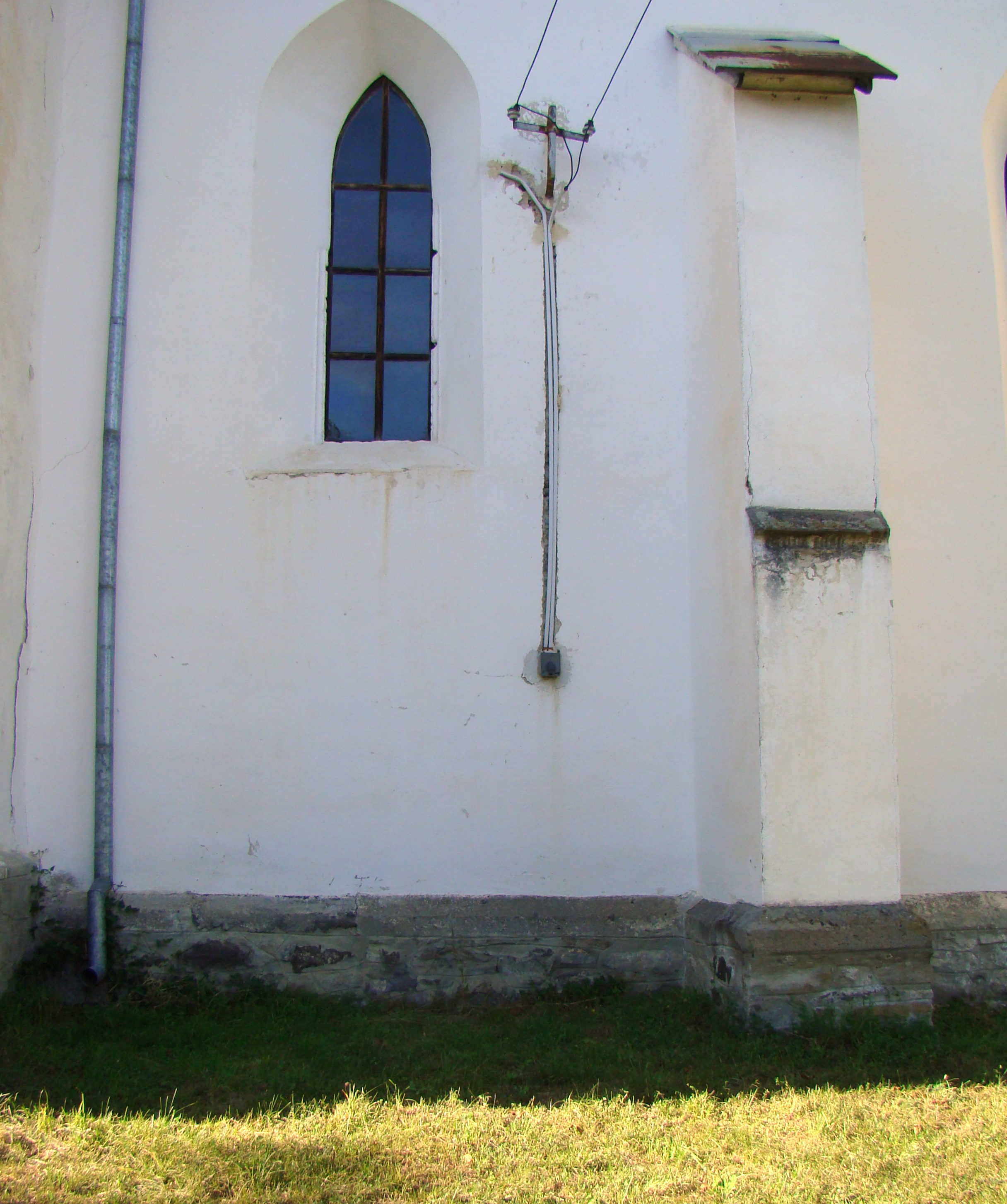
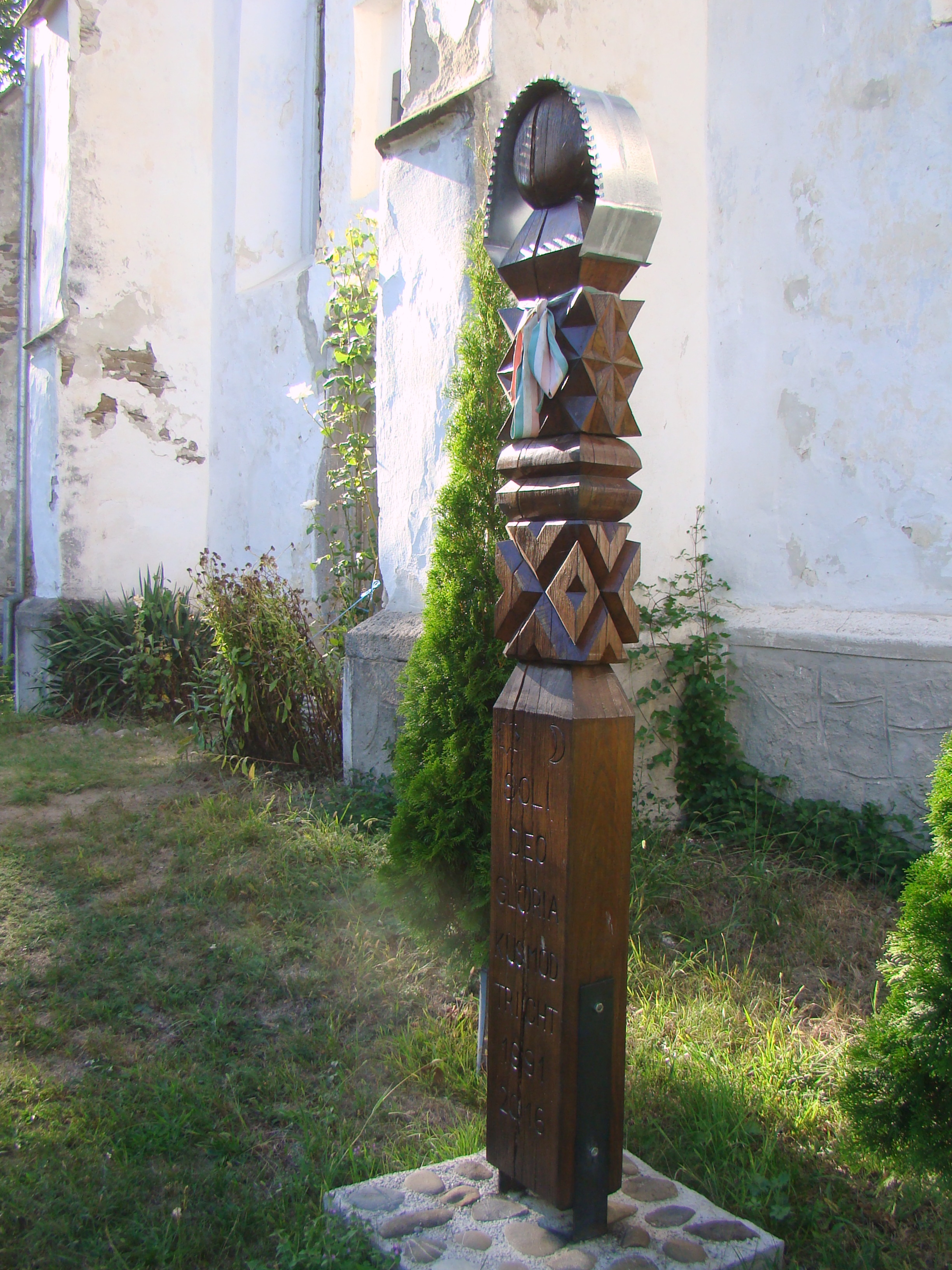
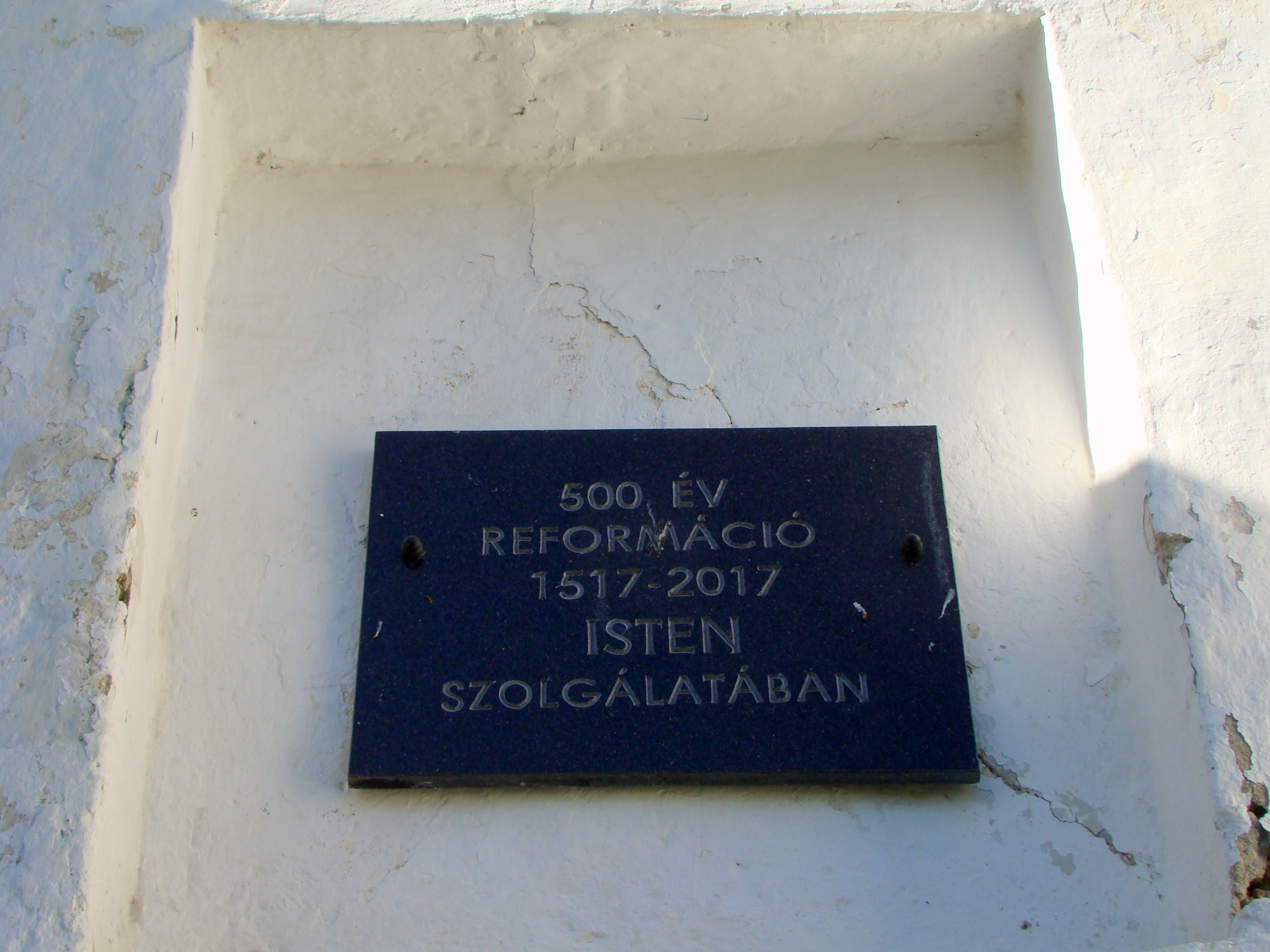
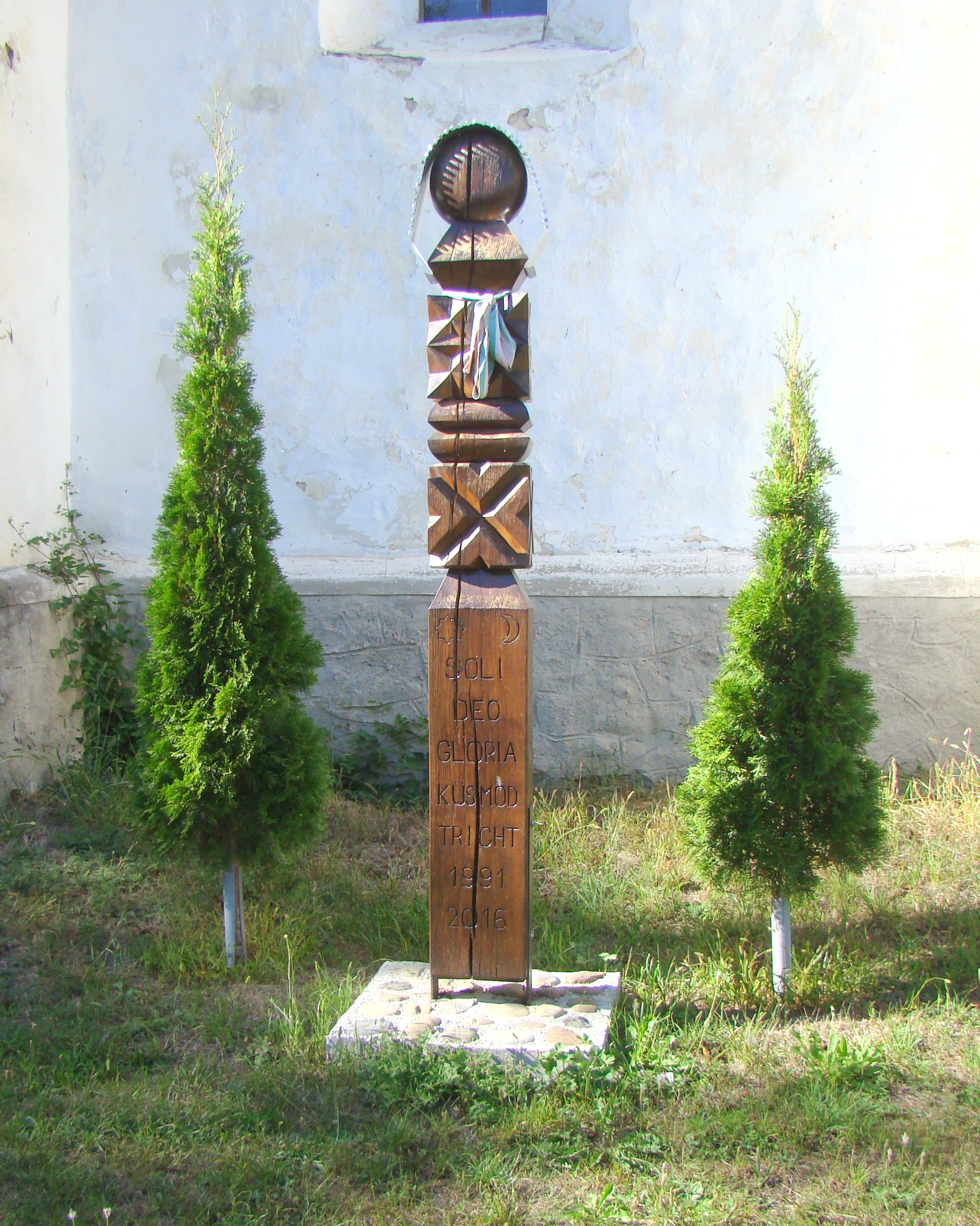
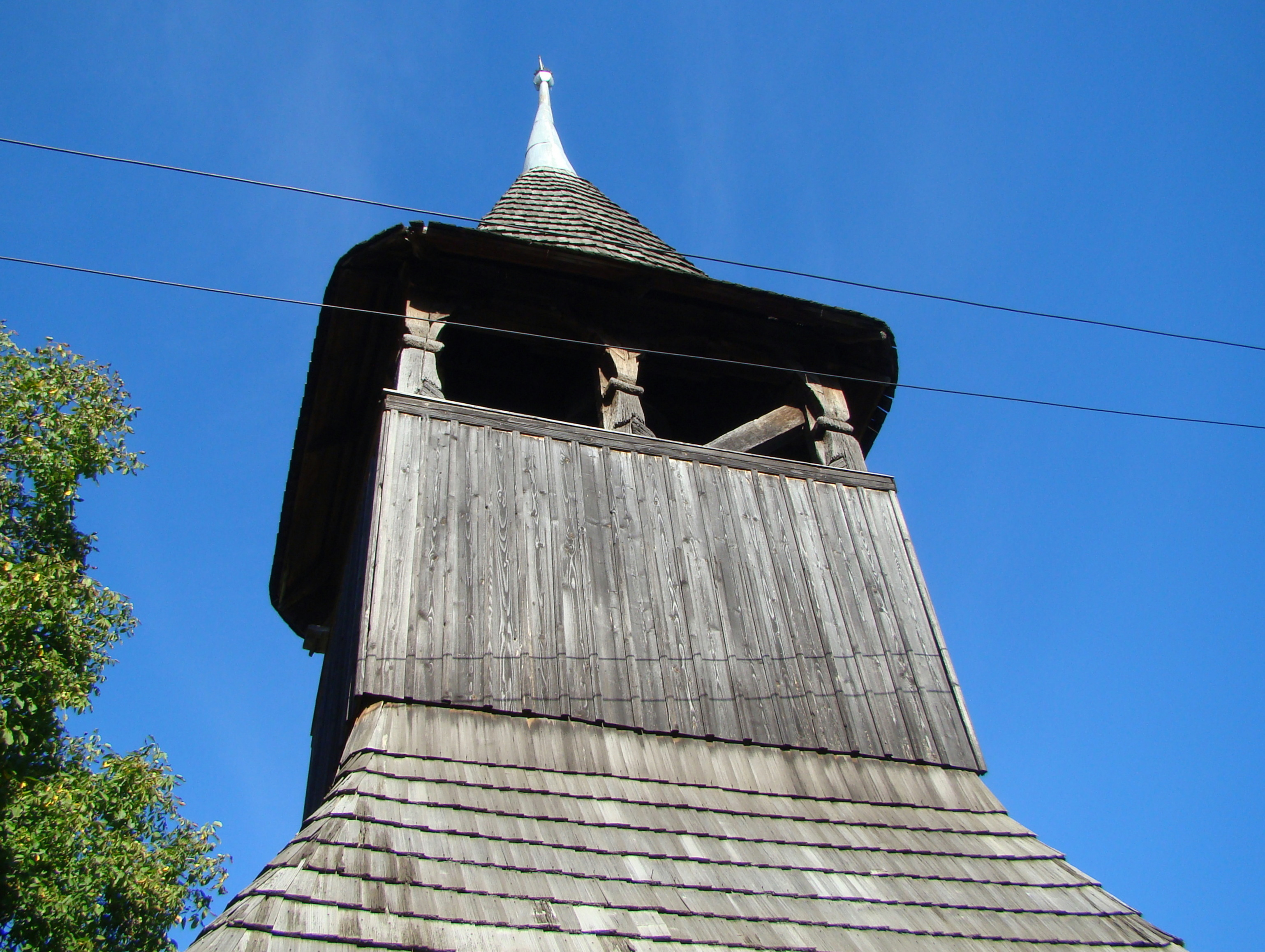
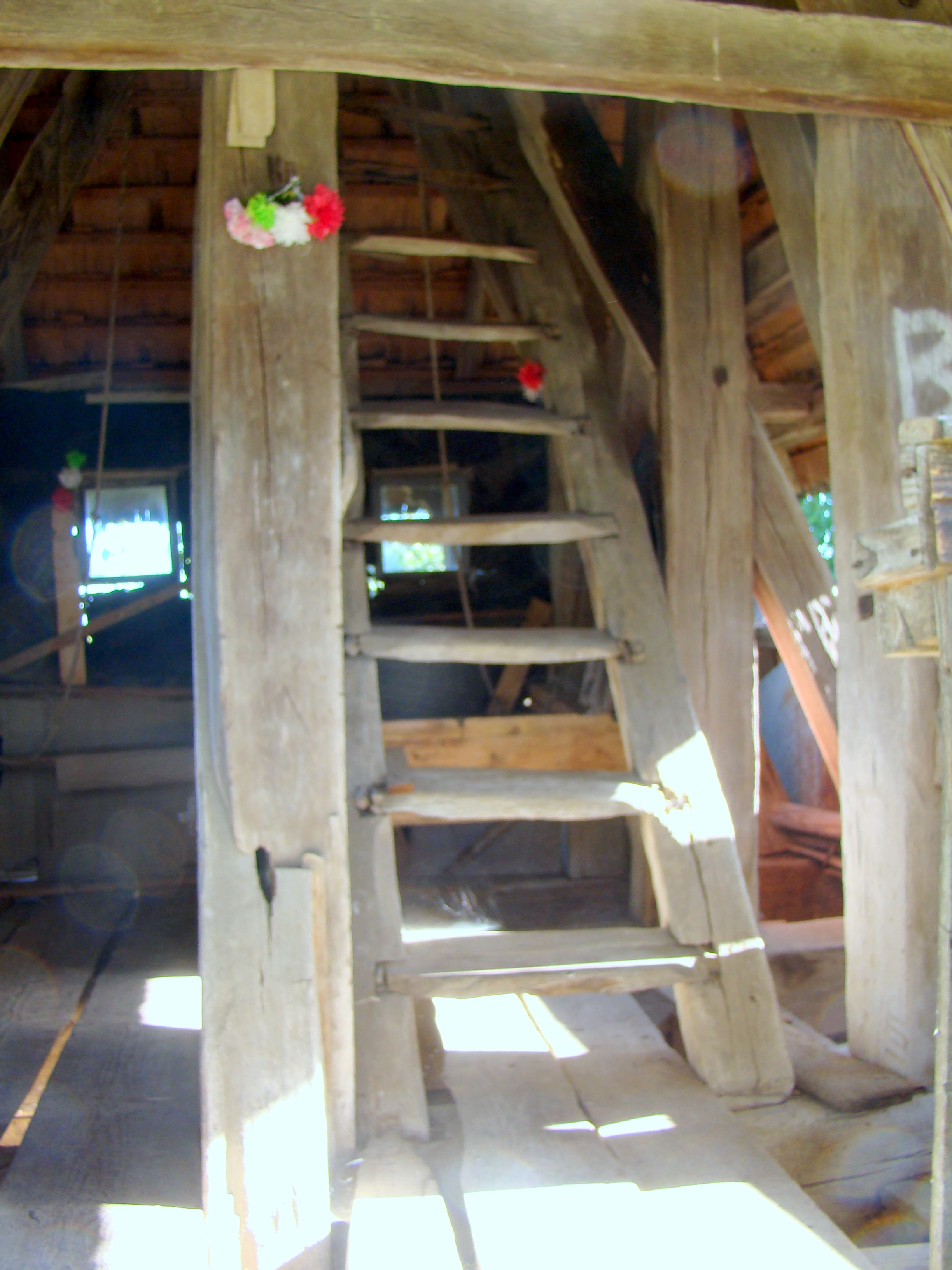
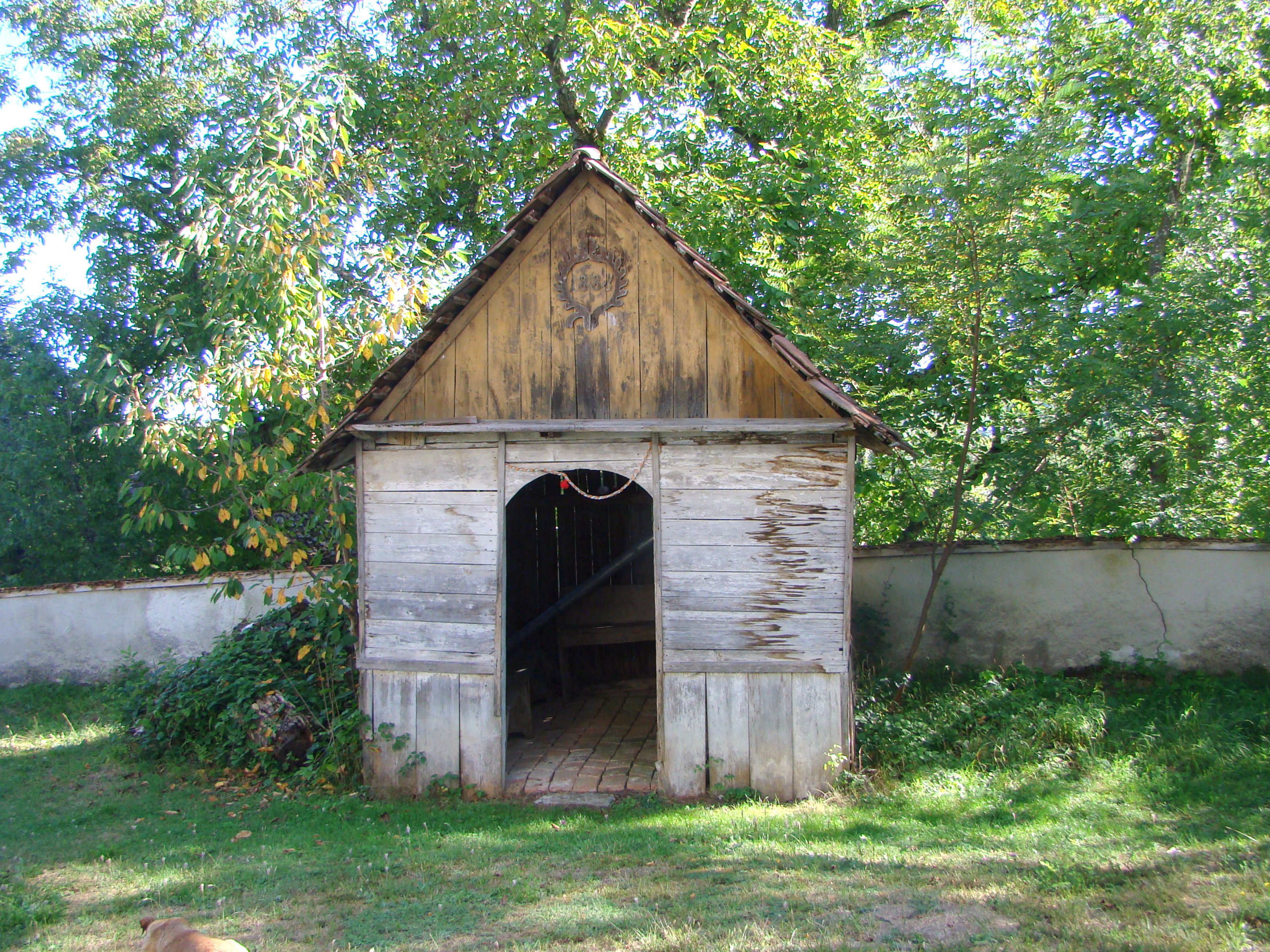
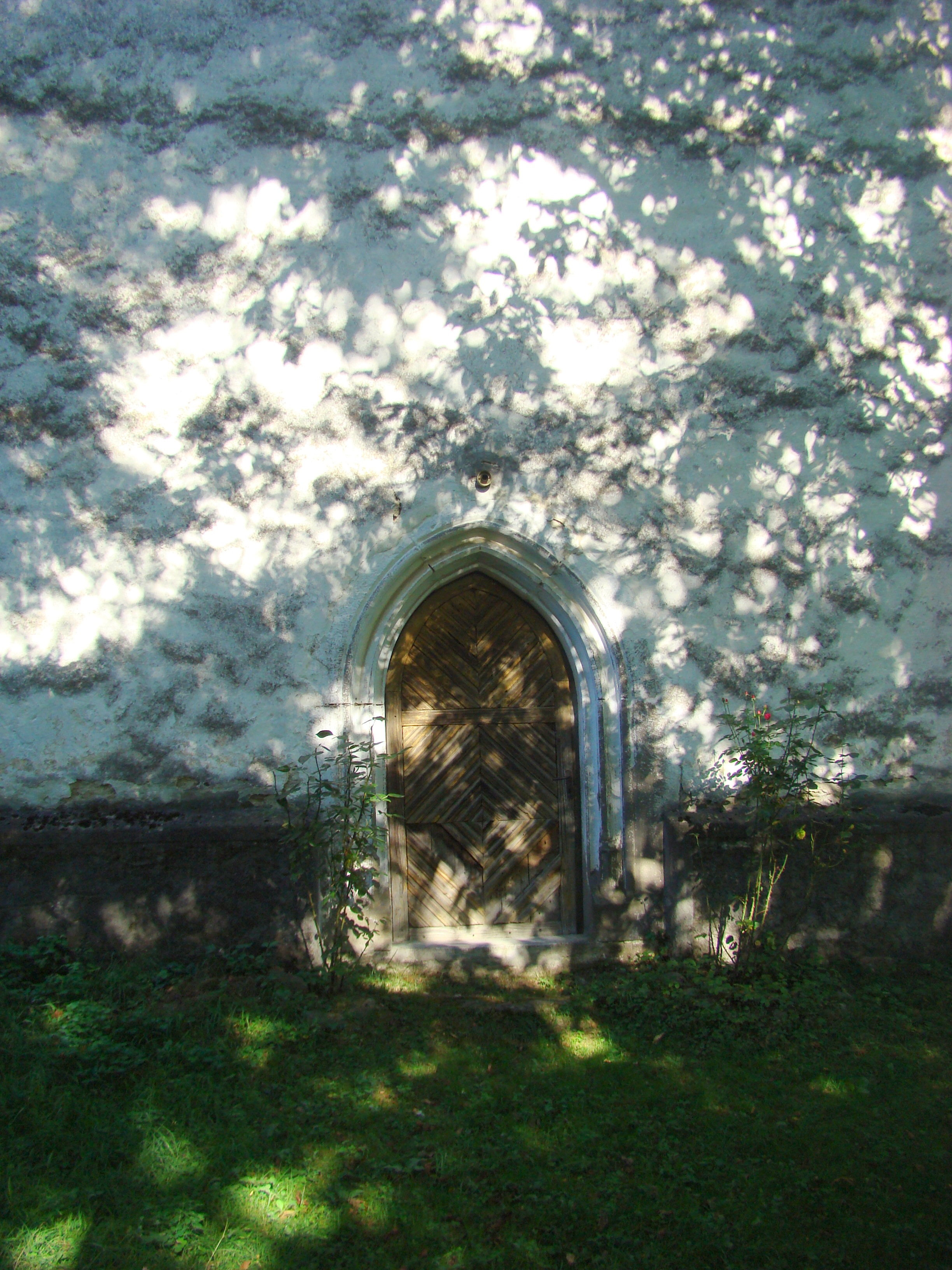
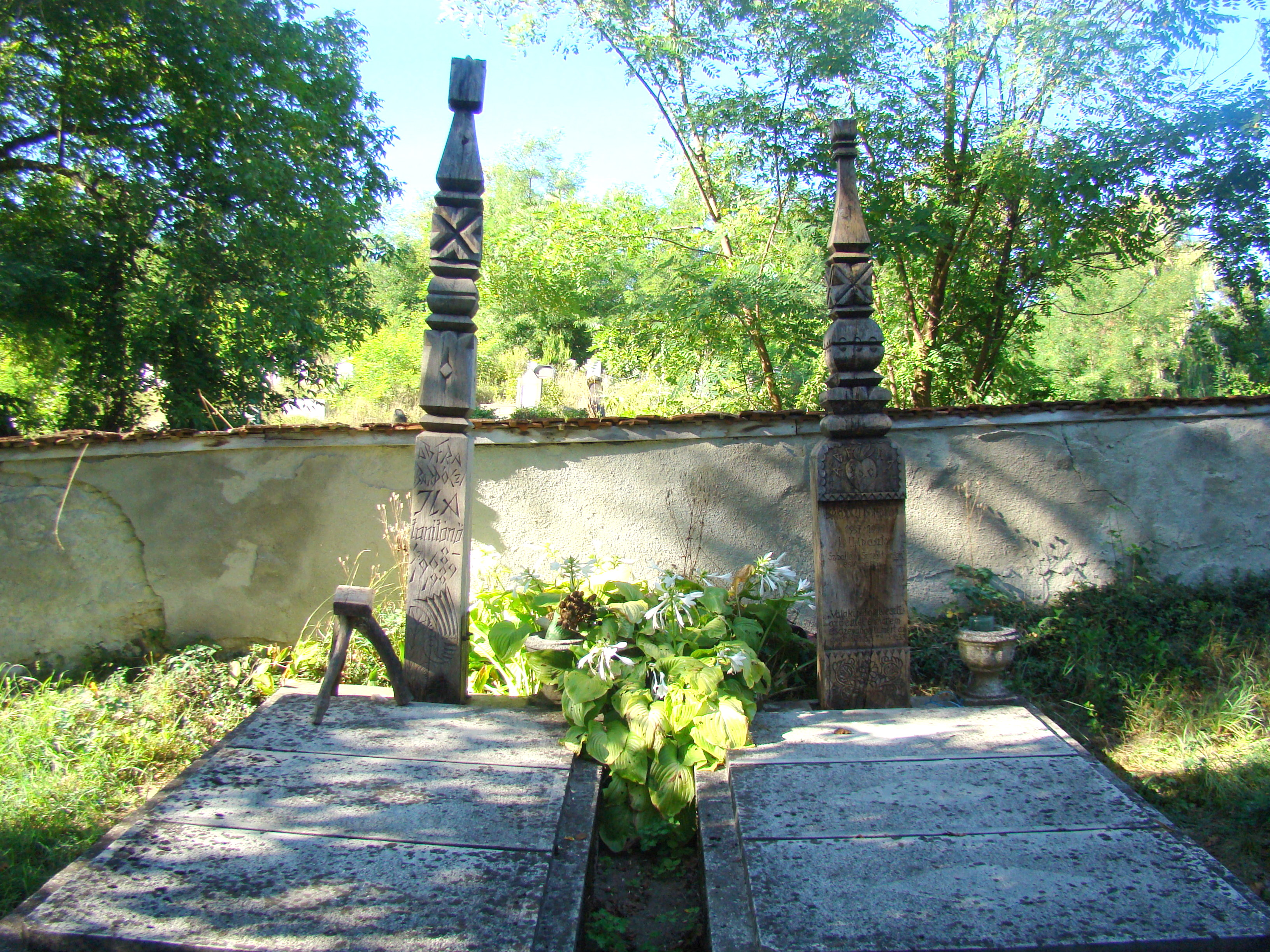
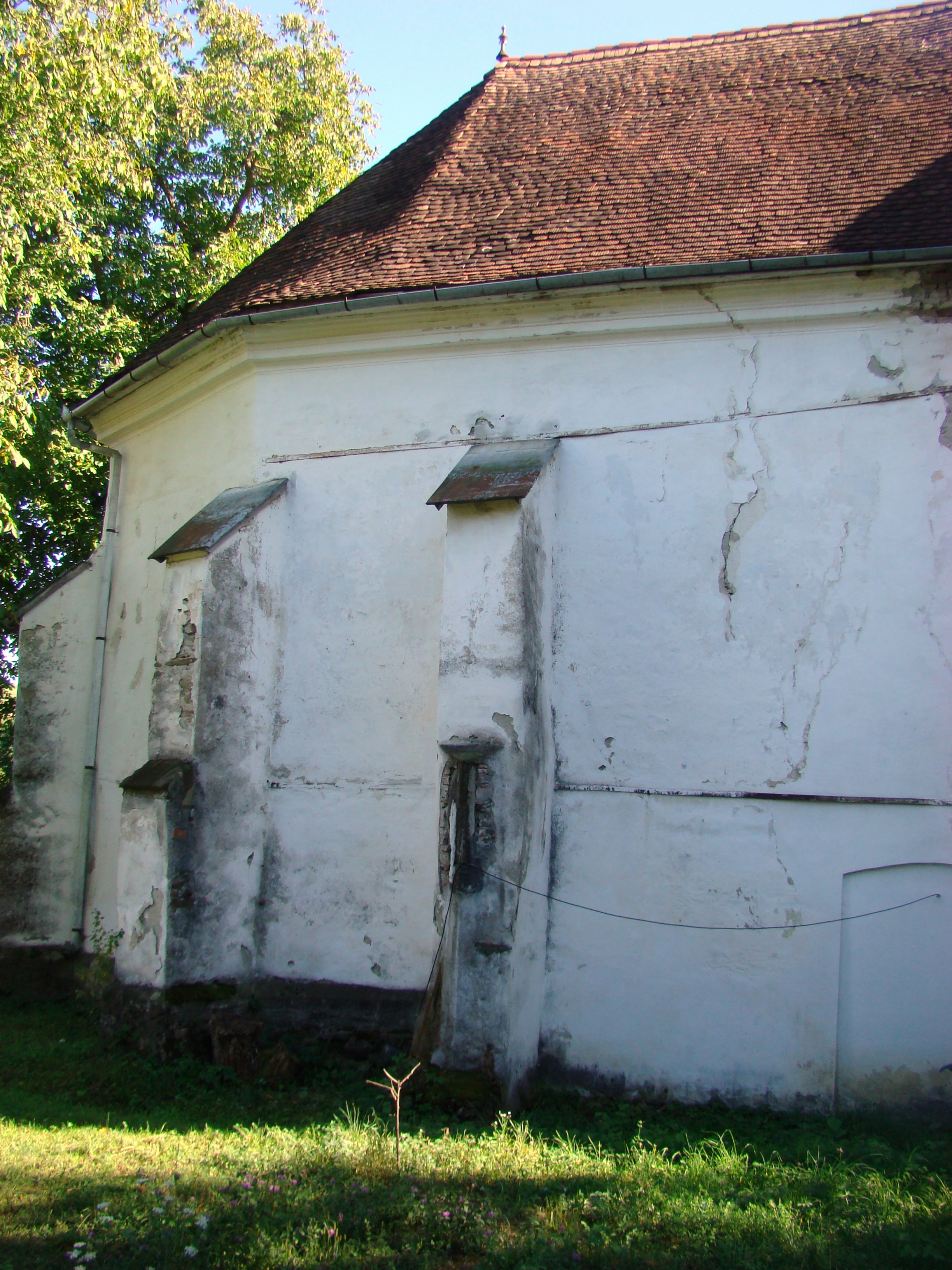
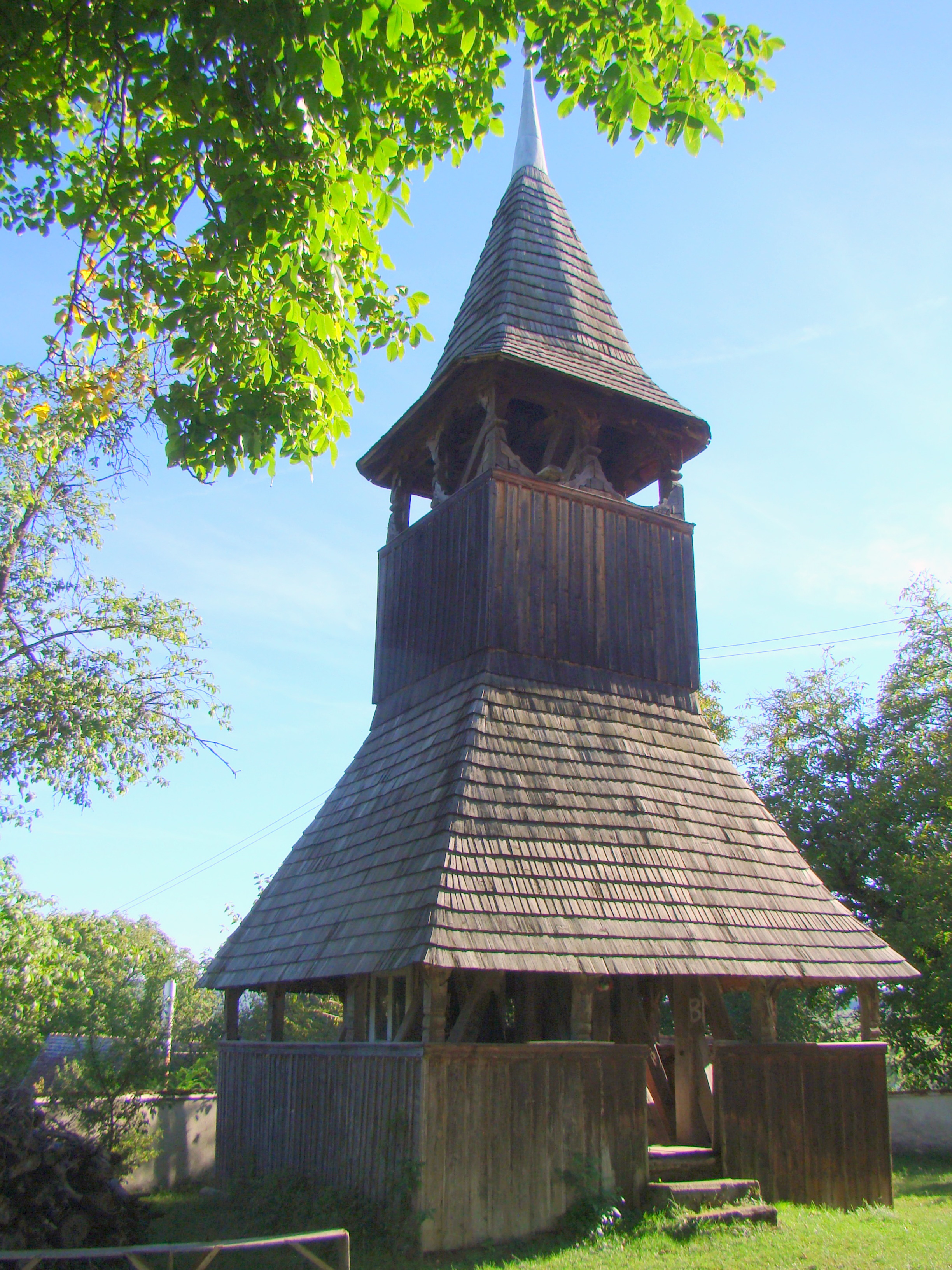
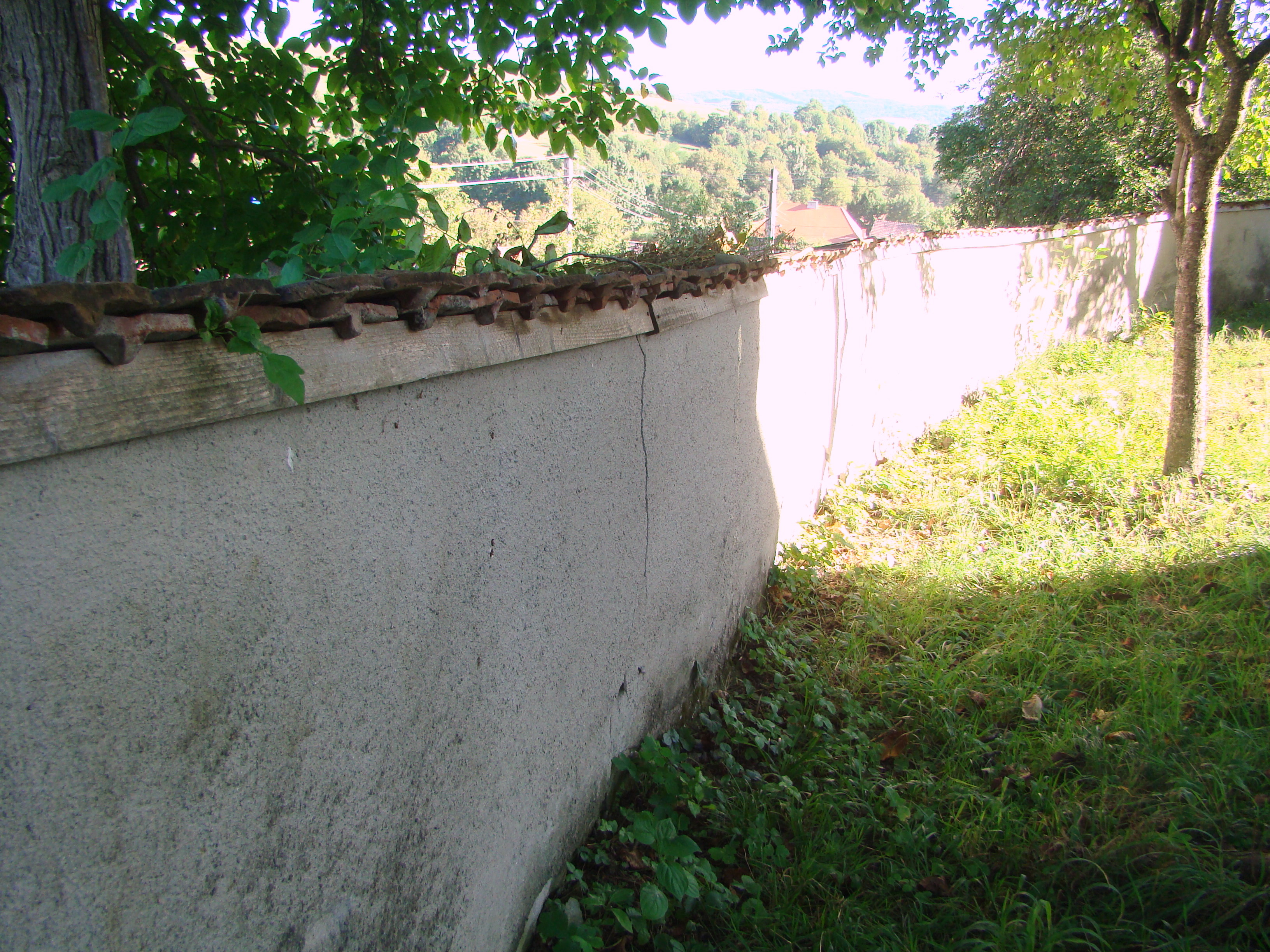
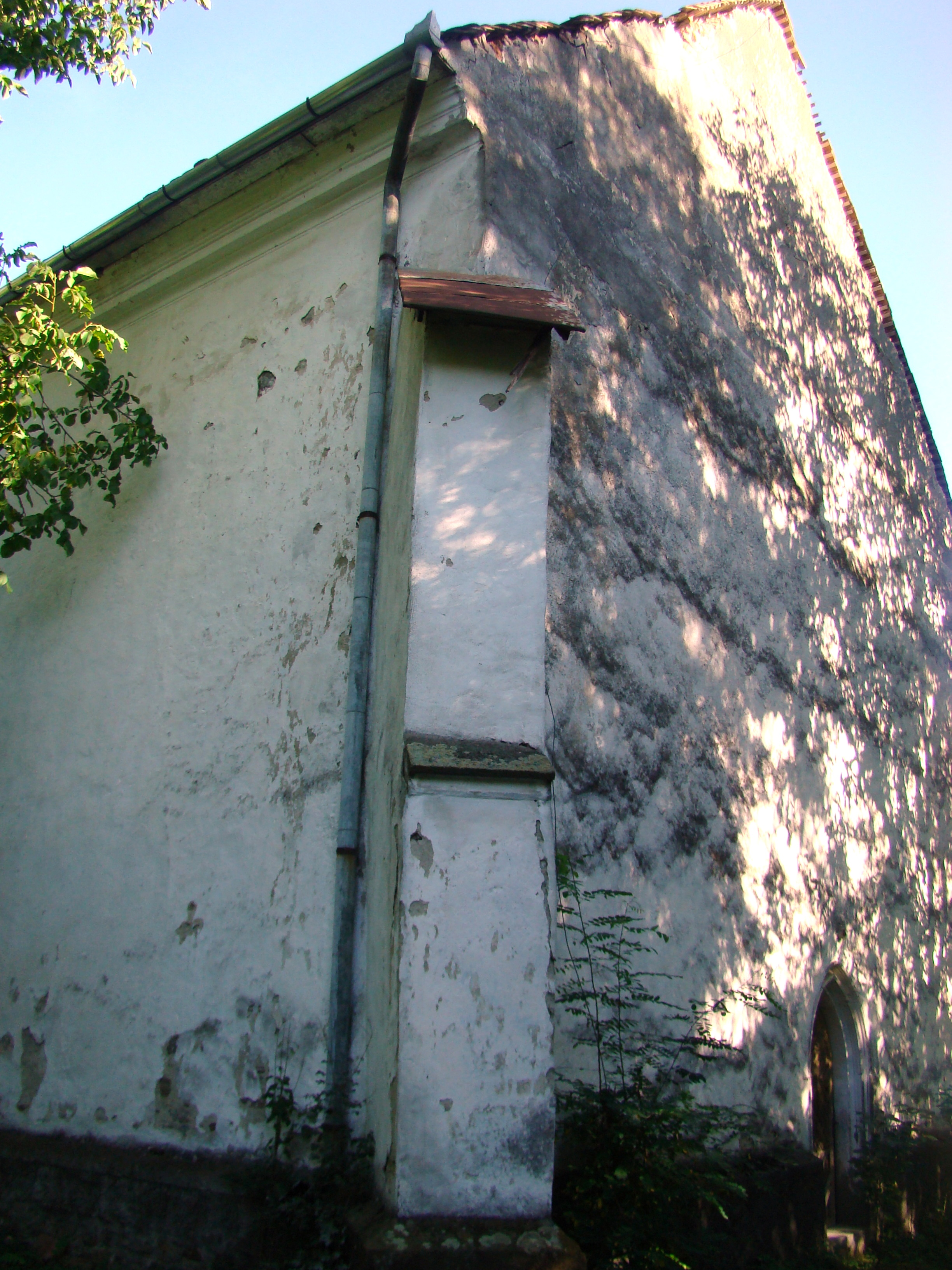
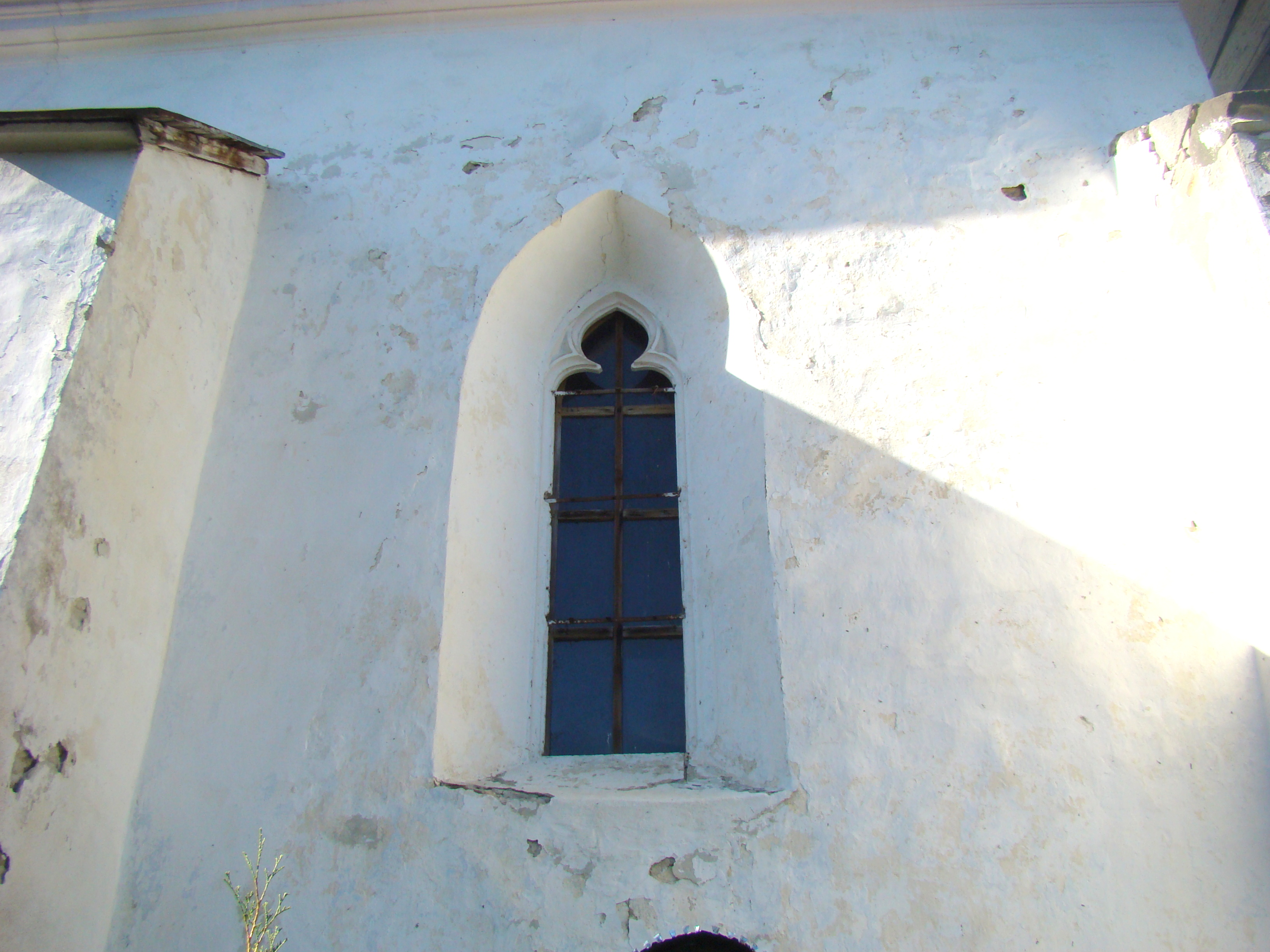
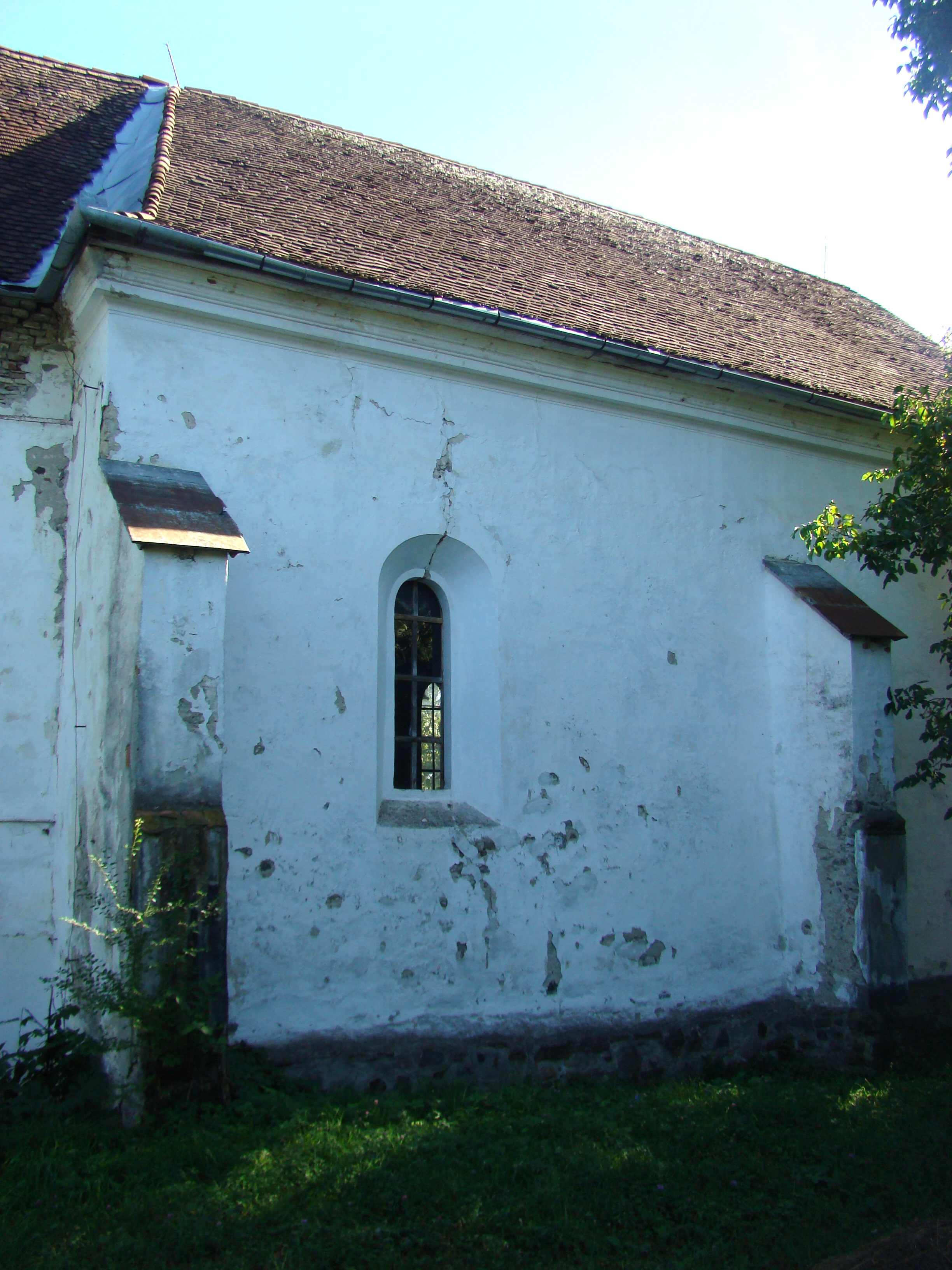
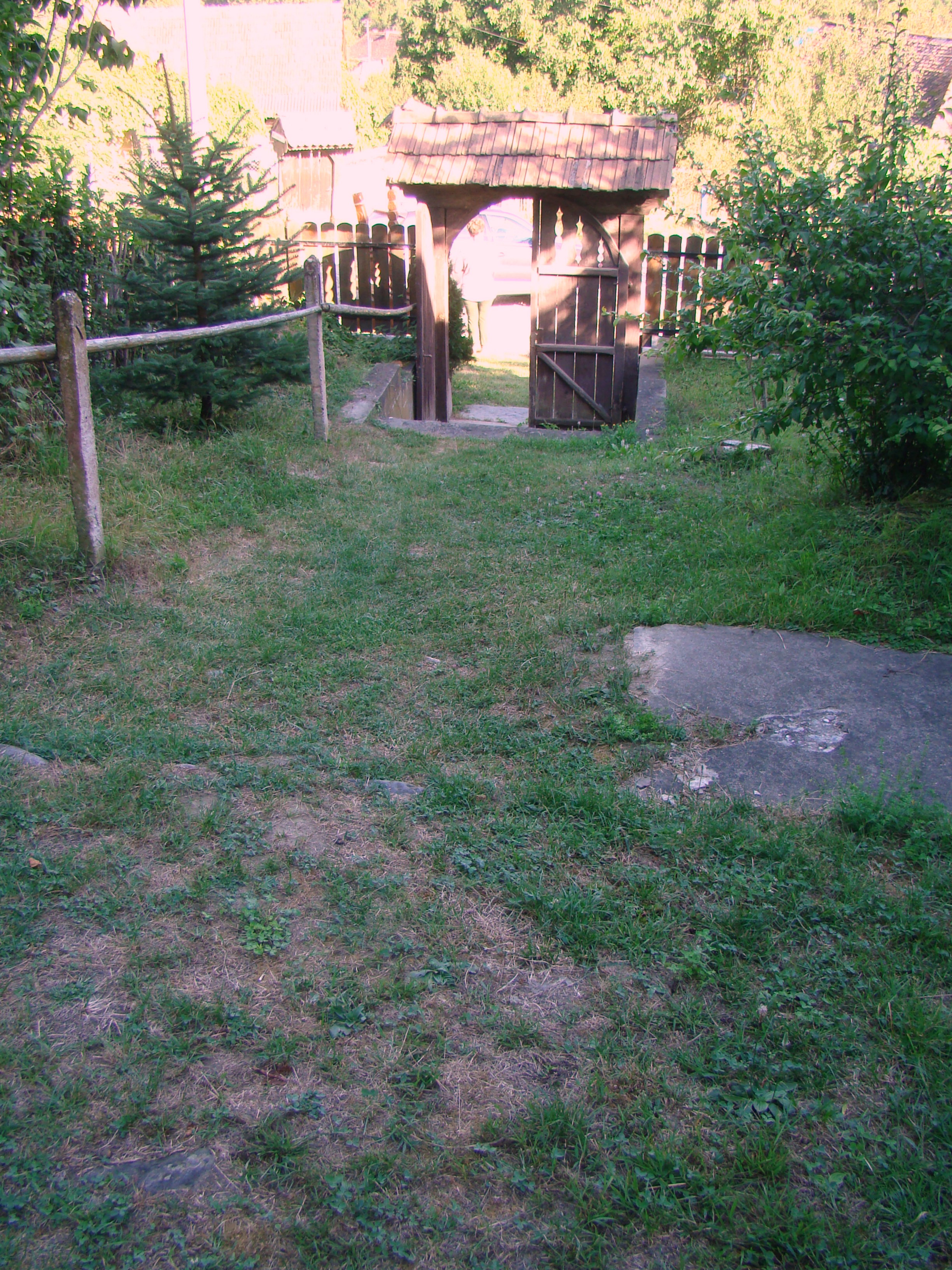
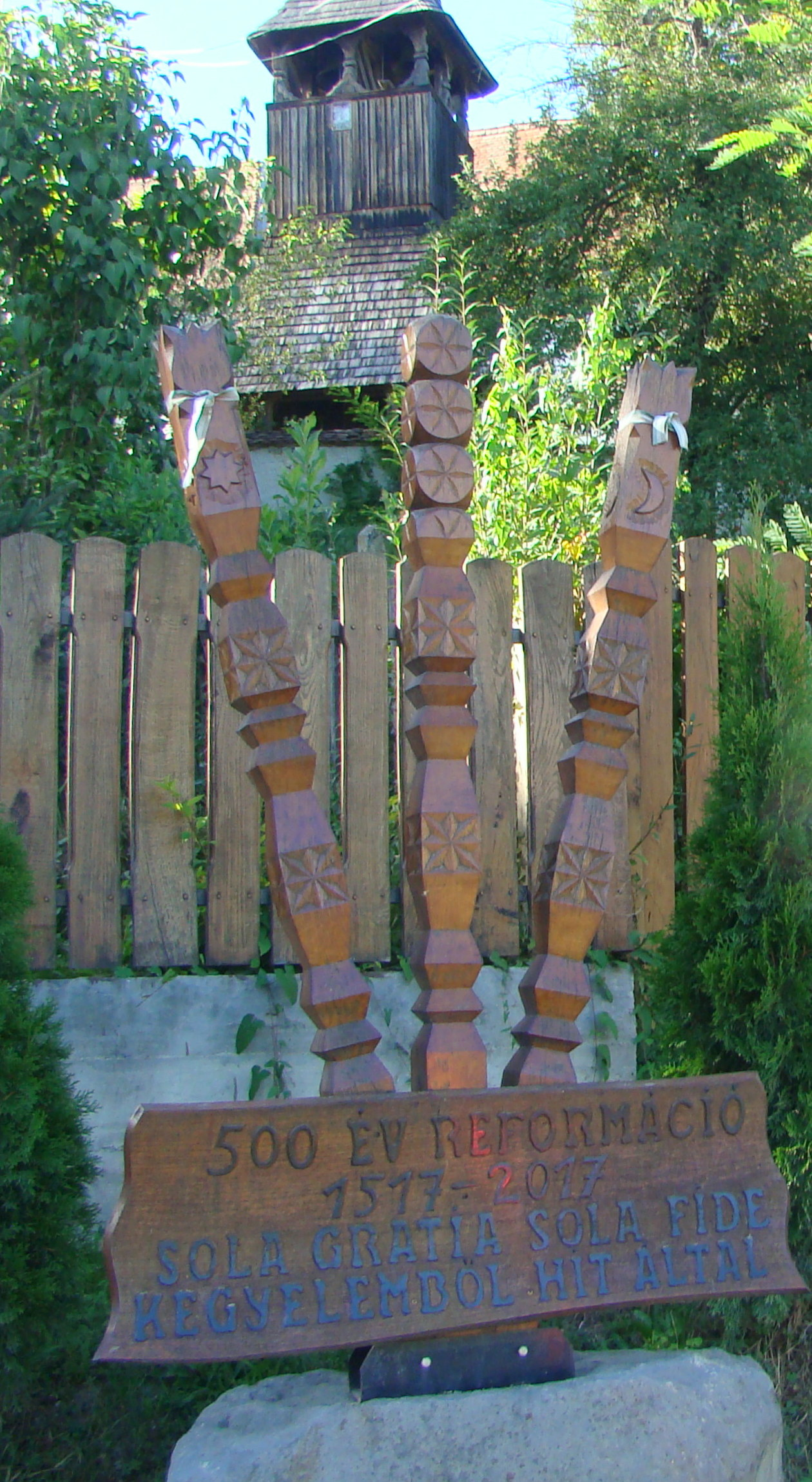

## Vezi și
- Cușmed, Harghita

## Imagini din interior

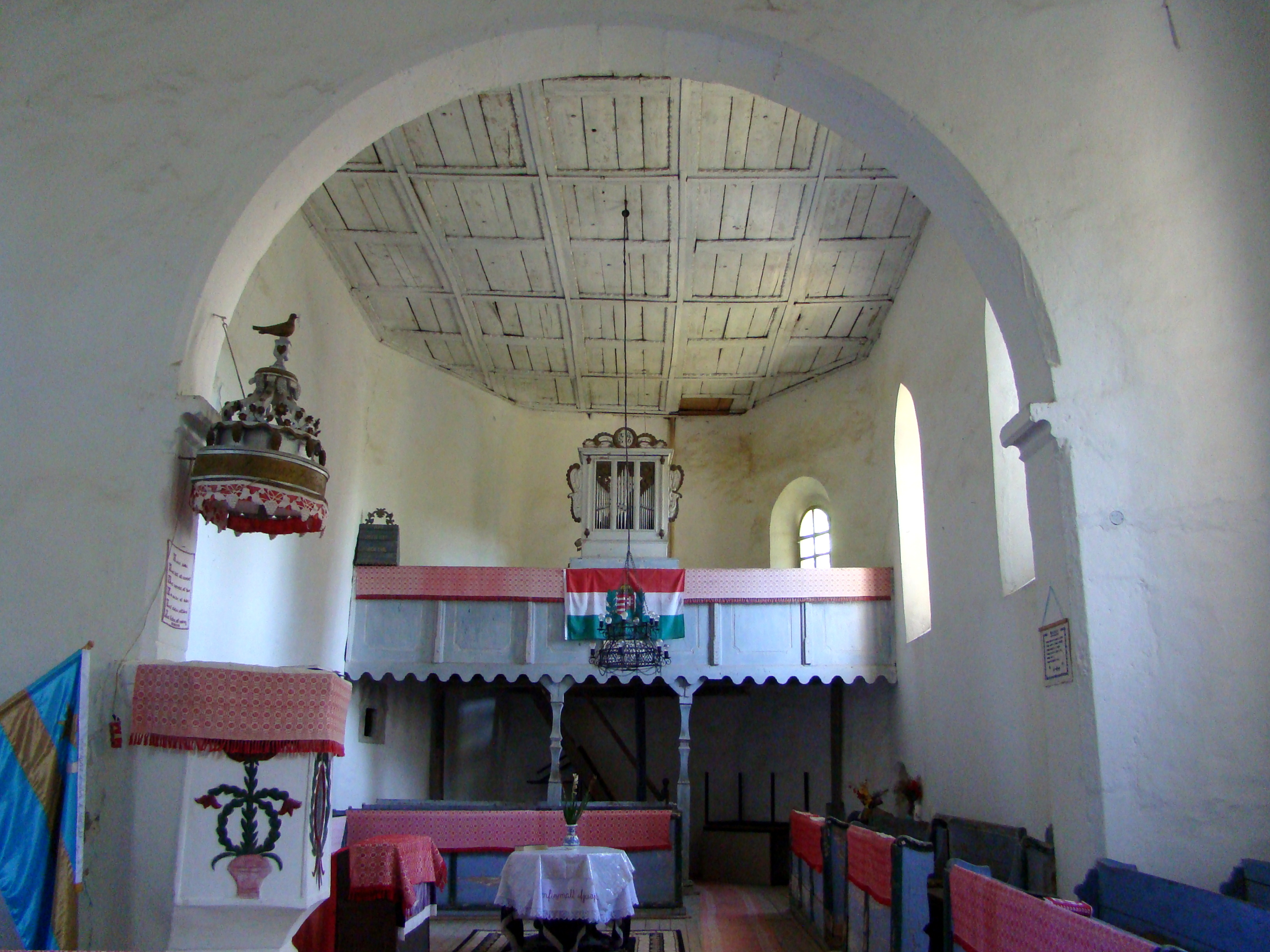
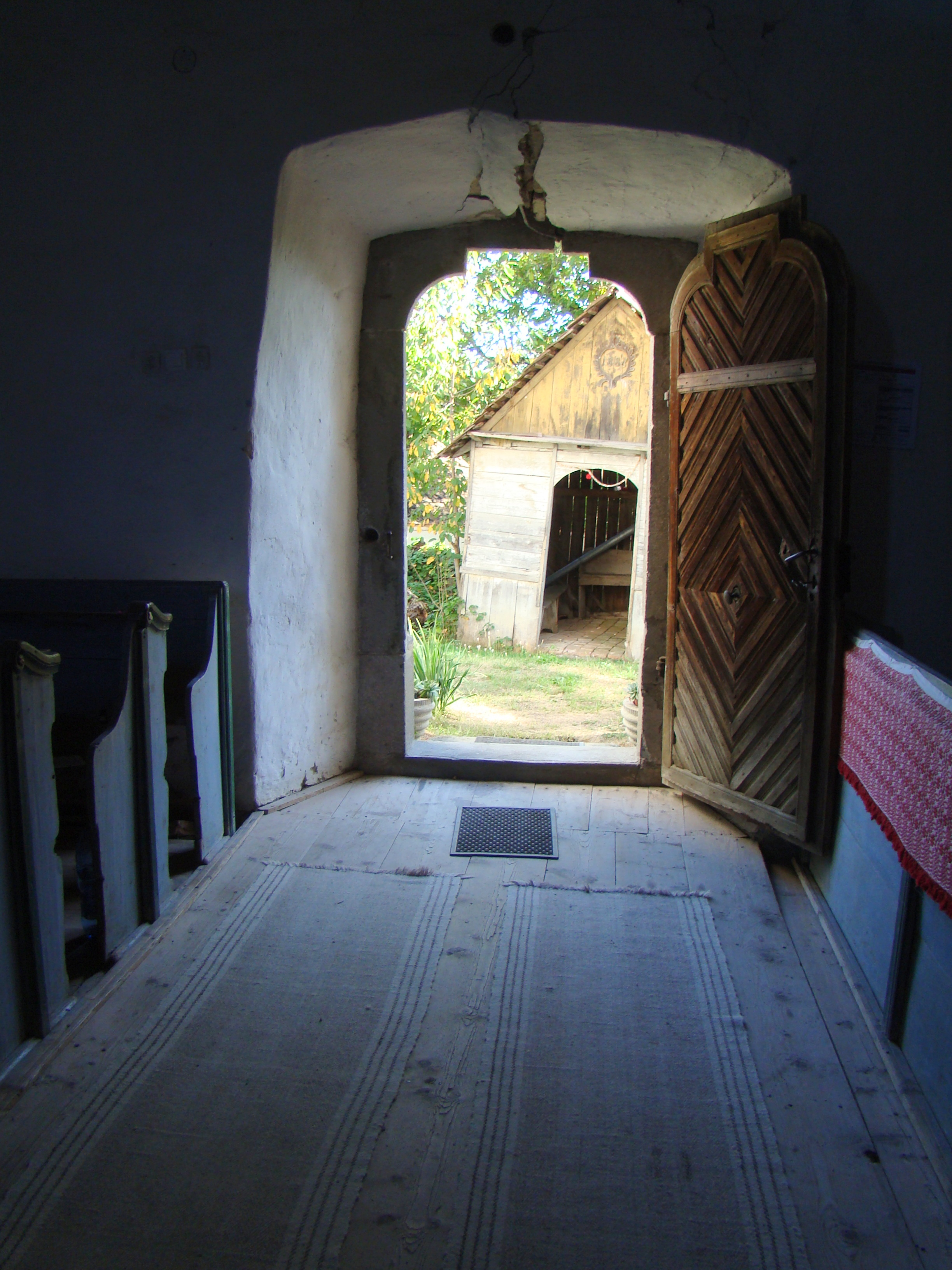
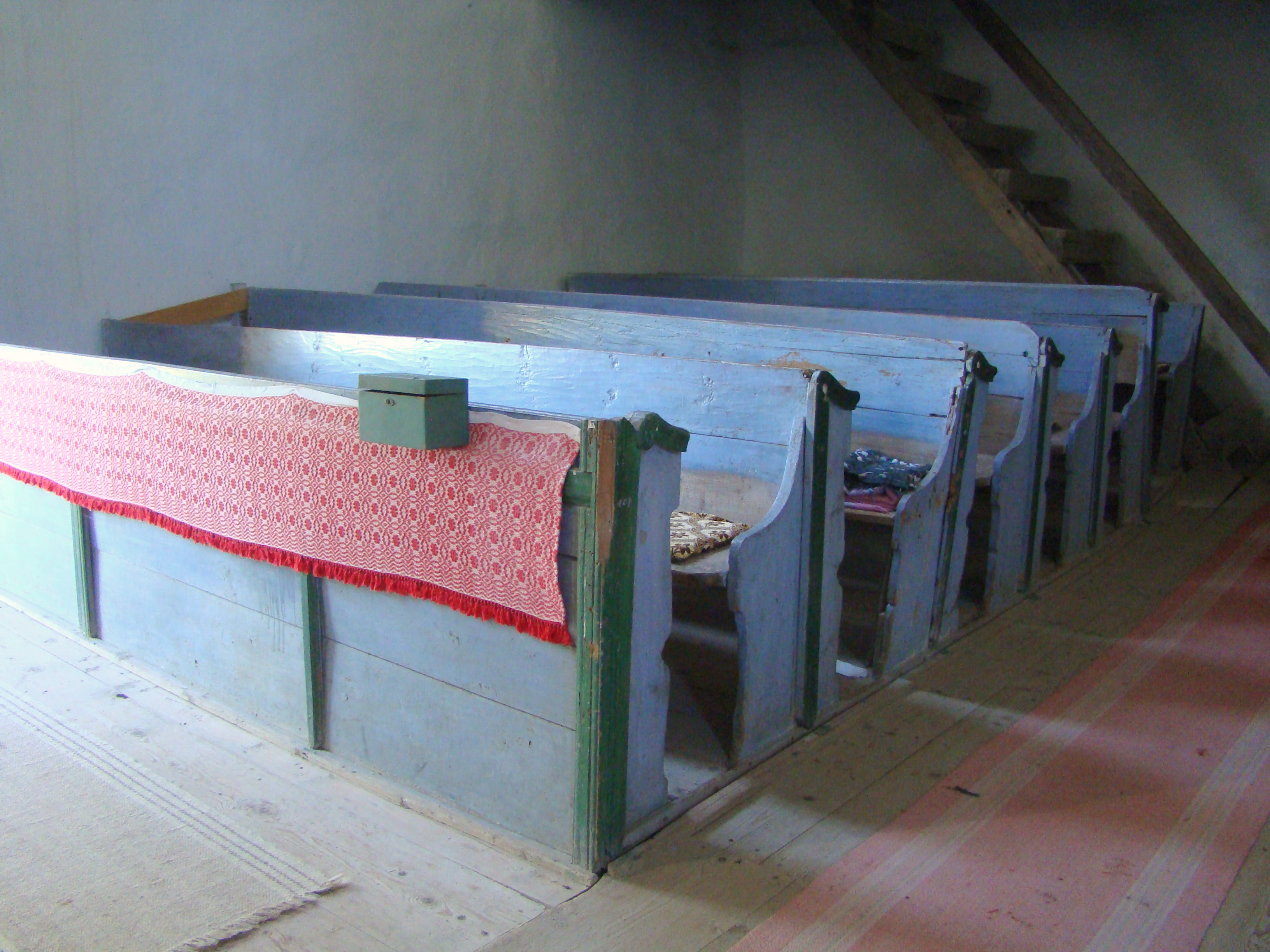
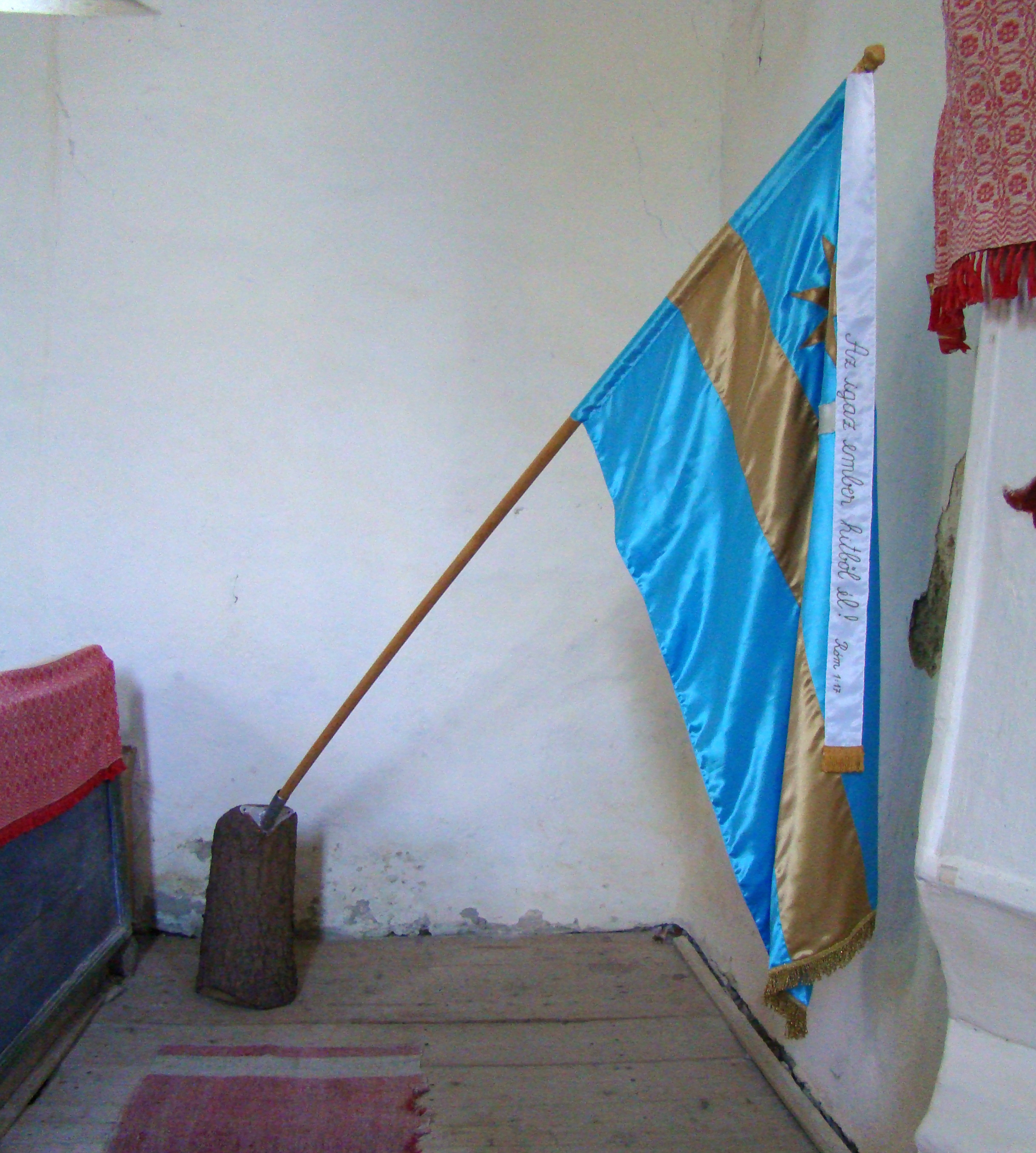
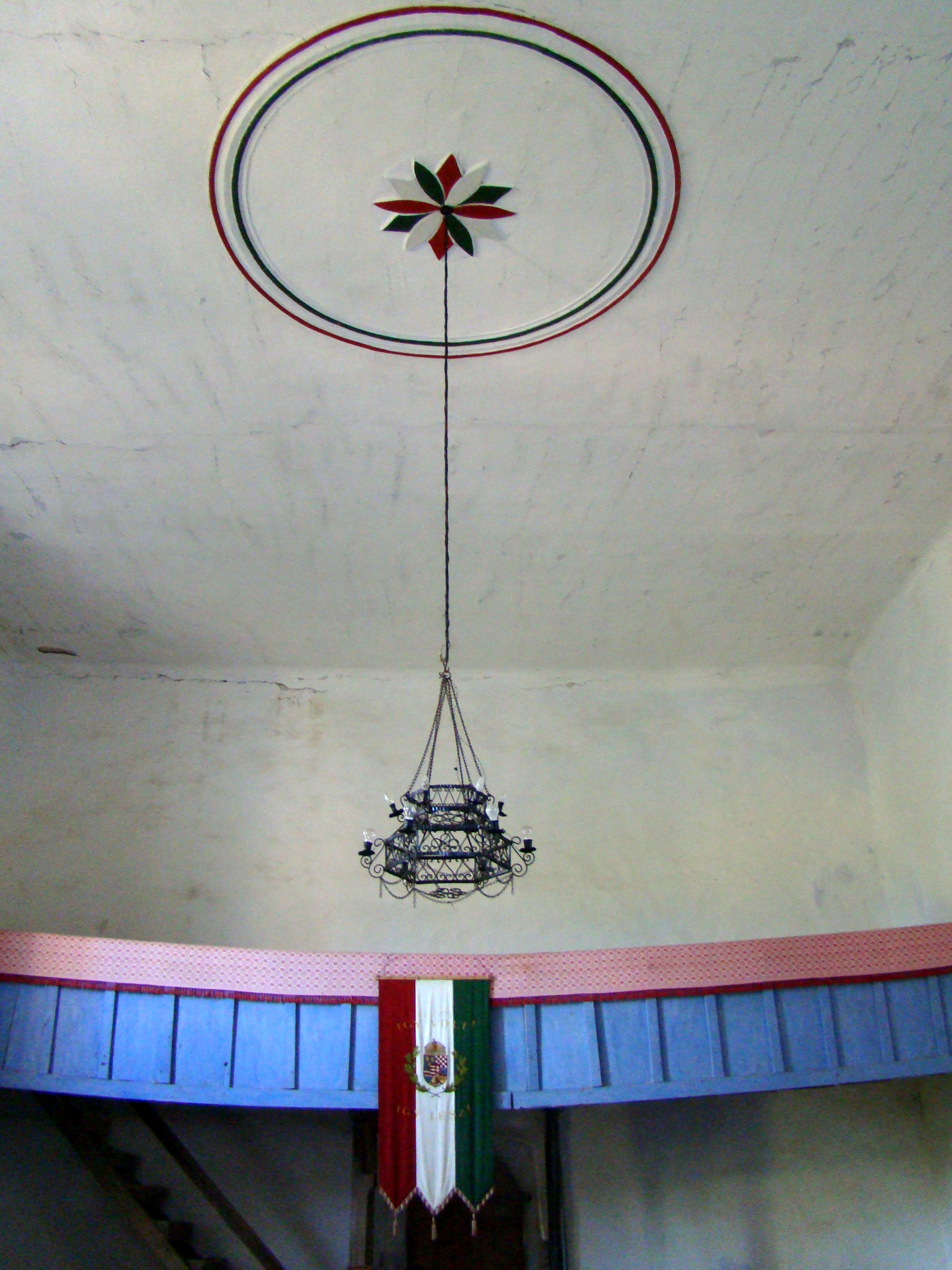
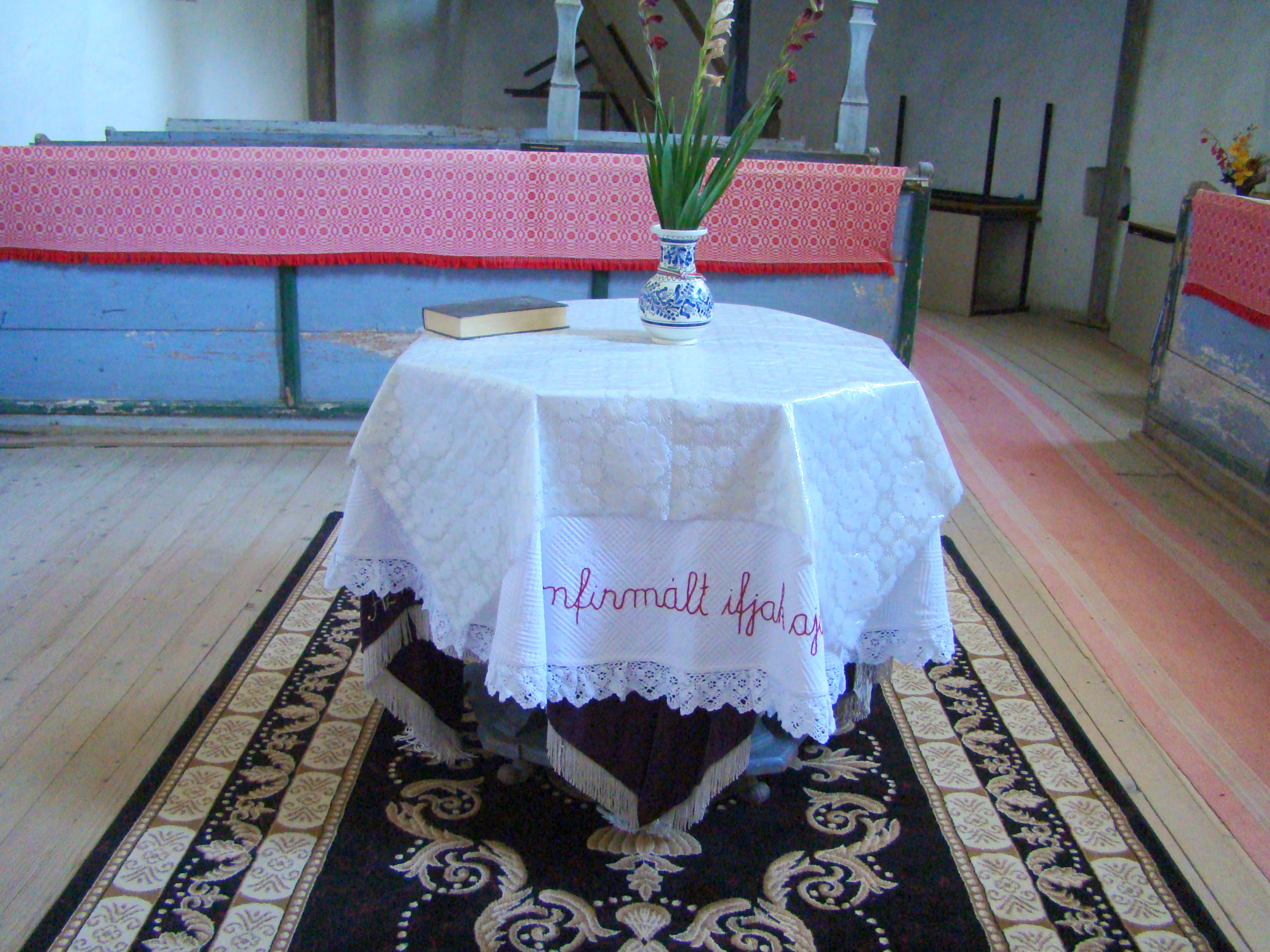
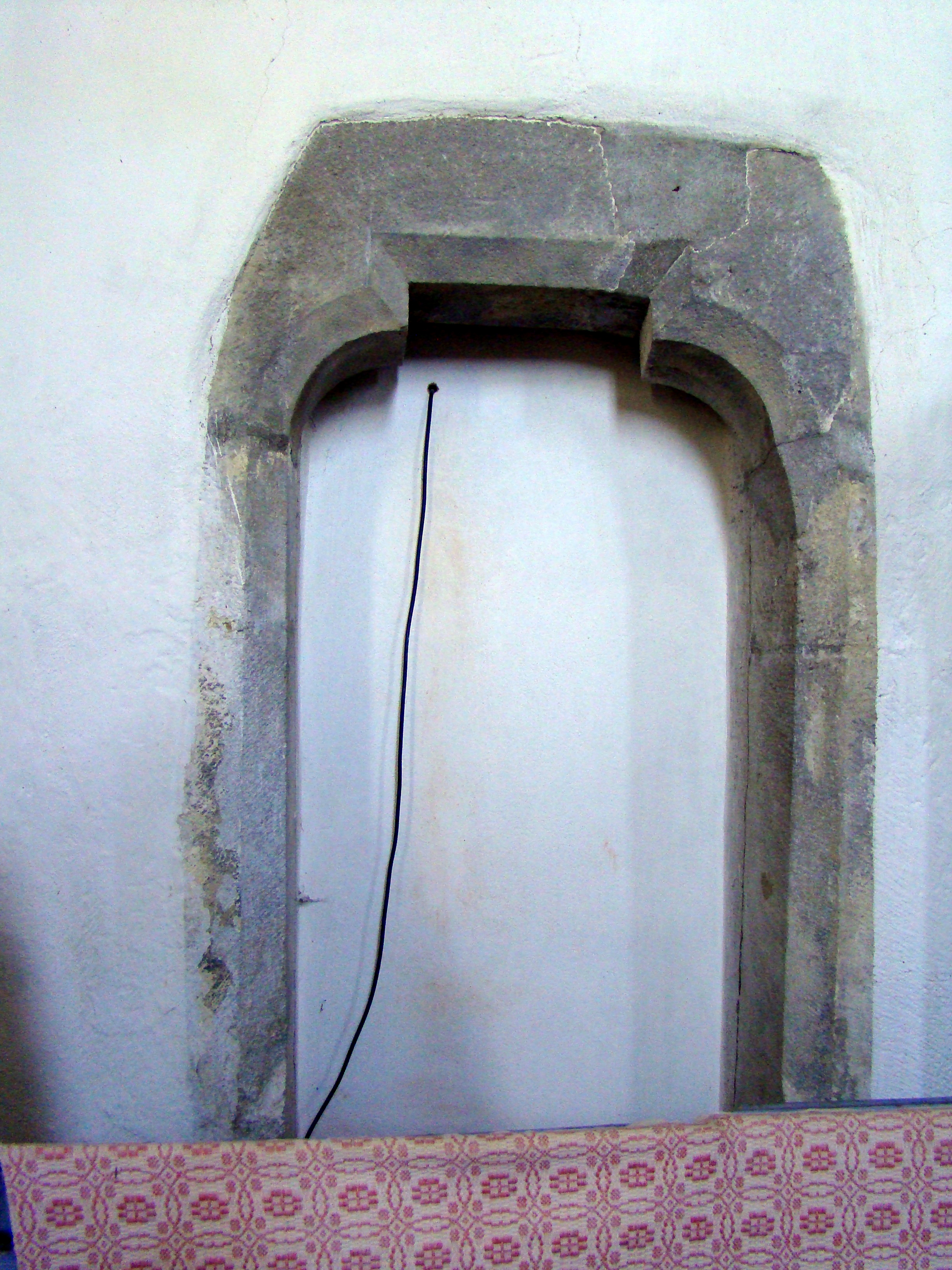
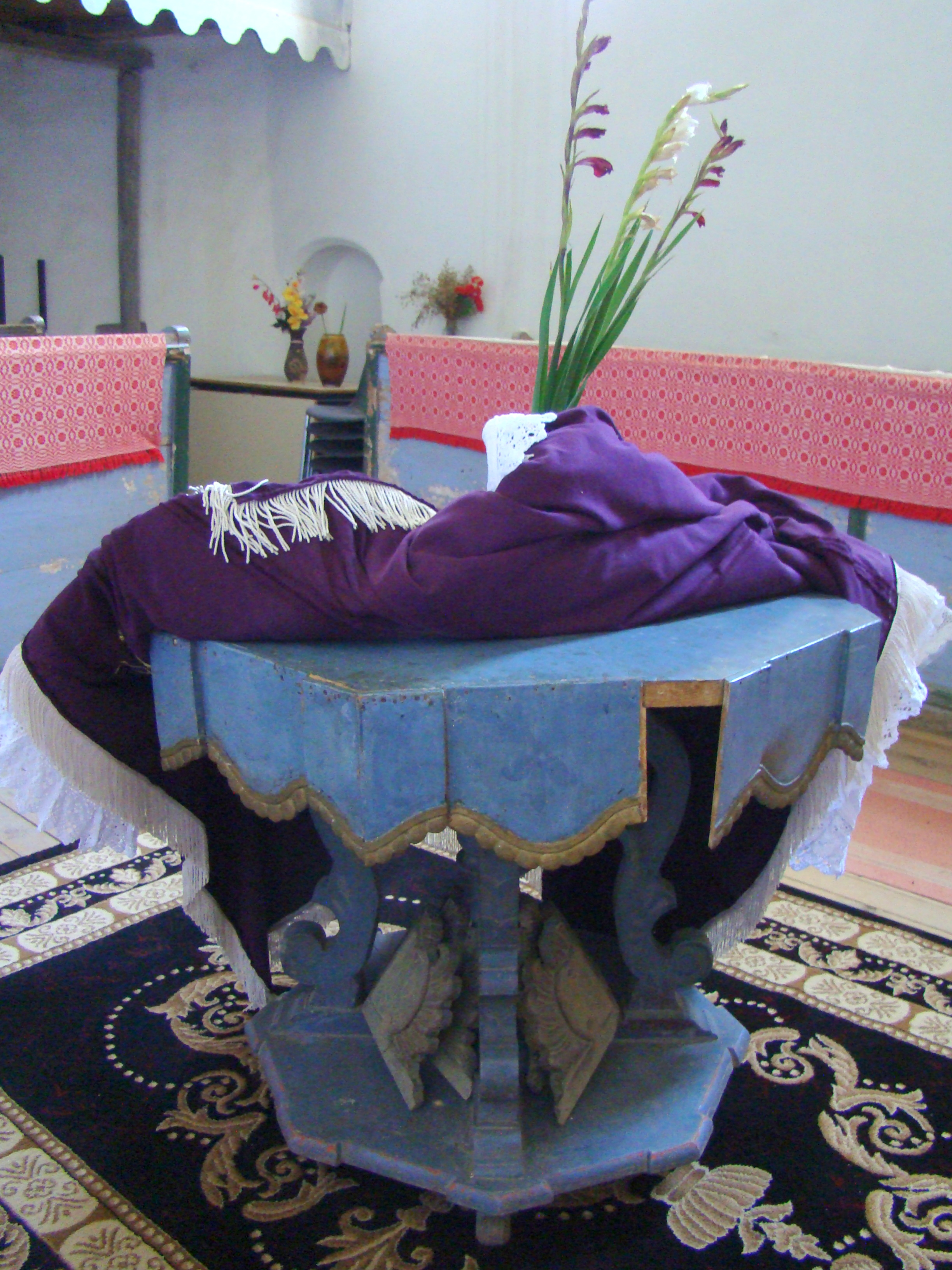
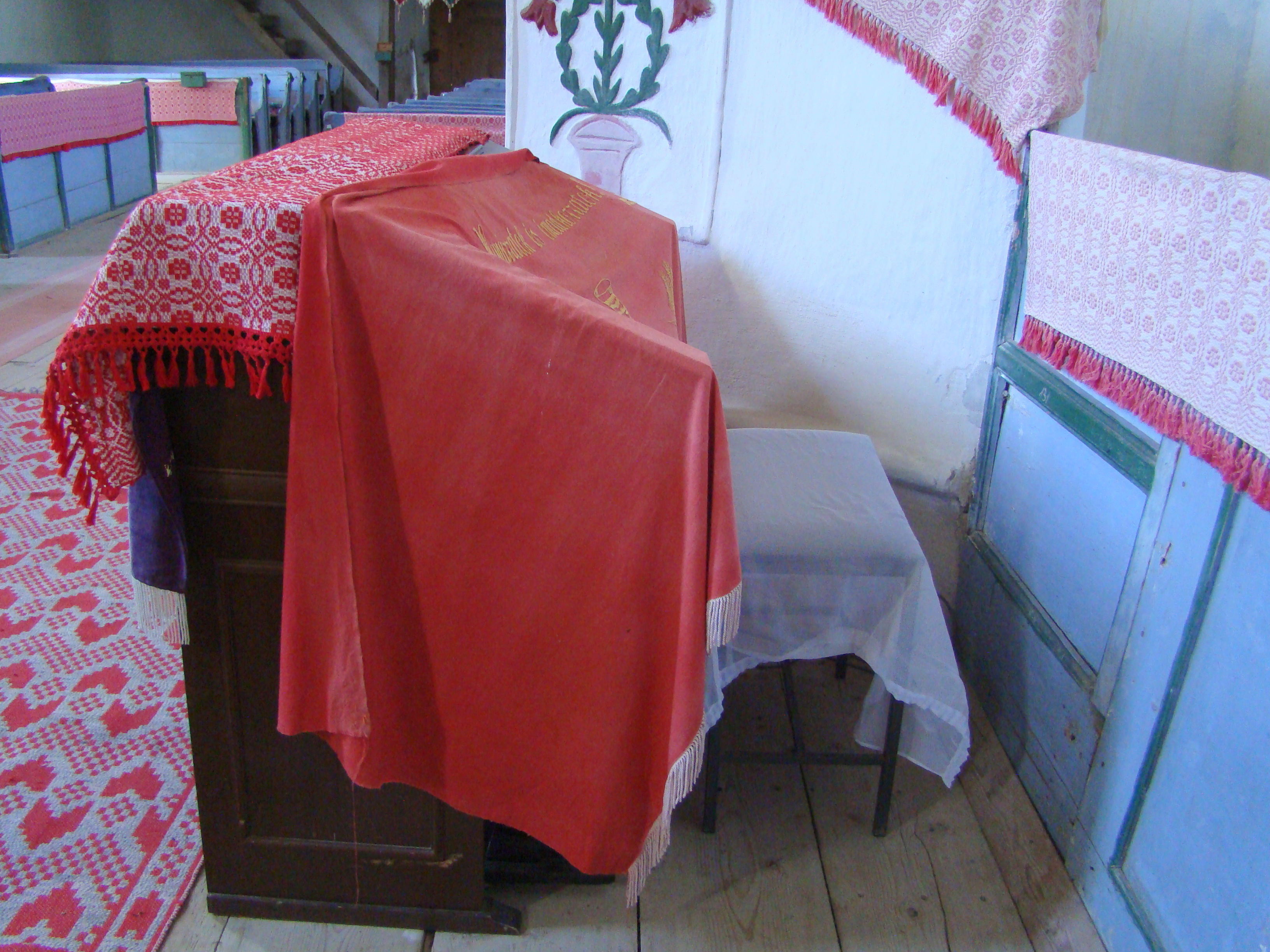
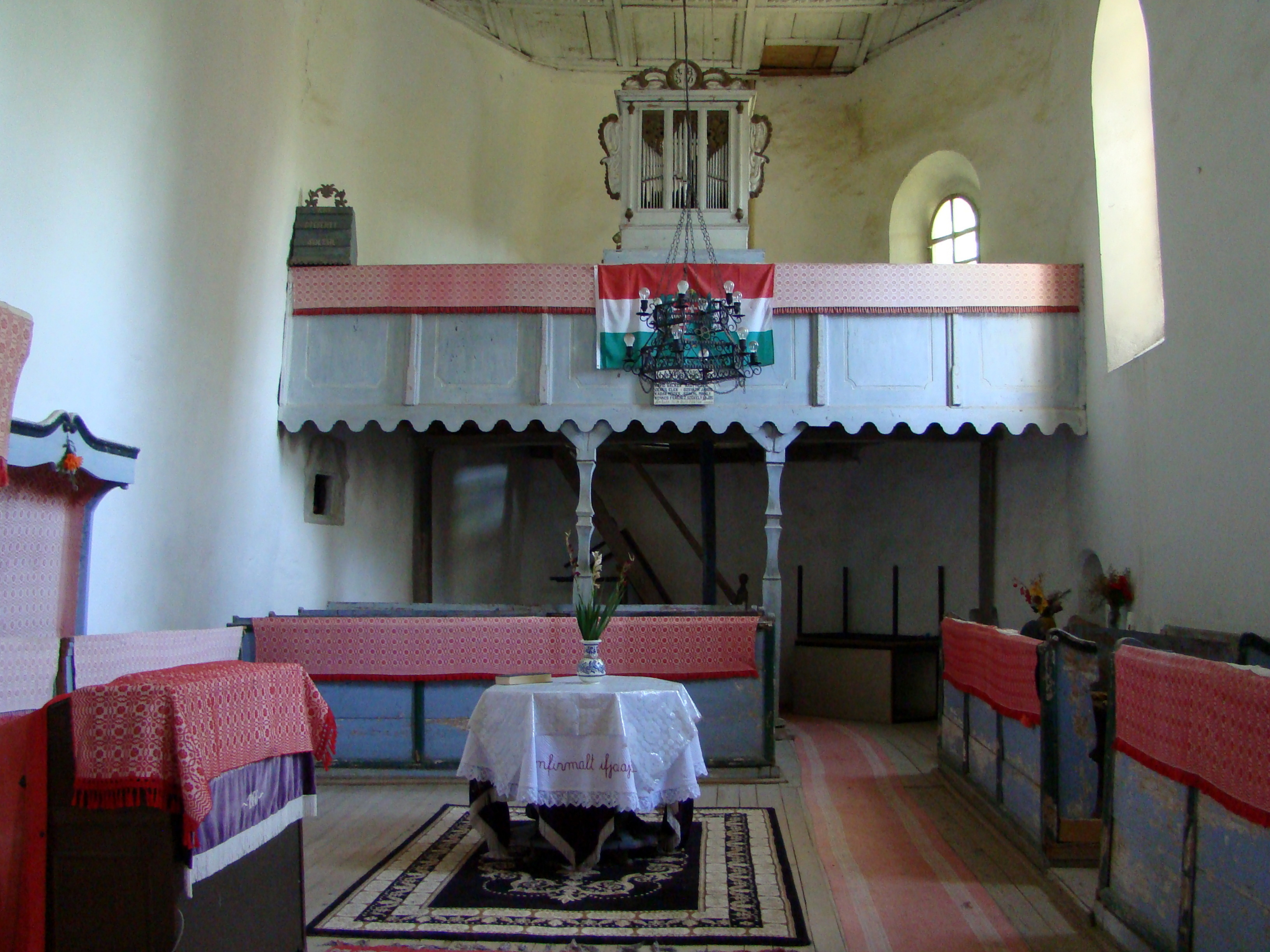
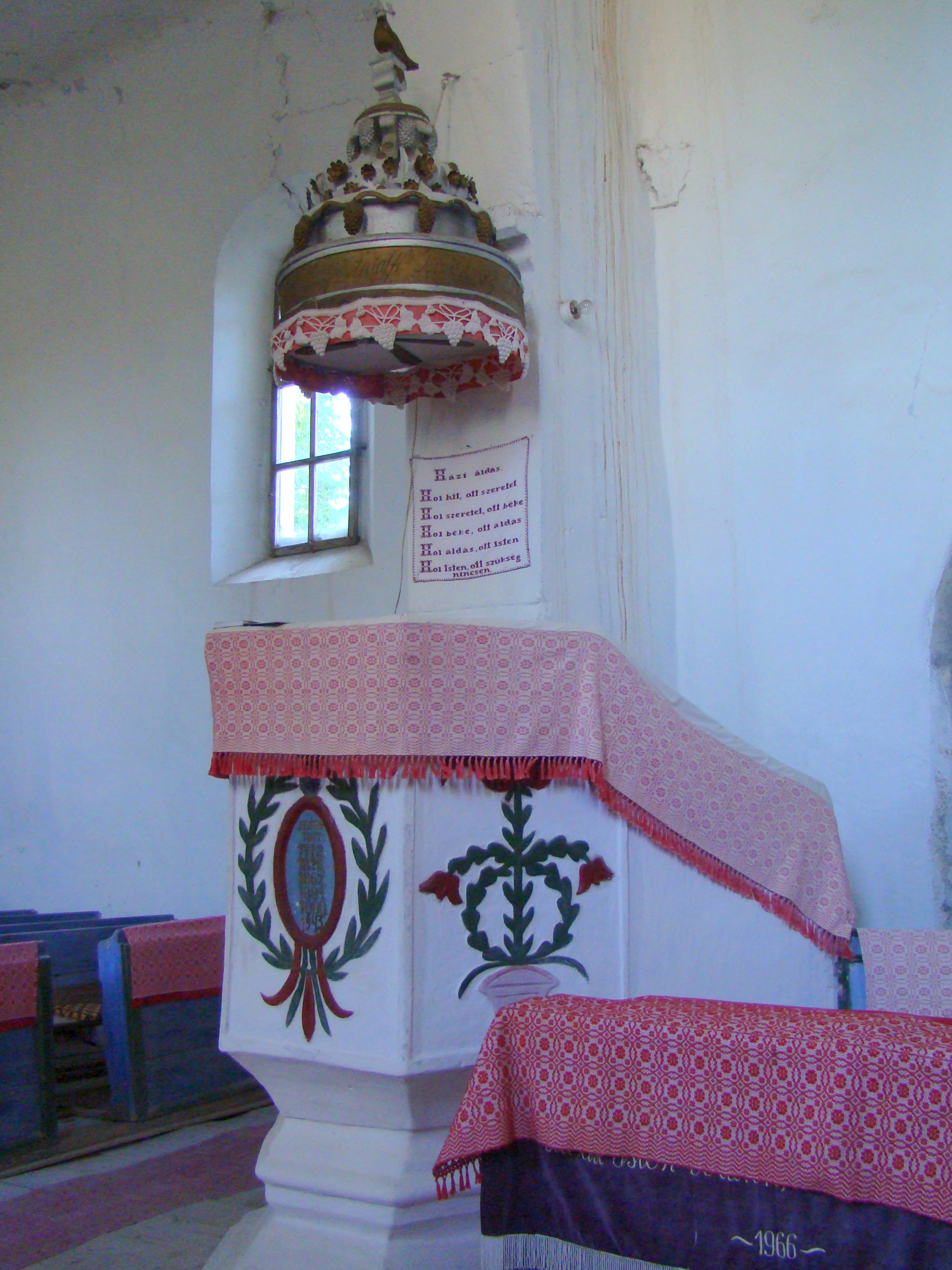
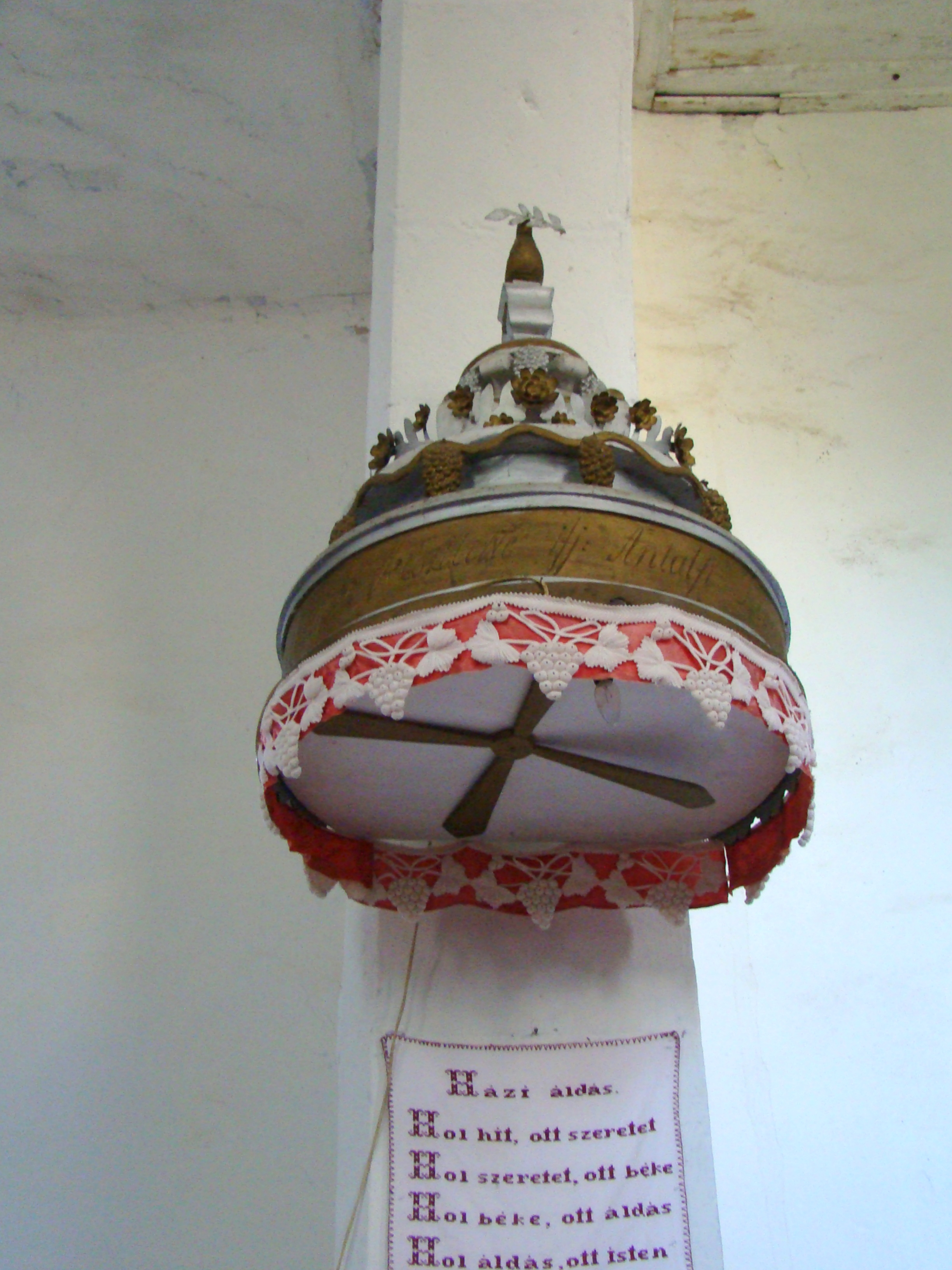
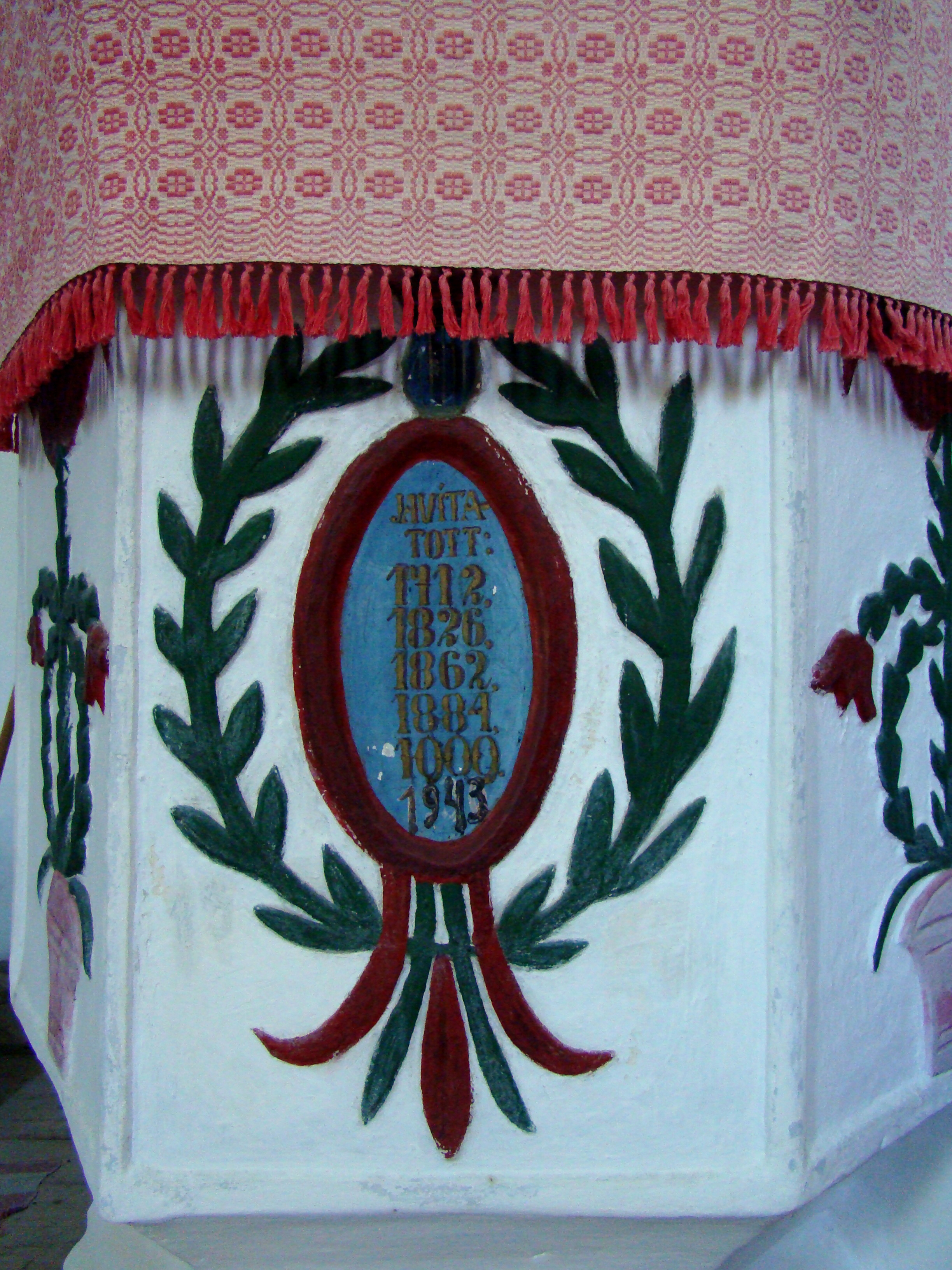
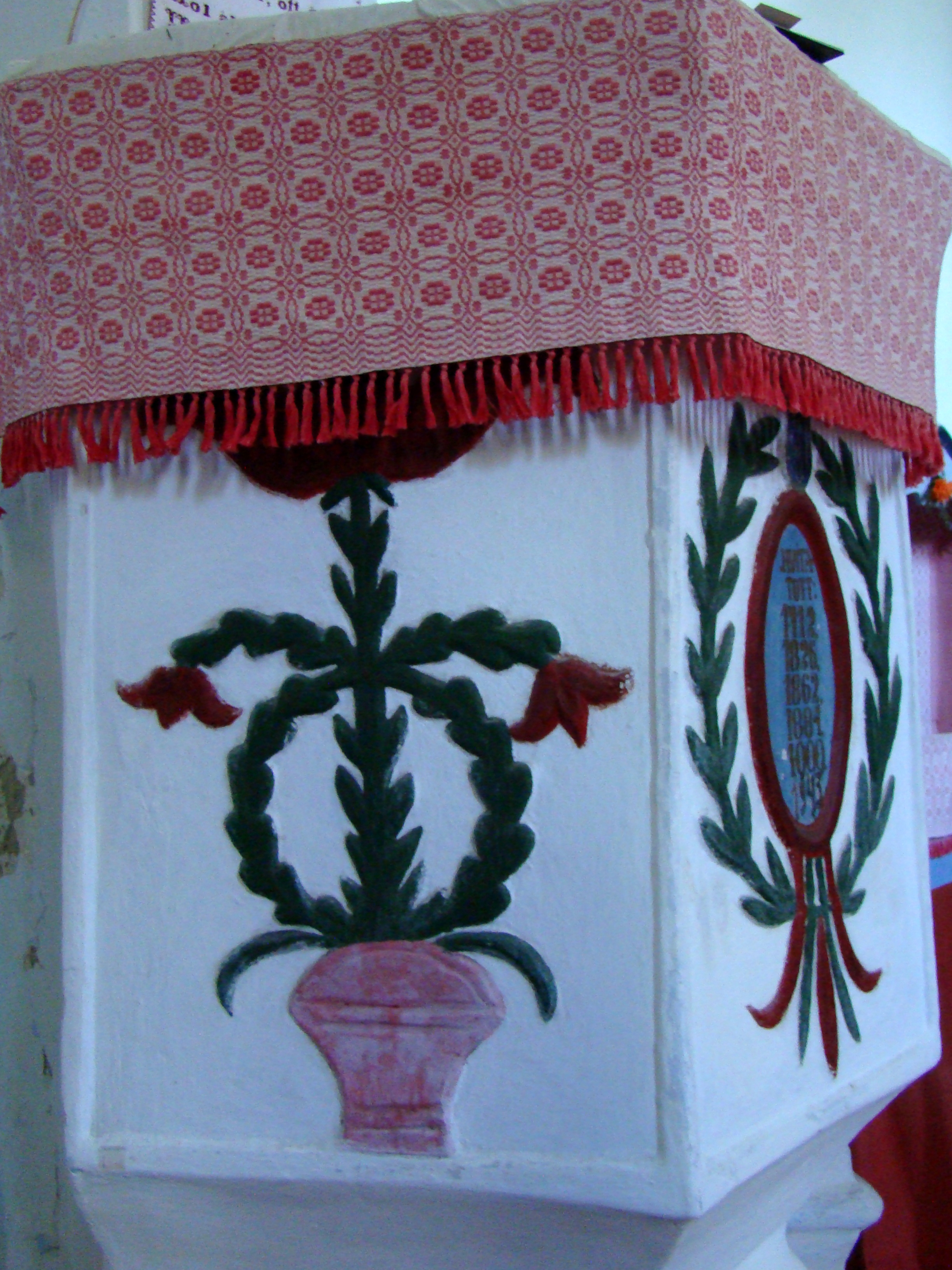
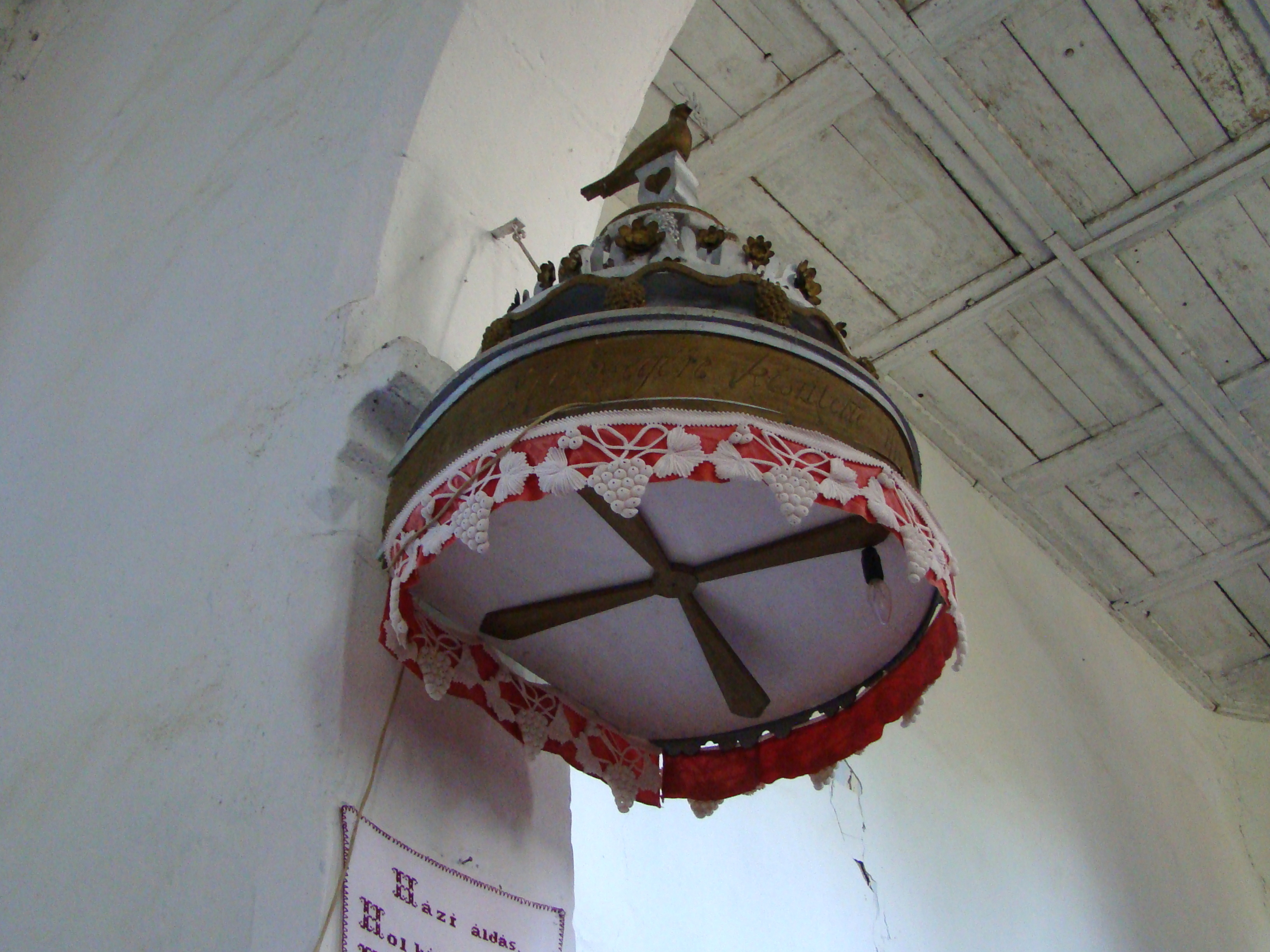
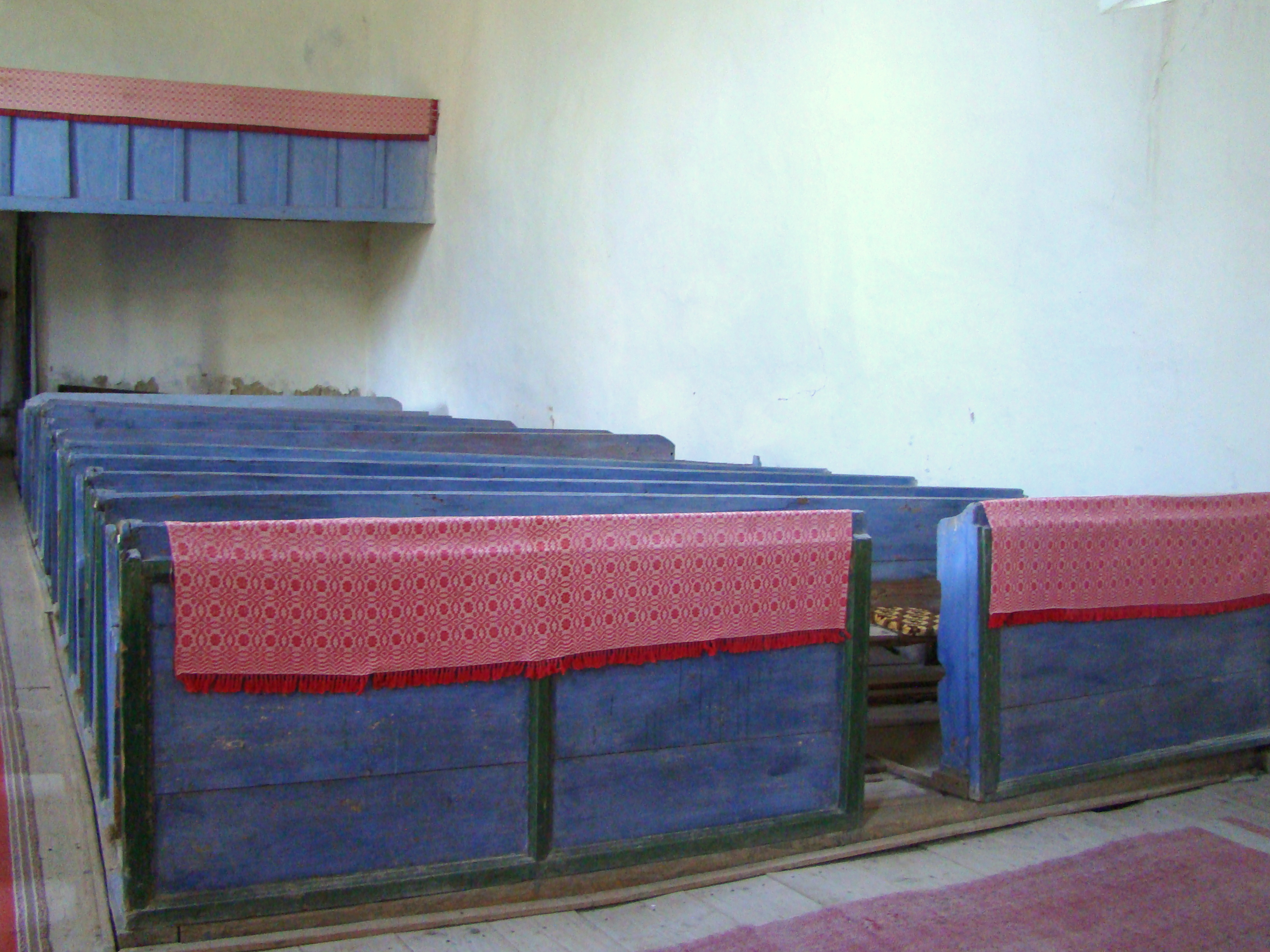
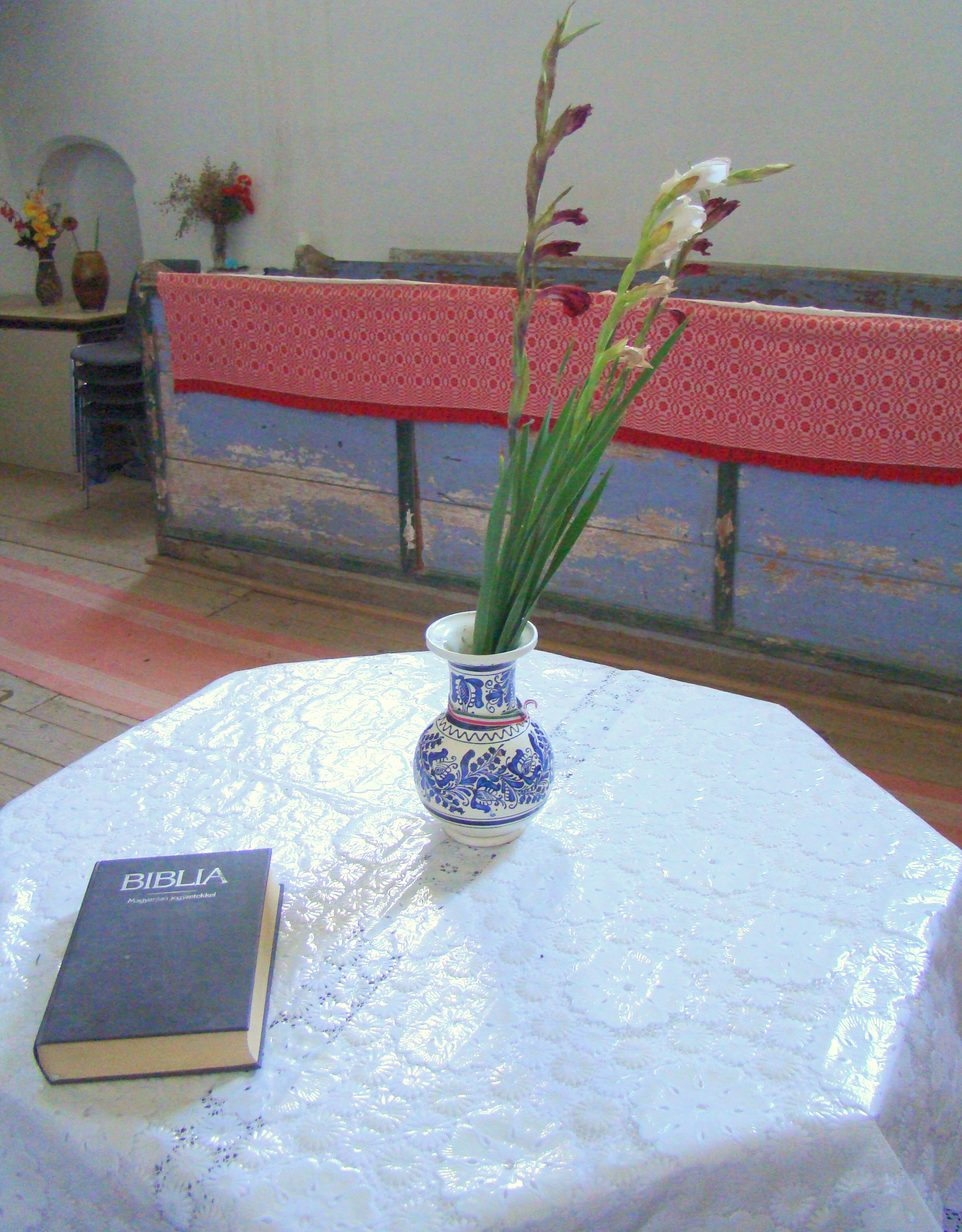
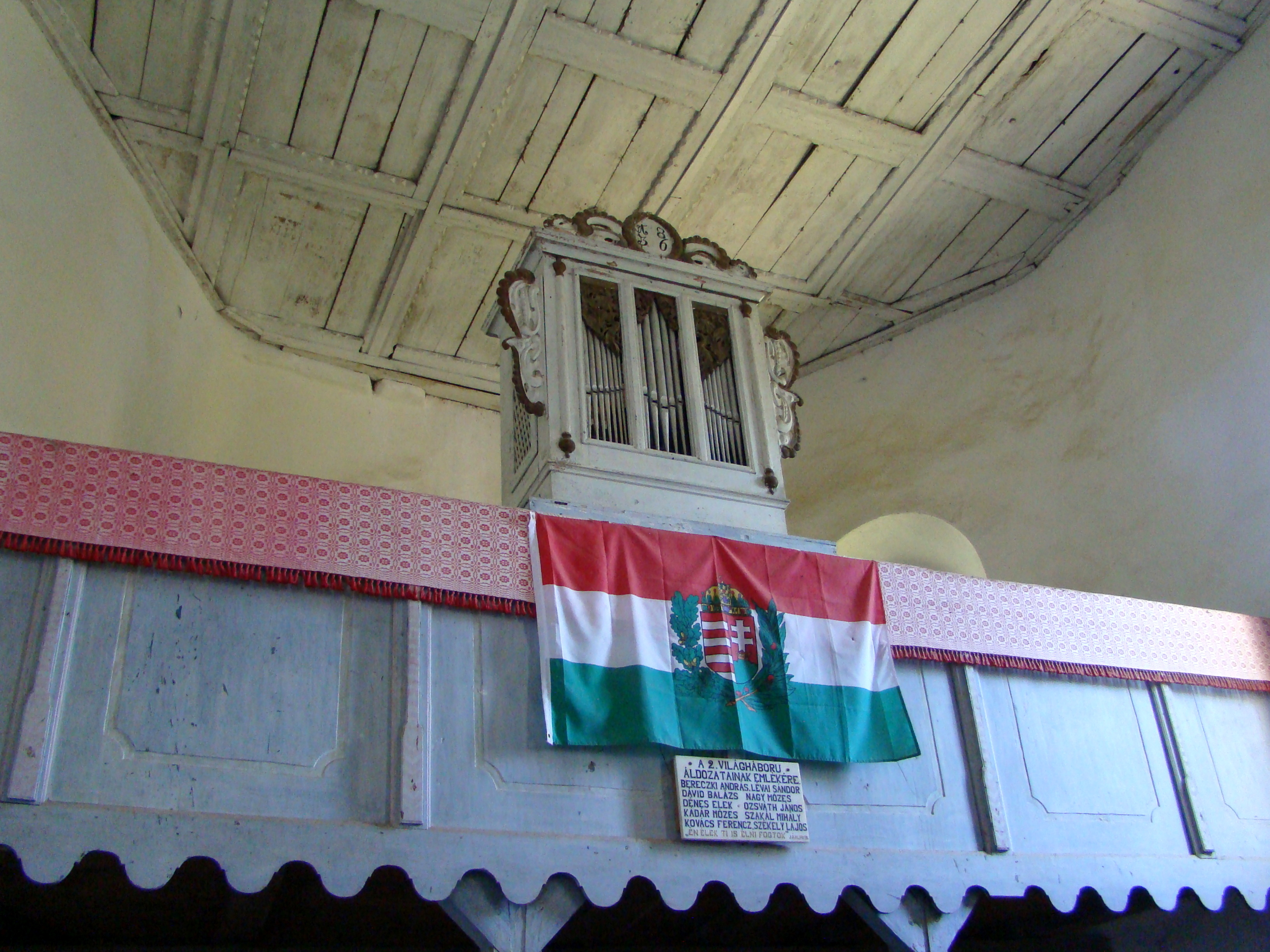
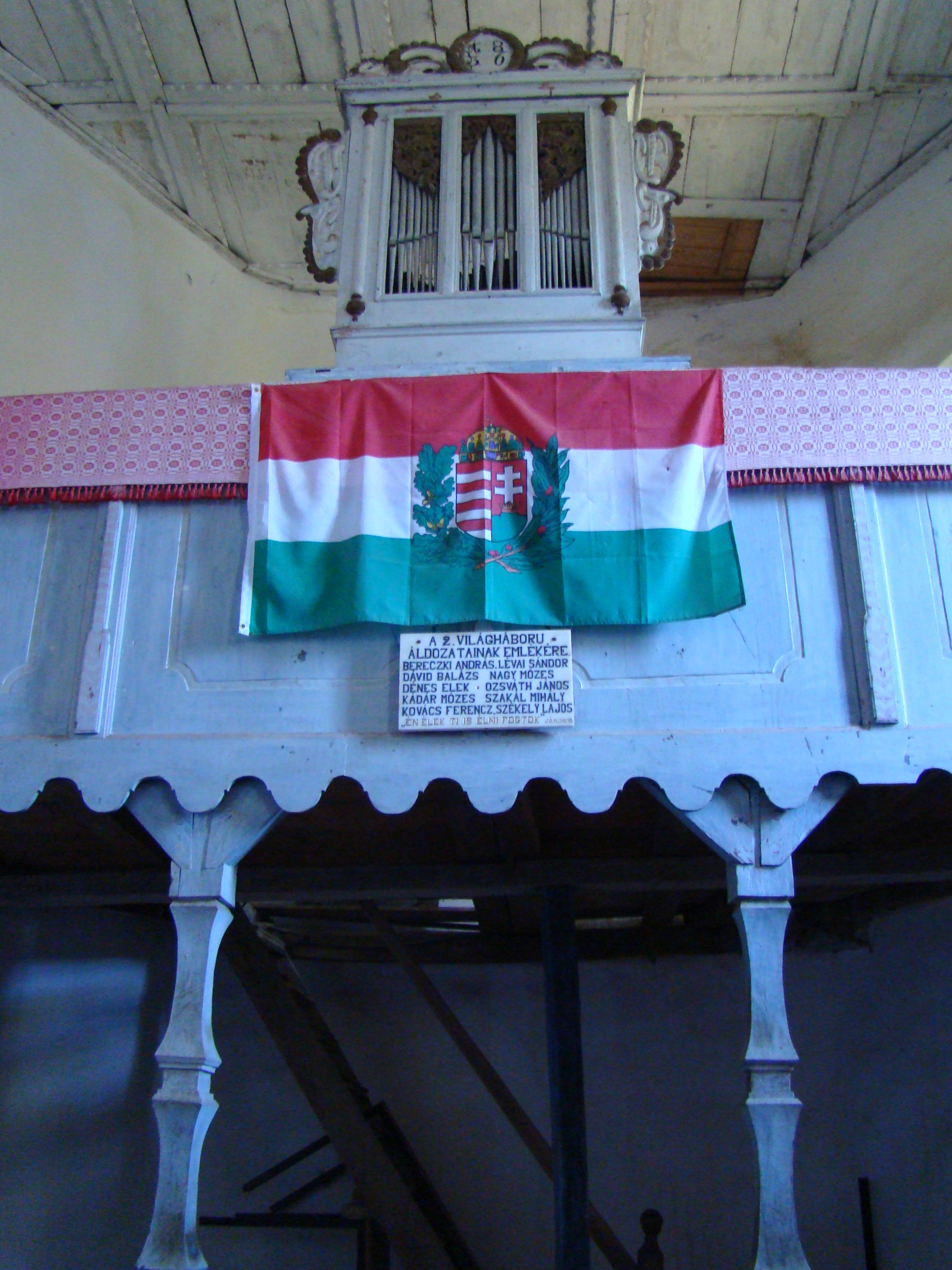
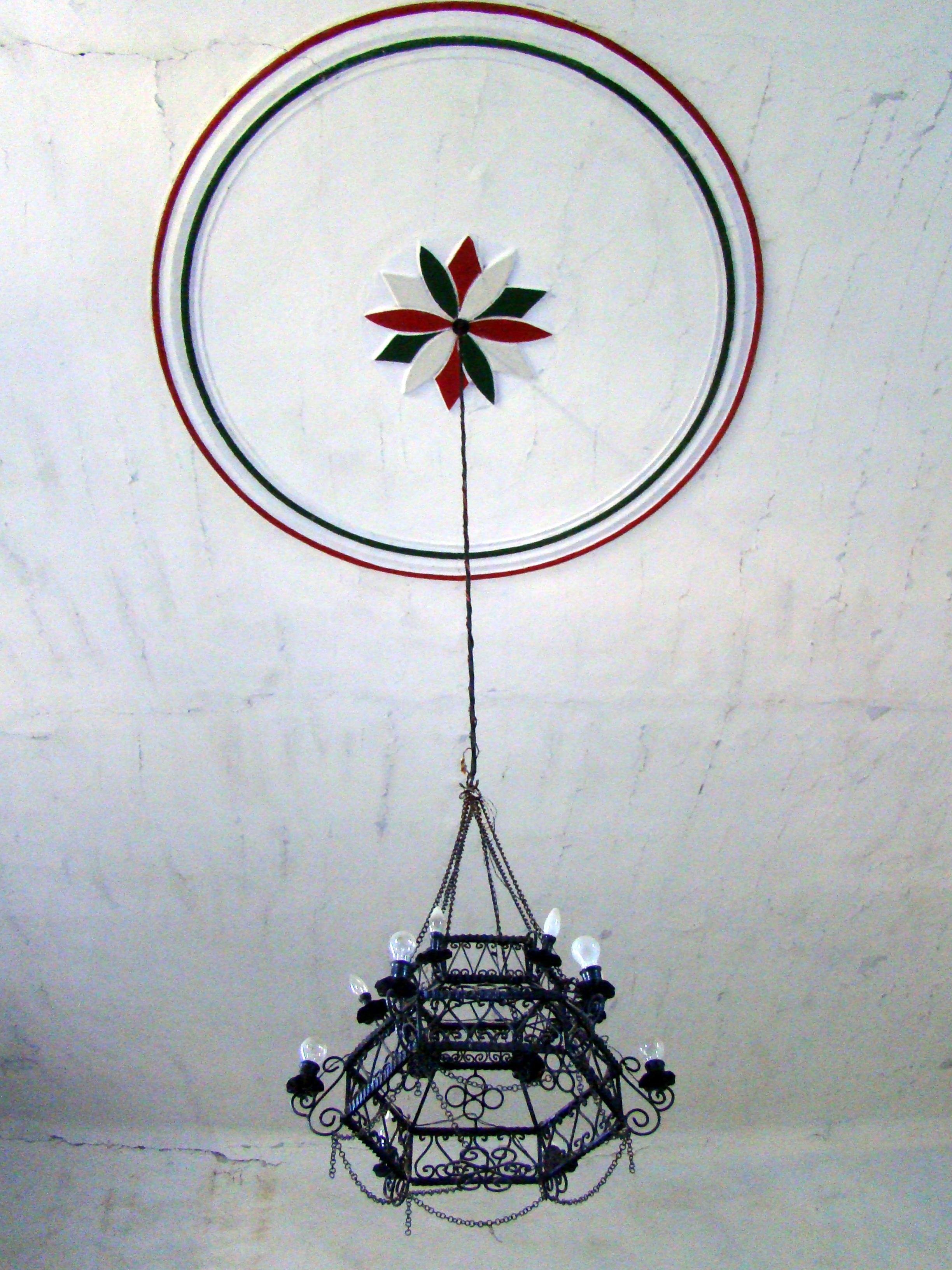
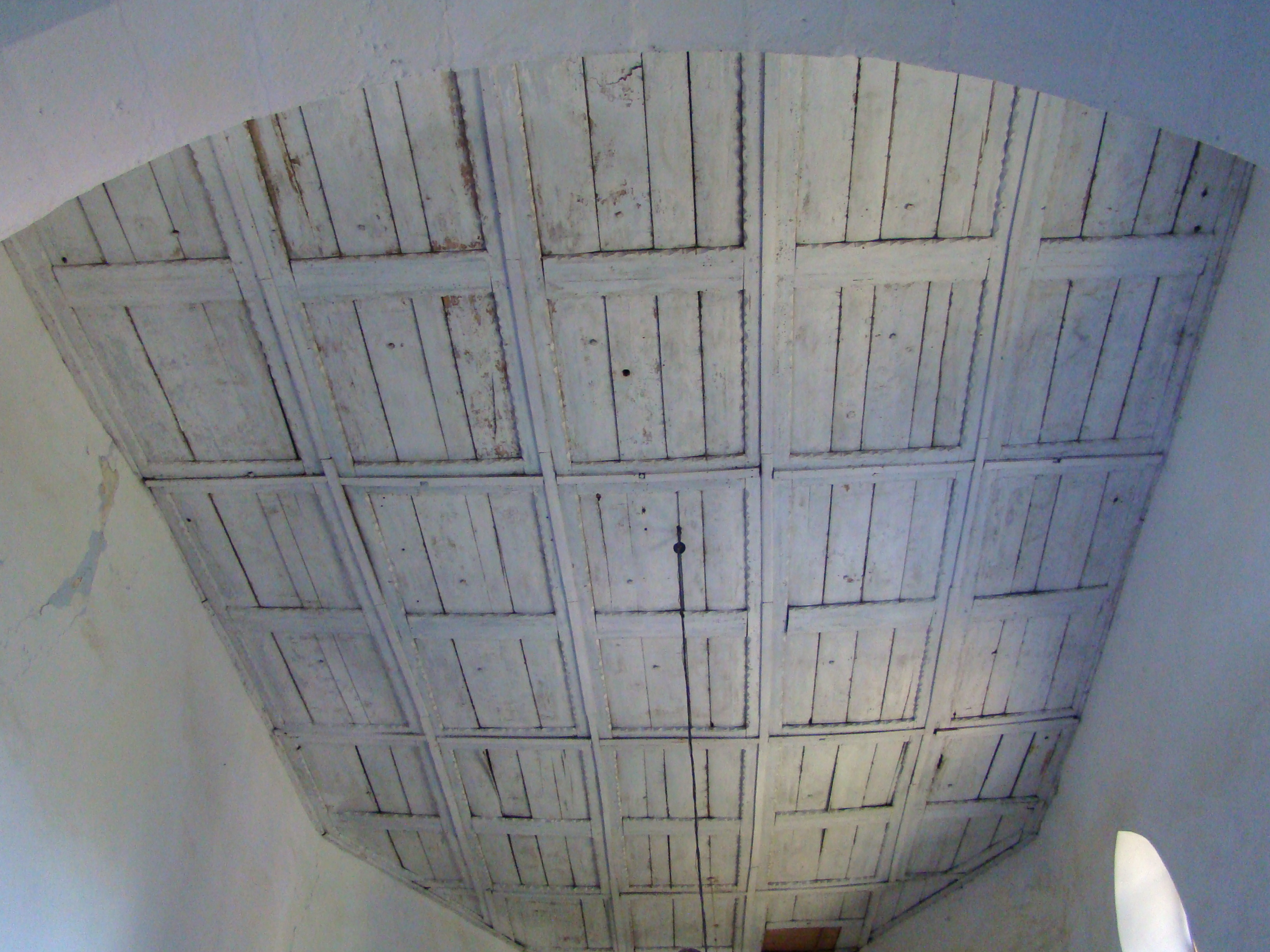
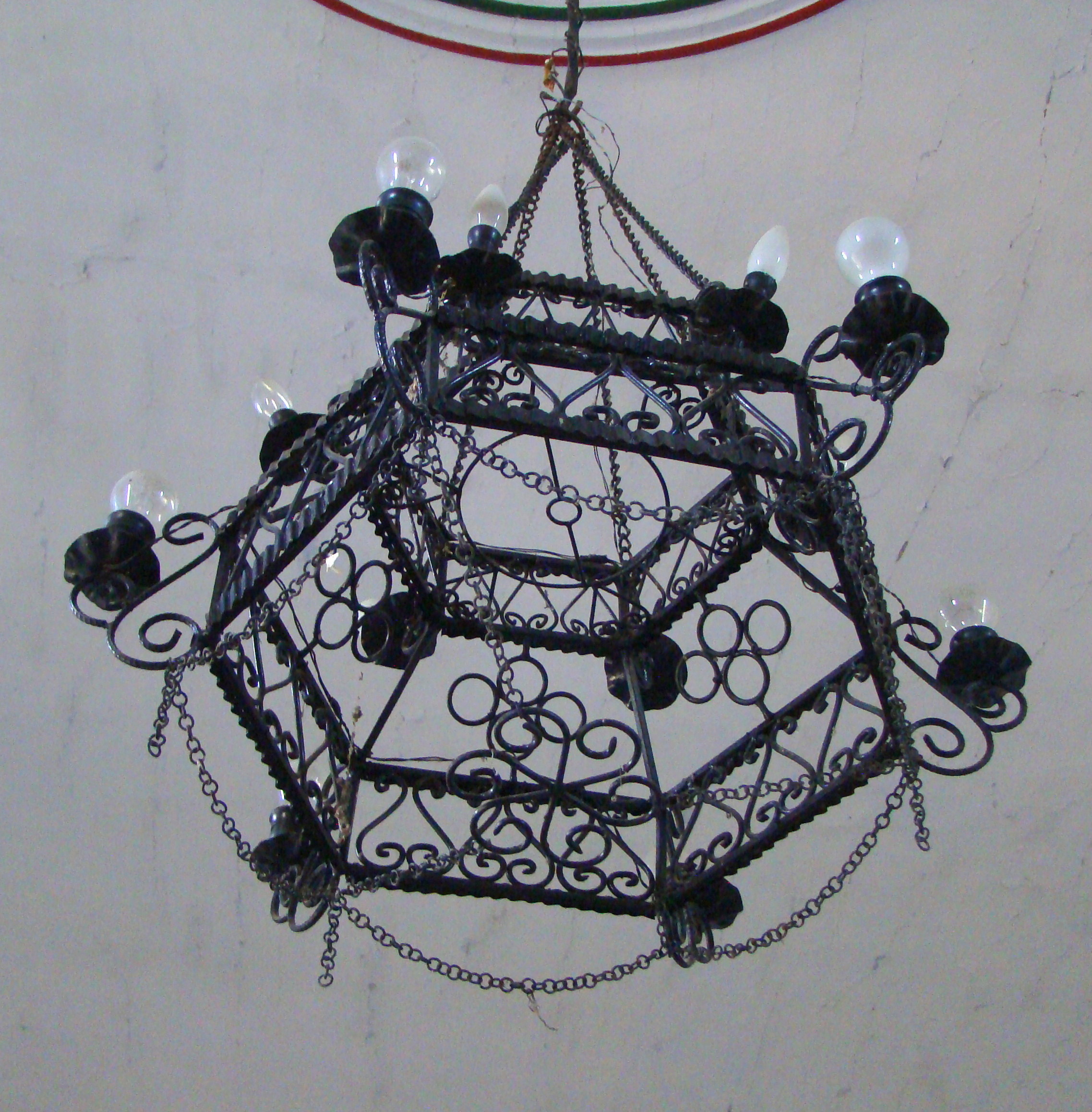
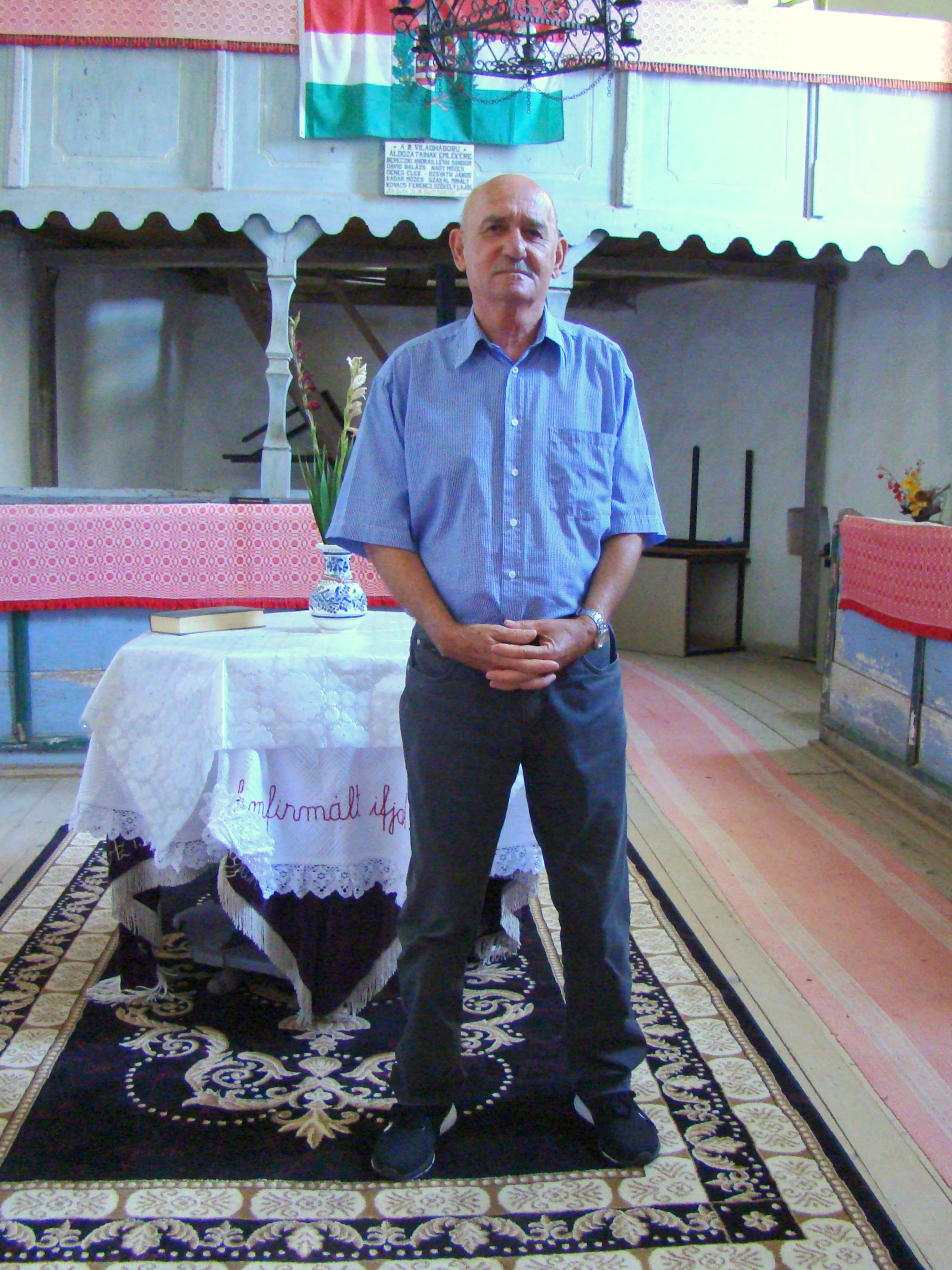
Pastorul reformat din Cușmed: Lukács Ferenc
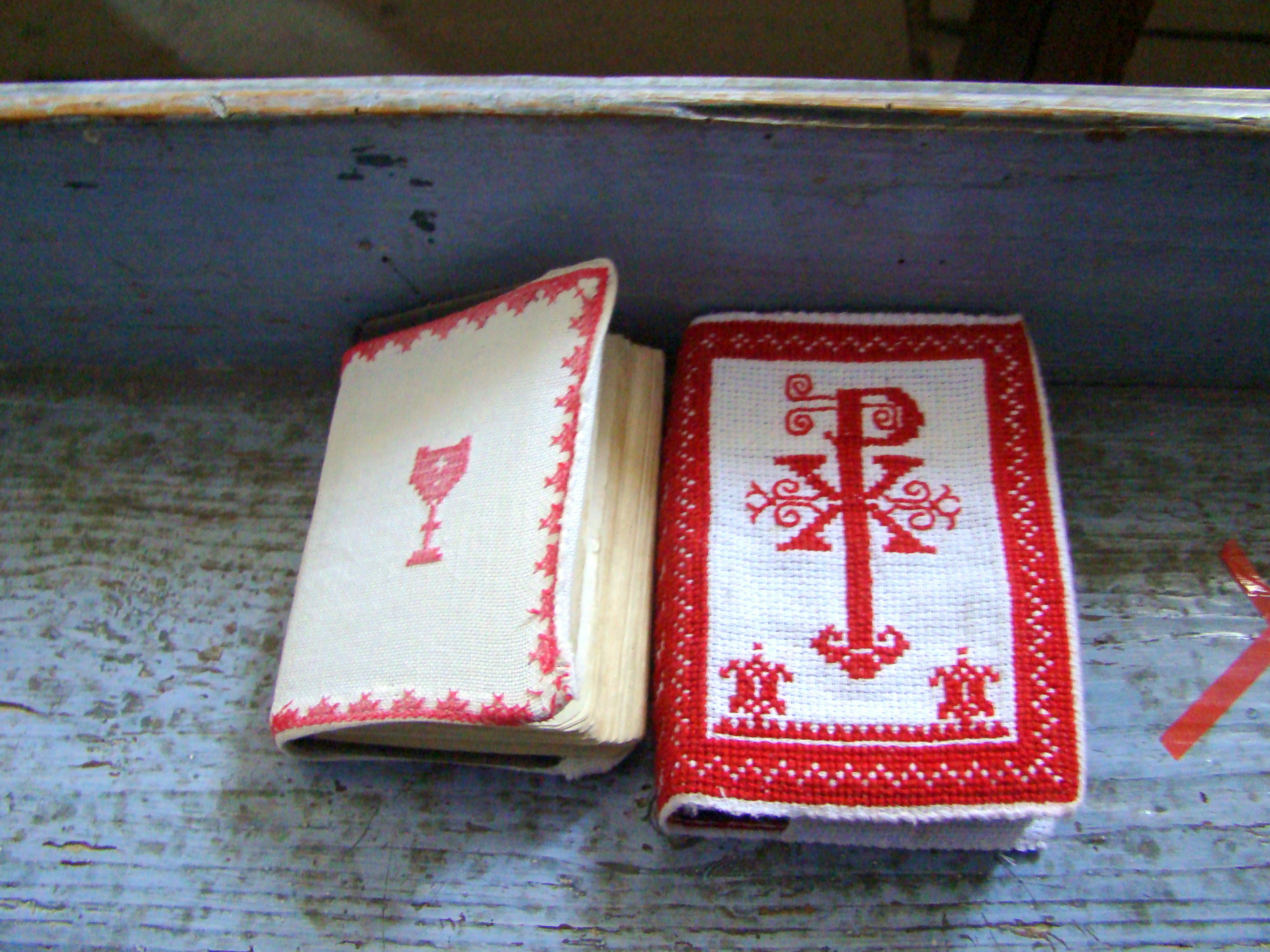
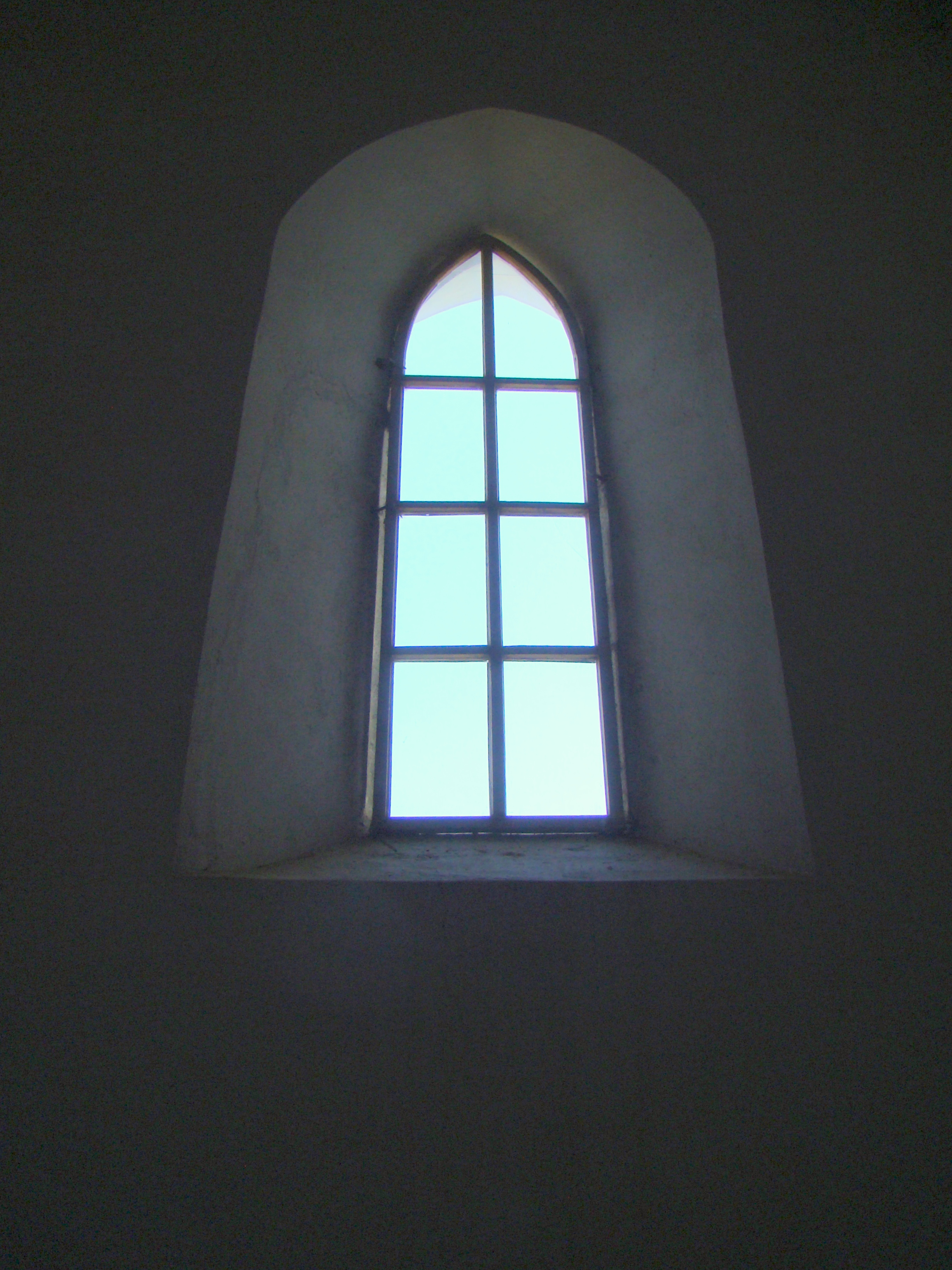
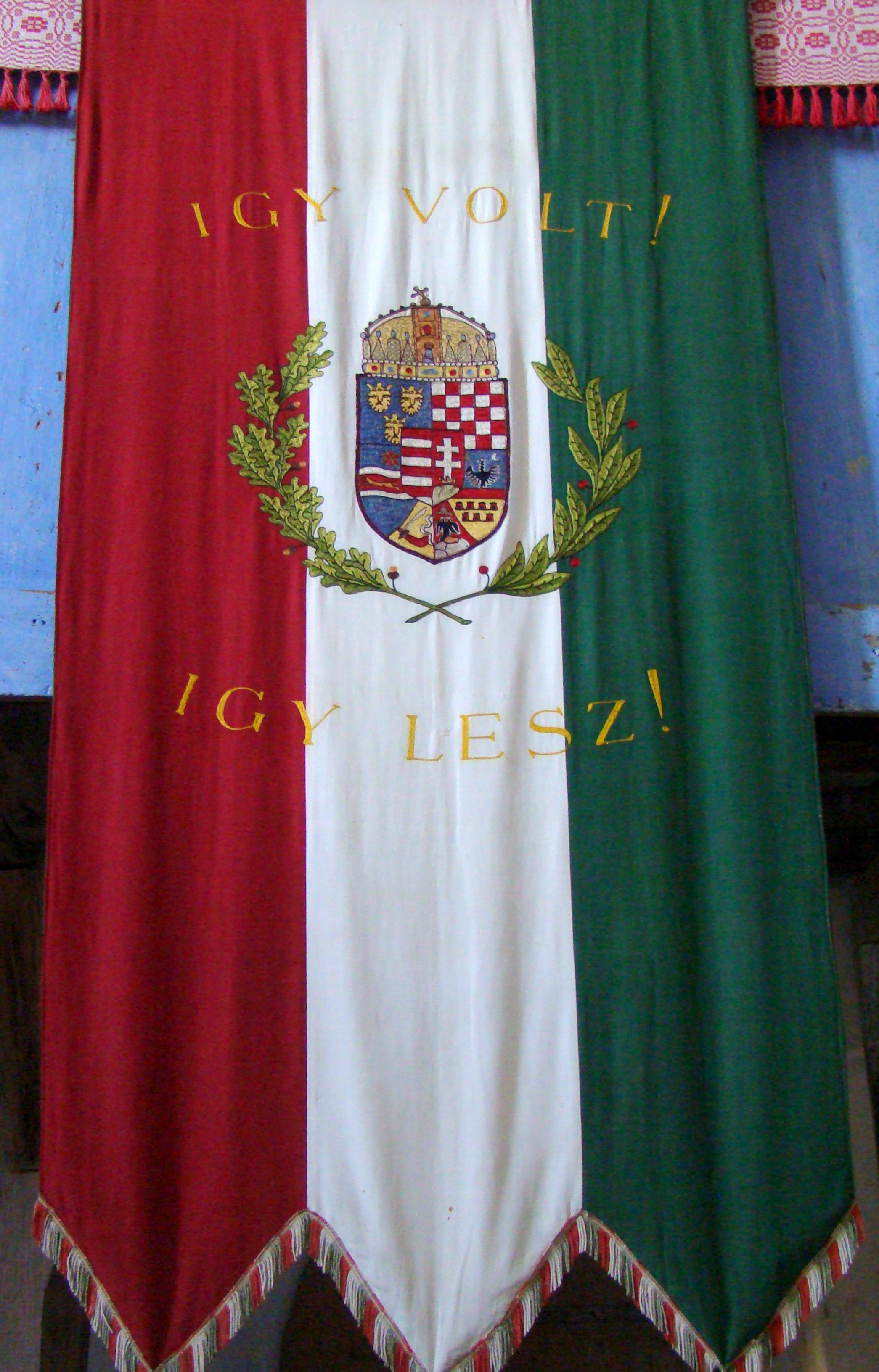
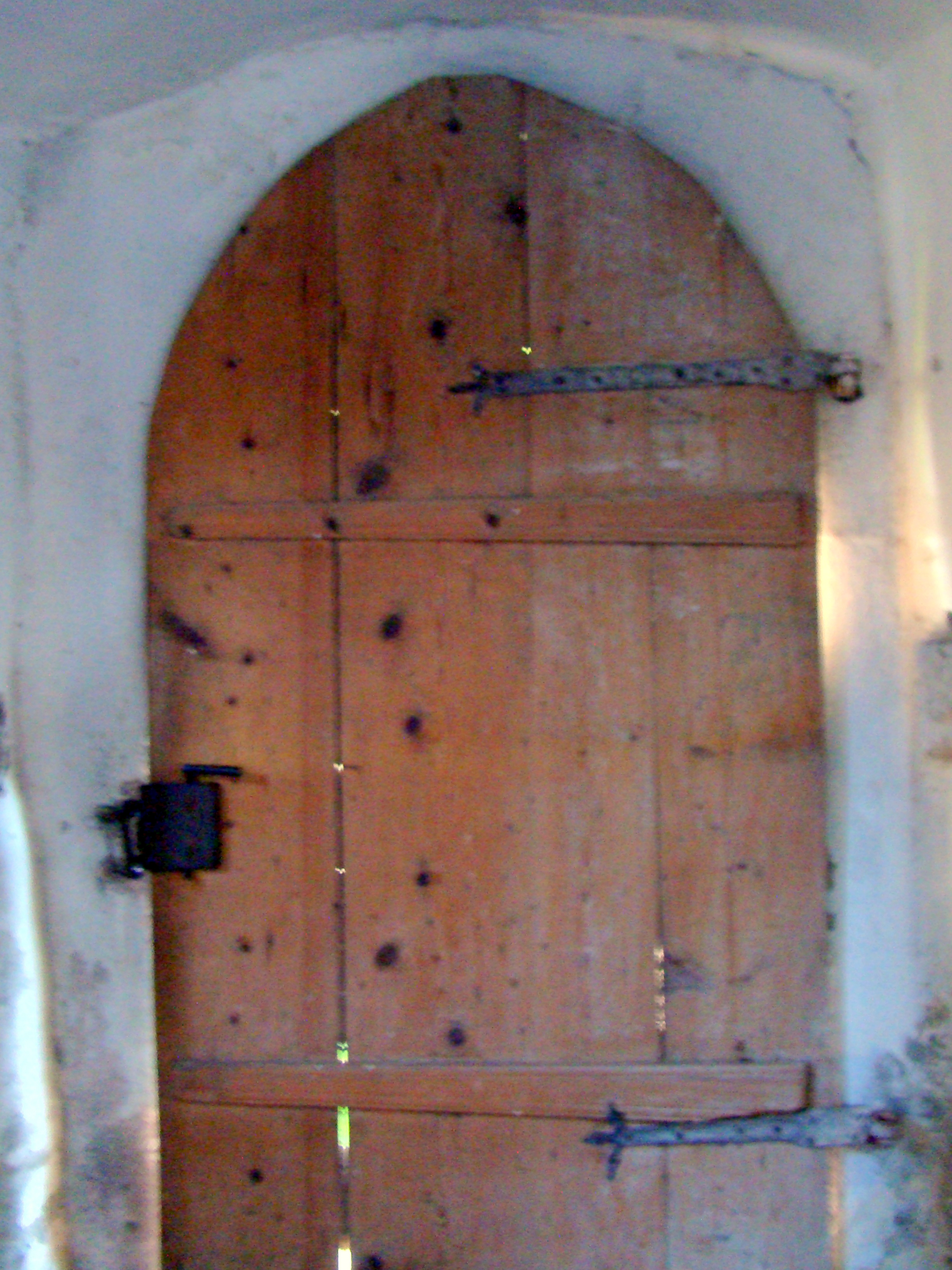
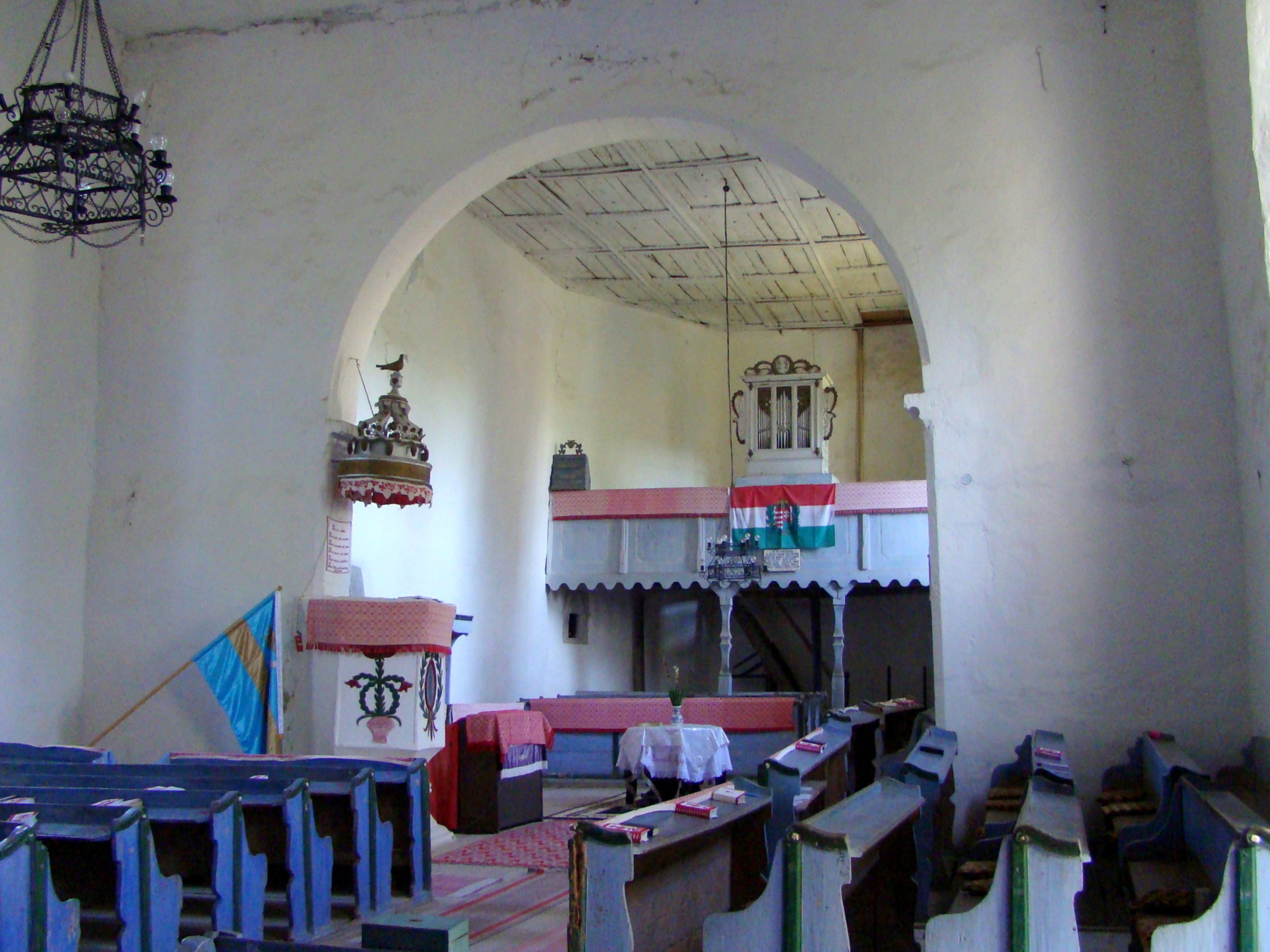
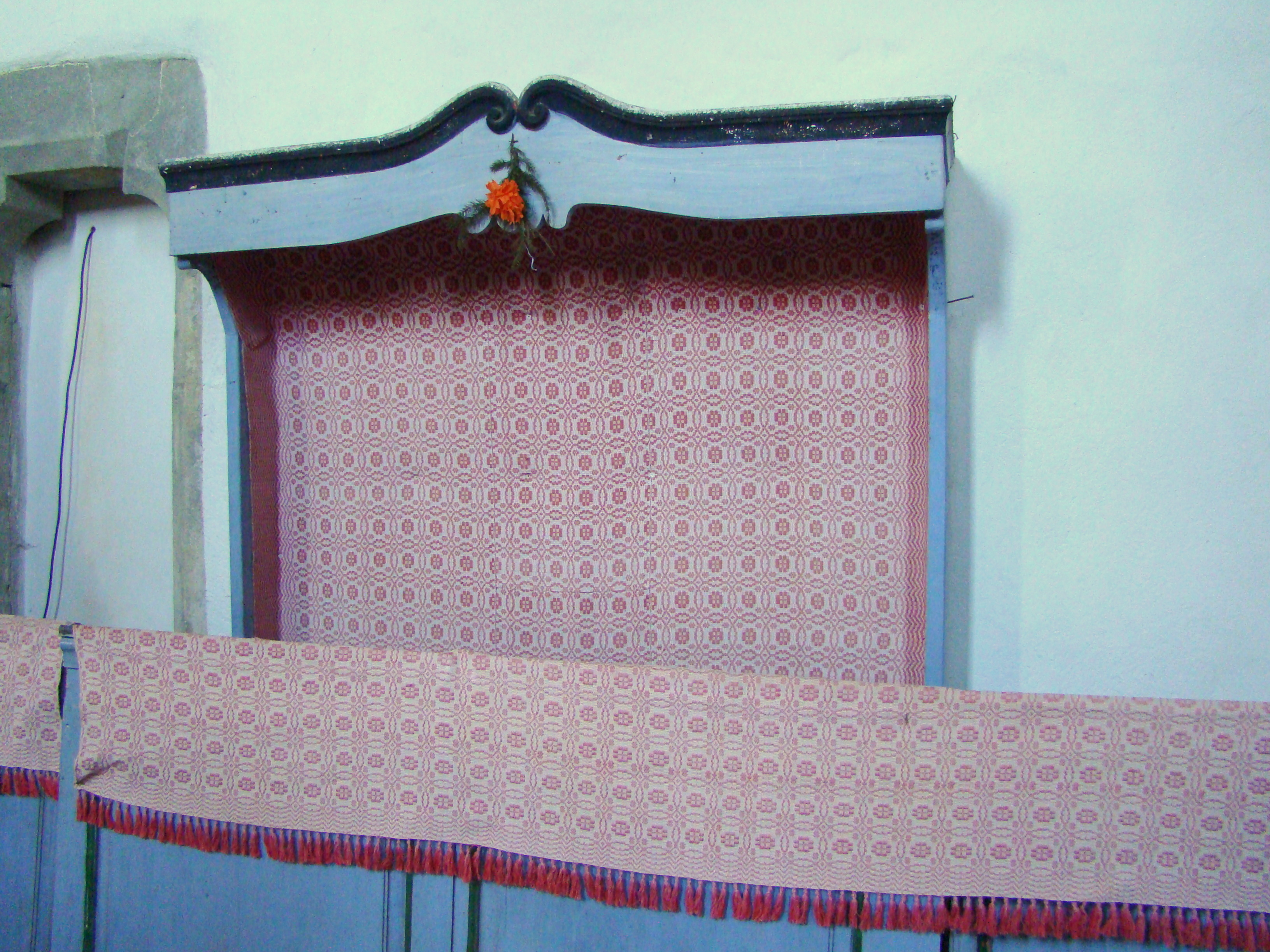
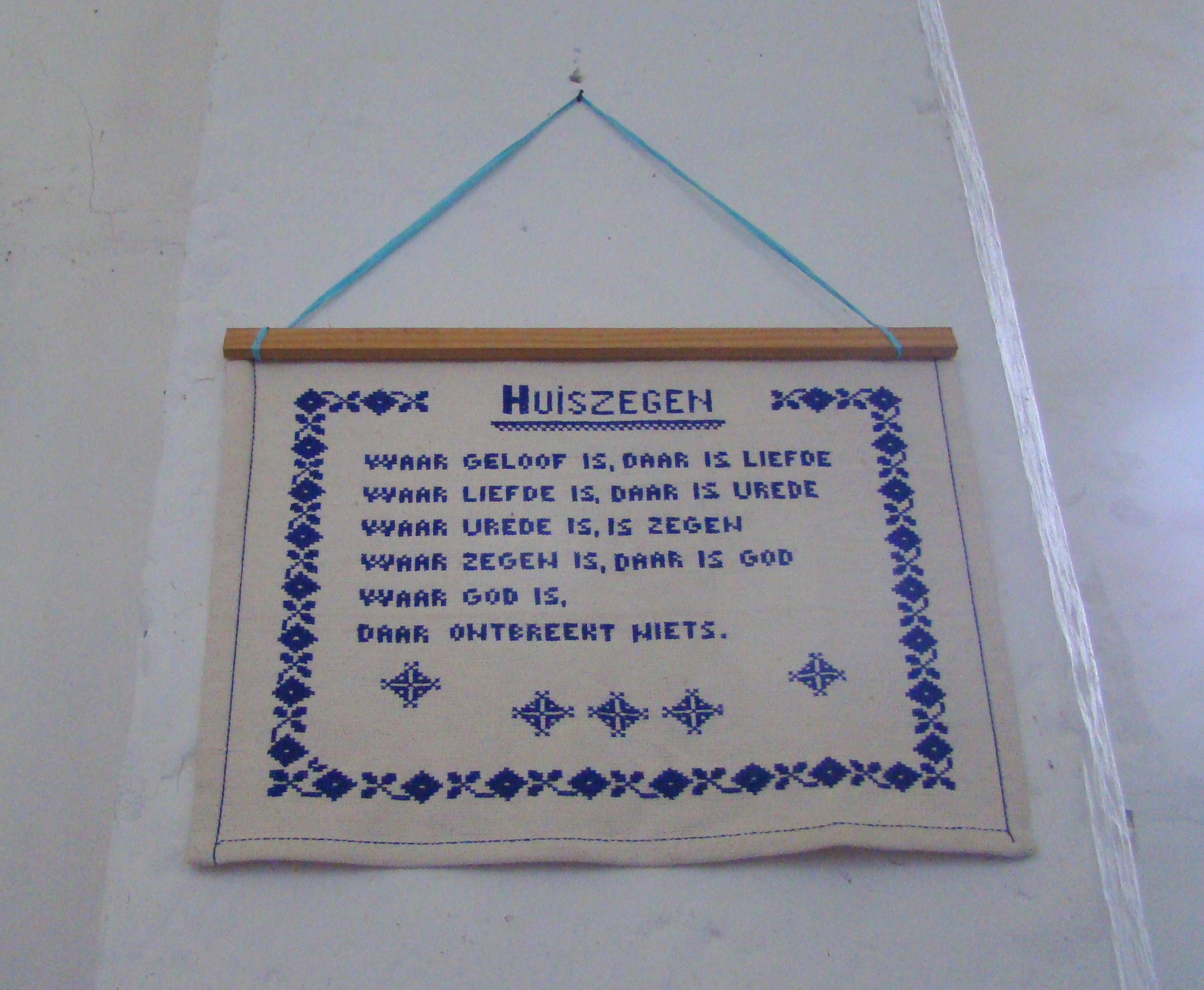
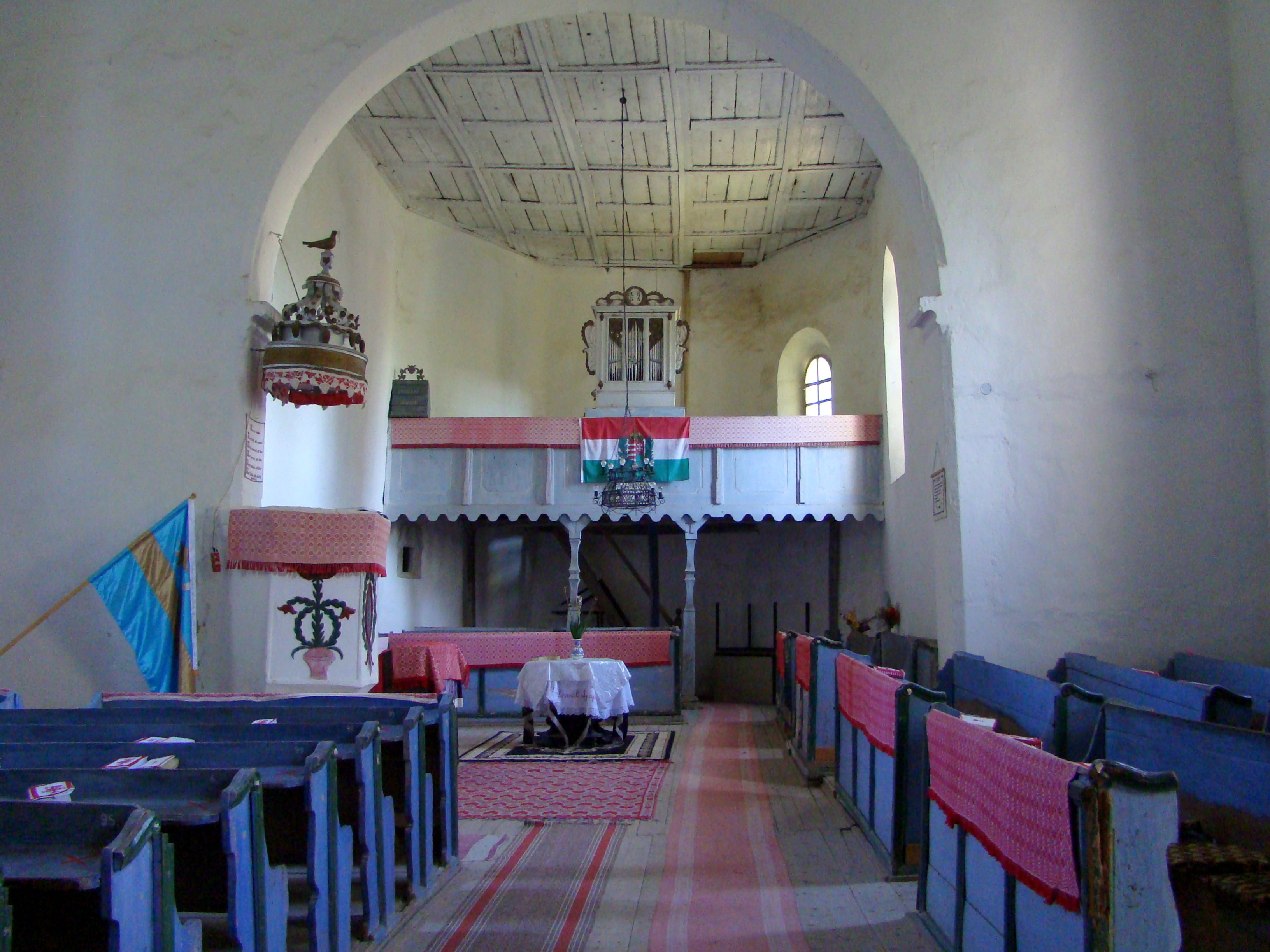
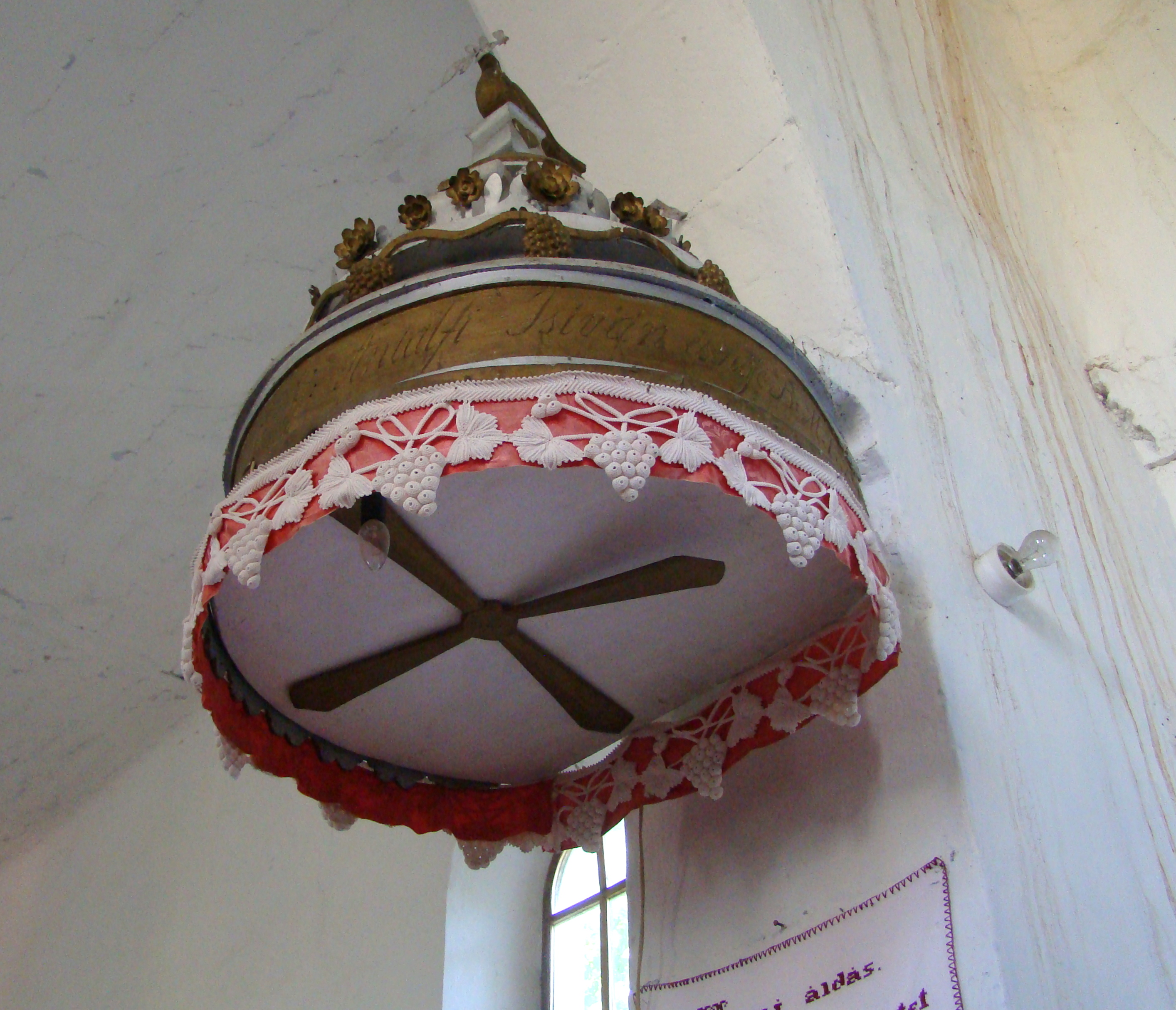
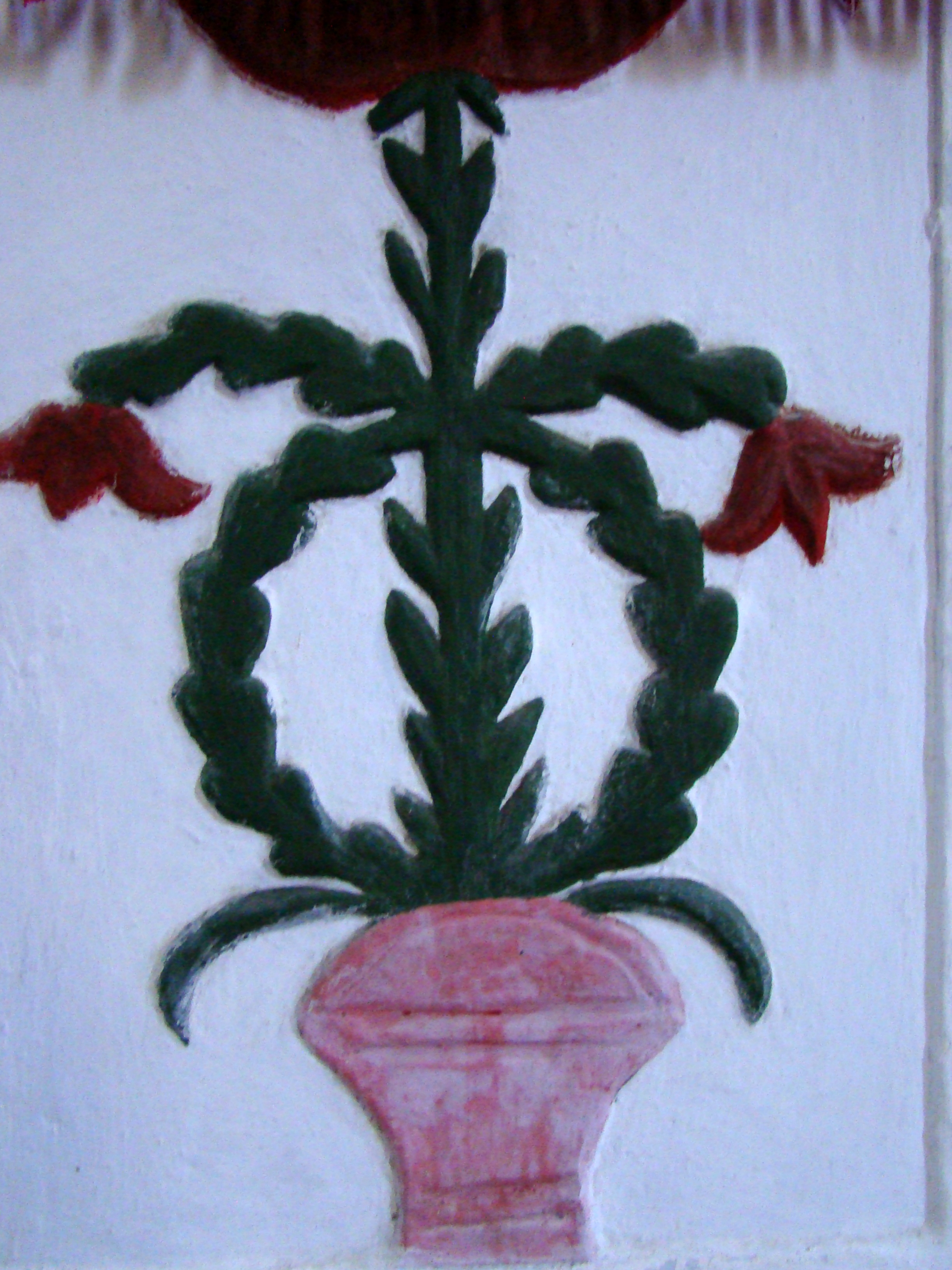
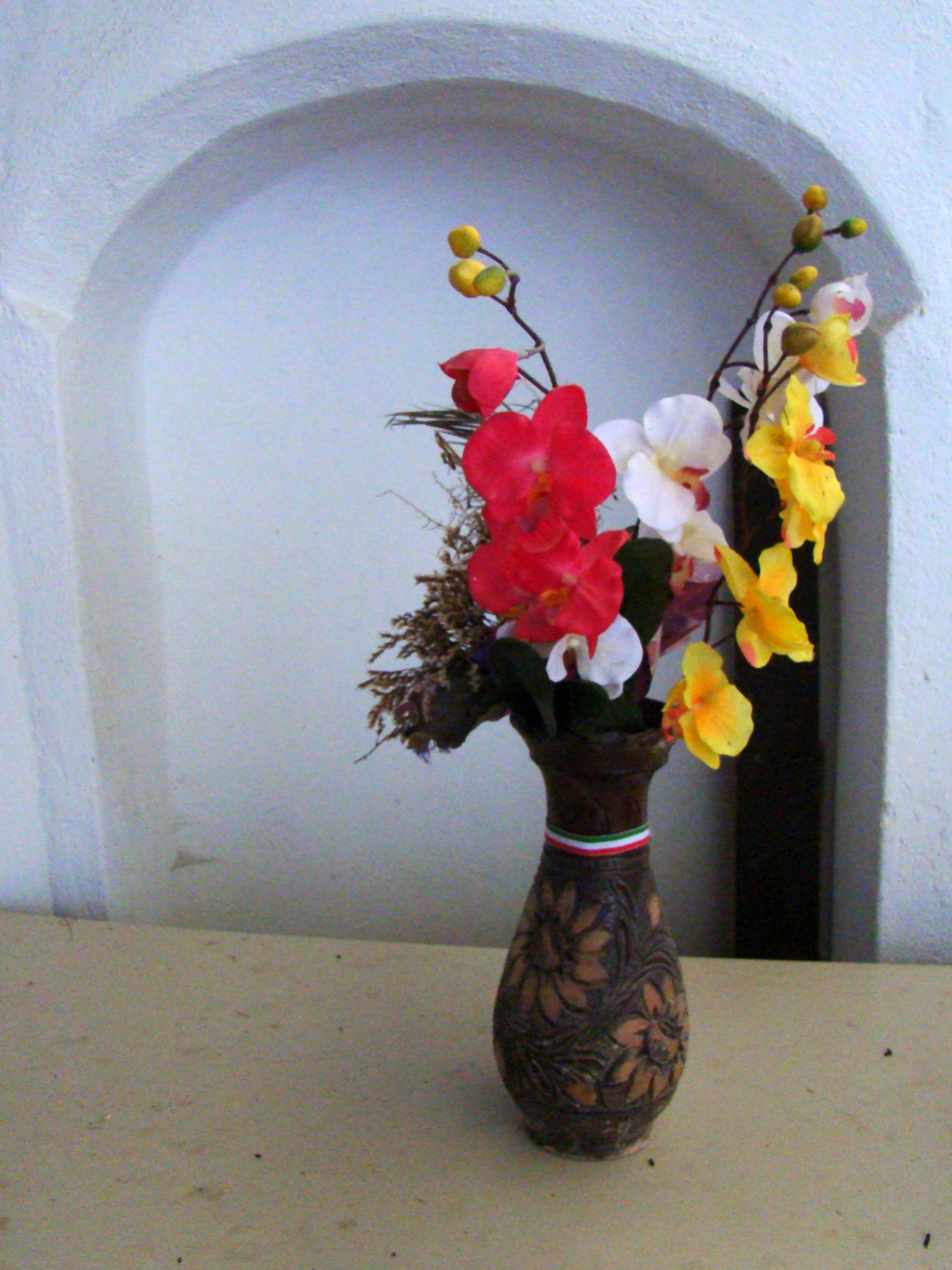